# العصور الوسطى
العُصُورُ الوسطى أو القُرُونُ الوسطى هي التسمية التي تُطلق على الفترة الزمنية في التاريخ الأوروبي التي امتّدت من القرن الخامس حتّى القرن الخامس عشر الميلادي. حيث بدأت بانهيار الإمبراطورية الرومانية الغربية واستمرّت حتى عصر النهضة والاستكشاف. وتُعتبر فترة العصور الوسطى هي الفترة الثانية بين التقسيمات التقليدية للتاريخ الغربي: الفترة القديمة، والوسطى، والحديثة. وتنقسم العصور الوسطى نفسها إلى ثلاثة فَترات: الفترة المُبكّرة، والمتوسّطة، والمُتأخّرة.
في أواخِر العصور القديمة، بدأ السُكان بالهجرة والنزوح، وقلّ أعدادُهم، وقد استمرّت هذه الحالة في بدايات العصور الوسطى. وقد أقام الغزاة البرابرة الجرمان، ممالك جديدة على ما تبقى من الإمبراطورية الرومانية الغربية المنهارة. وخلال القَرن السابِع في الشرق الأوسط وشمال أفريقيا اللتان كانتا ذات يوم جُزءاً من الإمبراطورية الرومانية الشرقية أصبحتا تحت حُكم الدولة الأمويّة. وقد استمرّت الإمبراطورية البيزنطية لفترةٍ في الشَرق وبَقيَت كأحد القوى العُظمى هُناك.
اتّحدت مُعظَم المَمالِك في الغَرب بالمؤسّسات السياسية الرومانية القليلة التي كانت موجودةً آنذاك. وقد بُنيَت الأديرة على نِطاقٍ واسِعٍ كحملاتٍ لتنصير أوروبا الوثنيّة. كما ظَهرت في أواخِر القرن الثامن وبدايات القرن التاسِع الإمبراطورية الكارولنجية تحت سُلالَة الكارولنجيون الإفرنج، وقد غطّت مُعظَم أراضي أوروبا الغربيّة، ولكنّها انهارَت على وَقع الحروبِ الأهليّة إلى جانِب الغزوات الخارجيّة من الفايكنج في الشمال والمجريّون من الشرق والسارسيون من الجنوب.
تزايد عددُ سُكّان أوروبا كثيرًا خِلال الفترة المتوسّطة التي بدأت بعد عام 1000 ميلاديّاً بسببِ الابتكارات التكنولوجية والزراعية التي سمحت بازدهار التجارة متصاحبة بحقبة القروسطية الدافئة التي سمحت بازدياد المنتوج الزراعي. وقد كانَت المانورالية -وهي عملية تنظيم الفلاحين في قرى مدينة بالعمل والإيجار للنبلاء- والإقطاعيّة -وهي النظام السياسي حيث كان الفرسان والنبلاء من المستوى المتندني مدينون بالخدمة العسكرية للأسياد في مقابل الحق بإستئجار الأراضي والضيع- كانَ هَذان المَذهبان المُتّبعان في تنظيم المجتمعات خلال الفترة المُتوسّطة من العصور الوسطى.
تخلّلت تلك الفترة كذلك ما يُعرف الآن بالحملات الصليبيّة، وكانَت بداية التبشير بها عام 1095، وهي محاولاتٍ عسكريّة من مسيحيي غَربِ أوروبا للسَيطَرة على الأراضي المُقدّسة الشرق أوسطية من المسلمين. أمّا الحياةُ الفكريّة فقد تأثرت بالفلسفة المدرسية القائمة على ربط العقل بالإيمانيات. ومن أبرَزِ إنجازات ومشاهير تلك الفترة كان لاهوت وفلسفة توما الأكويني، ولوحات جوتو، وأشعار دانتي وتشوسر، ورحلات ماركو بولو، والفنّ المِعماري القوطي الجلي في هندسة كاتدرائية مِثلَ كاتدرائية شارتر.
الفَترة المُتأخّرة من العصور الوسطى اتّسمَت بالمصاعِب والمعاناة والكوارِث التي لحقتها، فالمجاعات والطاعون والحروب قد هدّدت تعداد السكان في أوروبا الغربية، فبين عامي 1341 - 1350 سَلبَ طاعون الموت الأسود حياة ثُلثِ سُكّان أوروبا، كما لَعِبَ التنازُع والهرطقة والانشقاق داخِل الكنيسة الكاثوليكية والحروب الأهلية وثورَات الفلّاحين في الممالك، جميعُها كانَت أسباباً سيئة في الفترة المُتأخّرة. في النهاية، أدّى التَطوّر التِقَني والثقافي إلى إعادة تشكيل المُجتَمع الأوروبي، مما أسدَل السِتَارَ عن العصور الوسطى معلنةً بذلك بداية العصر الحديث

## أصل التسمية والحُقَب التاريخيّة
العصور الوُسطَى هي إحدى الحُقَب الثلاث الذي يُقسّم إليه التاريخ الأوروبي، وهي: العصر الكلاسيكي القديم، والعصور الوسطى، والعصر الحديث.
قسّم مُؤرّخو ذلك العصرَ التاريخَ المعروفَ إلى ستة عصور أو ما يُعرَف بعصر الإمبراطوريات الأربع، وقد اعتَبروا عَصرَهُم هو الأخير قبلَ نهايَة العالم. وعِندما كانوا يتحدّثون عن زمانِهم، كانوا يَصِفونَ أنفُسَهم أنّهم من العصر الحديث. ففي ثلاثينيّات القرن الرابِع عشر، اعتَبَر الشاعِر فرانشيسكو بتراركا عصور ما قَبل المسيحية عُصوراً أثريّة أو غابِرة، بينَما اعتَبَر ما بَعد ذلك عَصراً جديداً. وقد كانَ ليوناردو بروني أوّل مُؤرّخ يَستخدِم التَقسيم الزمني الثلاثي لتلك الحقبة في كتابه تاريخ الشعب المزدهر (بالإنجليزية: History of the Florentine People) وذلك في عام 1442. ظهر المُصطلَح الذي يُعبّر عن العصور الوسطى لأوّل مرّة في اللغة اللاتينية عام 1469م، وهو (باللاتينية: media tempestas) والتي تعني حرفيّاً الموسم الوسيط. وكانَ المُصطَلح في تغيّرٍ مُستَمر على مَرّ التاريخ، حتّى ظهر مُصطَلح «العصور الوسطى» (باللاتينية: medium aevum) (بالإنجليزية: middle ages) بمعناه ولفظِه الحاليّ عام 1604، وسُجّل لأوّل مرّة في 1625. ويُشارُ أيضاً لهذه الحُقبَة بالتعبير (بالإنجليزية: medieval period) وهو مشتق من التعبير (باللاتينية: medium aevum). وقد تمّ اعتماد التقسيم الزَمَني الثلاثي على يَد المؤرخ الألماني كريستوف سيلاريوس في القَرن السابِع عَشر وذلكَ عندما قسّمها إلى ثلاث عصور: قديمة، ووسطى، وحديثة.
الشائِعُ أنّ بدايَة العصور الوسطَى هو من عام 476 حيثُ أنّ أوّل من أشارَ إليها هو المُؤرّخ بروني. وبِشكلٍ عام، يُعتَبر عام 1500 تقريباً نهايَةً للعصور الوسطى على خِلافٍ بين المُؤرّخين حولَ تاريخ محدد. حيثُ أن ذلك يَعتَمِد على السياق التاريخي، فأحداثٌ كَرحلَة كريستوفر كولومبوس للأمريكتين عام 1492، أو فَتحُ القُسطَنطينِيَّة عام 1453 على يَد الدولَة العُثمانيّة، أو حركة الإصلاح البروتستانتي عام 1517 قَد تُستخدَم لتحديدٍ زمنيٍ أكثَر دقّة. أمّا أغلّب المُؤرّخونَ الإنجليز يَعتَبِرون معركة بوسوورث عام 1485 هيَ نهايَة تلك الحقبة. وبالنِسبَة للأسبان، فليسَ لديهم تاريخٌ يتّفقونَ عليه ليكونَ نهايَةً لتلكَ الحُقبَة، ولكن بشكلٍ عام، فالنهايَةُ المُعتَمدة لديهم هيَ خِلالَ أعوام 1516 (وفاة الملك فيرديناند الثاني) و 1504 (وفاة الملكة إيزابيلا الأولى) و 1492 (سقوط غرناطة). يُذكَر أنّ مُؤرّخوا اللغات الرومانسيّة يَميلون إلى تَقسيم العصور الوسطى إلى عصور عُليا ودُنيا؛ بينما المُؤرّخونَ الناطِقون بالإنجليزيّة قد تأثّروا بِنُظرائِهم الألمان في تقسيمها إلى ثلاثة فَترات: الفترة المُبكّرة، والمتوسّطة، والمُتأخّرة. في القَرن التاسِع عَشر، تمّ تَسمية العُصور الوسطى باسم العصور المظلمة، ولكن مع اعتماد التقسيمات تمّ اقتصار استخدام هذا المصطلح على العصور الوسطى المبكرة، على الأقل بين المؤرخين.

## الإمبراطورية الرُّومانية المُتأخّرة

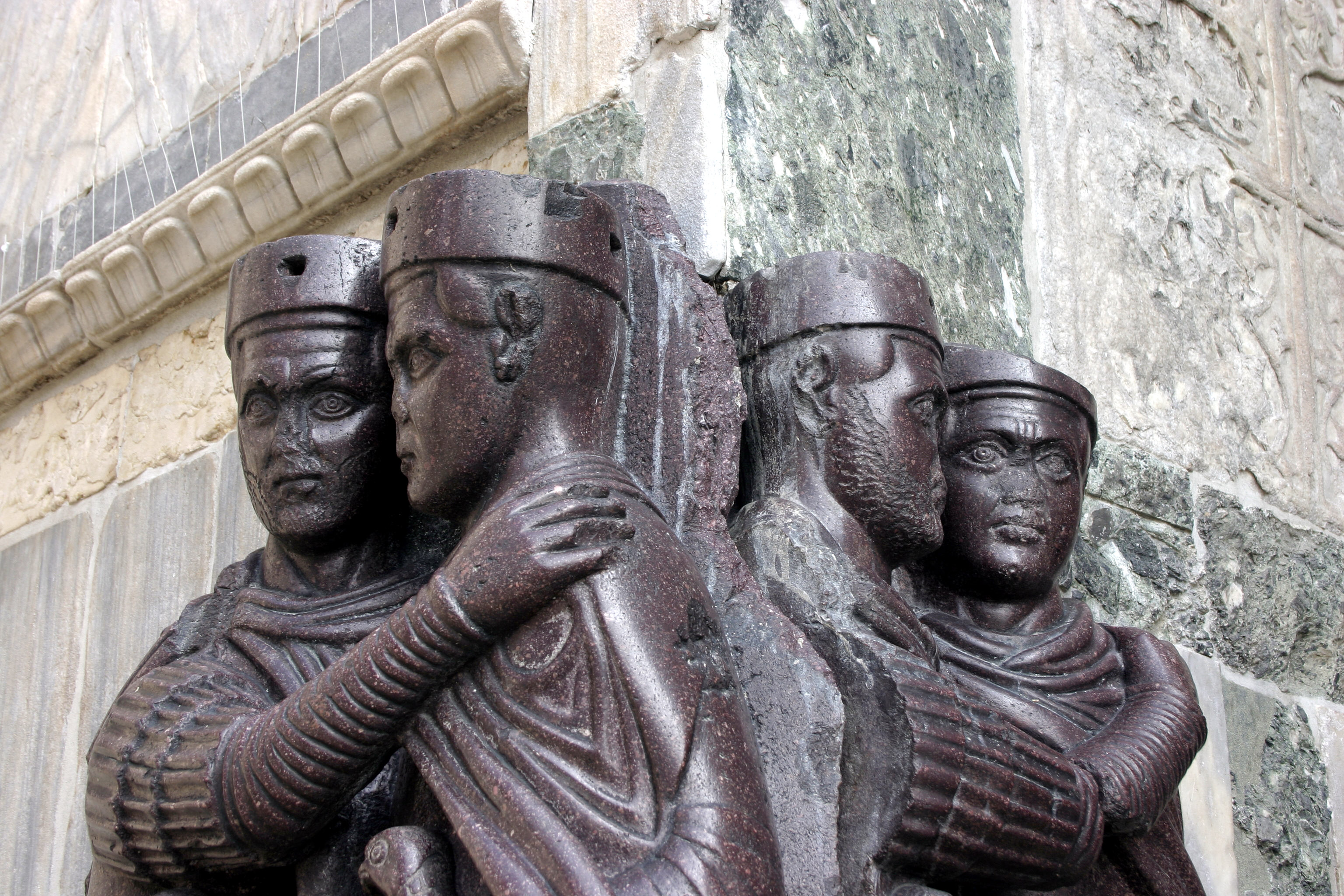
منحوتَة Portrait of the Four Tetrarchs، وهيَ إحدَى المنحوتات في أواخِر الإمبراطوريّة الرومانيّة والتي تُمثّل نظامَ الحُكم الرباعي، وهي الآن موجودَة في البندقية.

حقّقت الإمبراطوريّة الرومانية أقصى اتّساعٍ لها في القرن الثاني الميلادي، والقَرنين اللاحِقَين شَهِدا تراجُعاً بَطيئاً لِلسَطوَةِ الرومانيّة على مناطقها النائية. وقد كانَ القرنُ الثالِث الميلادي فَترة اضّطرابٍ سياسي، فالتَضخّم الاقتصادي والغزو والحروب الأهليّة، أدّى إلى عدمِ ثباتٍ في الحُكم  فلا يأتي قيصر ويمكُث قليلاً حتّى يغتَصِب منه العرش قيصر جديد. إضافةً إلى تَراكُم النَفقاتِ العسكريّة خصوصاً لمواجهة الساسانيين، التي تَجدّدت في أواسِط ذاك القرن. حيثُ أنّ الجيشَ تَضاعَف، واستُبدِلَت الكتائِب بوحدات الخيّالة ووحدات أصغر. وقد أدّت الحاجَة للدَخل إلى زيادَةٍ في الضرائِب وانخفاضٍ في ملكيّة الأراضي والمنزلةِ الاجتماعيّة، وهذا الانخفاض أدّى إلى تَحمّل الأفراد أعباءً أكثر. كانت الإدارة المركزية تحتاج لموظفين أكثر ليتعاملوا مع حاجات الجيش، مما أدى إلى شكاوي من المدنيين أن عدد جامعي الضرائب أكثر من عدد دافعي الضرائب.
قامَ القيصَر الروماني ديوكلتيانوس في عام 286 بتقسيم الإمبراطوريّة إداريّاً إلى نِصفَين شَرقي وغربي، غيرَ أنّها كانَت تُعتَبر واحِدة في نَظرِ سُكّانِها وحُكّامِها. حيثُ أنّ التشريعات القانونيّة والإداريّة الصادِرة من النِصفِ الغربيّ مَثلاً تكون مُعتَبرة في النِصفِ الآخر. في عامِ 330، وبعدَ الحربِ الأهليّة، قام قسطنطين الأول بتحويلِ مدينَة بيزنطة لتُصبِحَ عاصِمةً للإمبراطوريّة الشرقيّة وصارت تُعرَفُ باسم القسطنطينية. يُذكَر أنّ إصلاحات ديوكلتيانوس زادَت من قوّة الحكومَة من الناحيَة البيروقراطيّة، فأصلَحت الضرائِب، وزادَت من قوّة الجيش، مما أكسَب الحكومَة مزيداً من الوقت، لكن لم يؤدّي لِحَلّ مشاكِلها كالضرائب الجائرة، وانخفاض مُعدّلات الولادة، بالإضافة إلى الضغوط من قبل الآخرين على حدود الدولة. كَثرةُ الحروب بينَ القياصِرة المُتنازعين في مُنتَصف القرن الرابع أدّت إلى انسياب الجنود من ثغور الإمبراطورية وبالتالي اختراق أعدائها لها. وكانت مُحصّلة القرن الرابع استقرار المجتمع الروماني على أُسس اختَلَفت عن العهد الكلاسيكي السابق، حيثُ اتّسعت الفجوة بين الأغنياء والفقراء، وتآكلت حيوية المدن الصغرى. وطرأ أيضاً تَغييرٌ آخر وهوَ التنصر، أو بالأحرَى تنصر الإمبراطورية، حيثُ استَغرَق ذلِك من القرن الثاني حتّى القرن الخامس على نحو تدريجي.

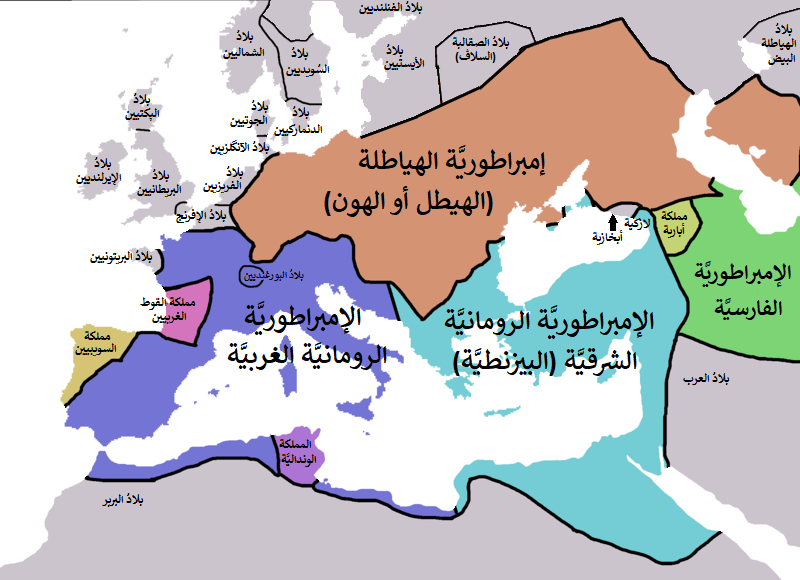
خريطَة توضّح حدودَ الدول الأوروبيّة عام 450.

في عام 376، وإثرَ فِرارهِم من شُعوب الهون، سَمَح الإمبراطور فالنس للقوط الشرقيين بالاستِقرار في ثراسيا (تراقيا) البلقانية الخاضعة للروم، لكنّ استقرارَهُم هُناك لم يَمرّ بِسلام؛ وعِندما أساء الضُبّاط الروم التعامُل مع الموقِف، بدأ القوط الشرقيّون حَملات الغزو والنَهب، وقَتلوا الإمبراطور أثناء مُحاوَلته قَمع اضّطراباتِهم وذلك في معركة أدريانوبل في 9 أغسطس 378. كما كانَت التهديدات الشماليّة من قِبَل التحالُفات القَبليّة والانقسامات داخِل الإمبراطوريّة تُشكّل خَطراً، خصوصاً تلكَ التي كانَت داخِل الكَنيسَة. ففي عام 400، غَزا القوط الغربيّون الإمبراطوريّة الغربيّة، وعلى الرُغمِ من صدّهم عن إيطاليا بادئ الأمر، إلّا أنّهم وَصلوا مَدينَة روما عام 410. وبحلولِ عام 406، عَبَرت شعوبُ الآلان والوندال والسويبيون بلاد الغال. وخِلالَ السنوات الثلاث التالية، انتَشَروا خِلالَ الغال حتّى عَبَروا جِبالَ البرانس إلى ما يُعرَف اليوم بإسبانيا. فابتدأ حينها ما عُرِفَ تاريخيّاً باسم عصر الهِجرة، حيثُ أنّ قبائِلَ مُختَلفة مُعَظَمهم من الجرمان قد انتَقَلوا عَبرَ أوروبا كُلّها، فالفرنج والألامانيون والبرغنديون انتهى بِهم المُقام في شمالِ بلادِ الغال، أمّا الآنجل والساكسون والجوت استقرّوا فيما يُعرَف اليوم ببريطانيا. في ثلاثينيّات القرن الخامِس، بدأ الهونيّون غزوهم للإمبراطوريّة يترأسُهم مَلِكَهُم أتيلا الهوني الذي قادَهُم إلى غَزو البلقان في 442 و447 والغال في 451 وإيطاليا عام 452. واستمرّ التهديد الهوني قائماً حتّى وفاةِ الملك أتيلا عام 453 وما تبعه من تفكك قبائل الهون. وقد أحدَثت تِلك الغزوات تغييراً كامِلاً للطبيعة السياسيّة والسُكّانيّة للإمبراطوريّة الرومانيّة الغربيّة.
مع نهايَة القَرن الخامِس، تقسّمت الإمبراطوريّة الغربيّة إلى فرقٍ سياسيّة صغيرة محكومَة من القبائِل الغازيَة في بدايات القَرن. وكانَت نهايَتُها عام 476 وذلك بعدَ القضاء على آخر أباطرتها رومولوس أوغستولوس. أمّا الإمبراطوريّة الشرقيّة التي عُرِفت فيما بعد باسم الإمبراطوريّة البيزنطية بعد سقوطِ ندّها الغربيّة، كانَ لها مِقدار ضئيل من السيطرة على جارَتِها المُتساقِطة. حافظَ القياصِرة البيزنطيين على السيادَة على أراضيهم. ولم يَجرؤ أحد من ملوك الممالِك التي ظَهرت على إثرِها أن يُعلِنَ نفسَه إمبراطوراً على النِصف الغَربي، ولم تستَمر سيطرة البيزنطيين على الأراضي الغربيّة باستثناءِ مُحاولات جستينيان الأول استرداد شبه الجزيرة الإيطالية وأطراف البَحر المتوسّط.

## العُصور الوُسطى المُبَكرة

### مُجتَمعات جَديدة
التركيبَة السياسيّة والسُكّانيّة لأوروبا الغربيّة تغيّرت بعد تَفكّك الإمبراطوريّة الرومانية، وكانَت الهِجرات في تلك الفترة توصَف بأنّها غَزوات، فقد كانَت حَملاتٍ عسكريّة وهجرةُ شعوبٍ كاملة نحوَ الإمبراطوريّة، وقد واجَهت تلك الهجرات رَفضاً من عِليَة الشَعب الرومي الغربي تمثّلت في بذلهم للمال لدعم الجيش لإيقاف الهِجرة. وكانَ القياصِرة في القرنِ الخامِس مُتَحكّمٌ بِهم من خلال القادة العسكرييين من أمثال ستيليكو وأسبار وريسيمر وغوندوباد، وقد كانَ أغلَبُهم أصولُهم ليسَت روميّة، وعندما انهارَت الدولَة كانَ الملوكُ من بَعدِهم على هذه الحال أيضاً. والمُصاهرات بينَ الروم والملوك الجُدد صارَت شائعة. أدّى ذلك إلى امتزاجِ الثقافة الرومانيّة بعاداتِ القبائل الغازية وظهور سياسات جديدة، وشَمِل ذلك المجالِس الشعبيّة التي تُمّكن أفراد القبائل الأحرار من الخوض في موضوعات سياسية بشكل أكبر مما كان معروفاً وقت الدولة الرومانية. ومن آثار ذلك الامتزاج أنّ الأدوات التي كانوا يَستَخدِمونها صارت مُتشابهة. وقد قلّت الضرائب كذلك، فكثيرٌ مِن الكيانات السياسيّة تَخلّت عن دَعمِ جِيوشِها عن طريق الضرائب واستَبدلتها بِمَنحها الأراضي والإيجارات؛ بمعنى أنّه كانَ هُناكَ حاجةٌ قَليلةٌ للضرائِب مما نَتَج عنه تآكل النظام الضريبي. كما انتَشَرت الحروبُ بين وداخل الممالك، وانخَفضت العبوديّة إثر تدني الإمداد، وأصبحت المجتمعات ريفية.

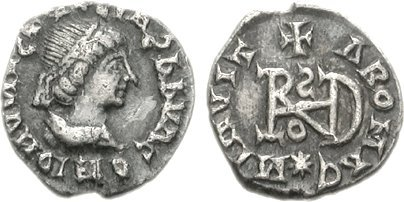
نقود معدنيّة تعودُ لزمن ممكلة القوط الشرقيين وعليها رسم ثيودوريك العظيم.

ما بينَ القرنِ الخامِس والثامن وبسبب الهجرات، قَدِمت شعوبٌ جديدة ملأت الفراغ السياسيّ الذي خلّفته حكومة روما المركزيّة. إحداهم هم القوط الشرقيون، وقد استَوطنوا إيطاليا في أواخِر القرن الخامِس تَحت حُكمِ ثيودوريك الذي أقامَ مملكةً جَمعت بينَ القوط والطليان واستمرّت حتّى وفاتِه. بلادُ الغال استوطنها البورغنديون، وبعدَ دمار حكومَتهم على يد الهون عام 436 أنشأوا مملكة جديدة في العقد التالي في المنطقة الواقِعة بين ما يعرف اليوم بجنيف وليون، قامت دولة قوية للبورغنديين في نهاية القرن الخامس وبداية القرن السادس. وفي شمال الغال، أقام الفرنجة والبريطينيون كيانات سياسية صغيرة، تَمركزت مملكة الفرنجة في شمال شرق الغال تحت حُكم أوّل ملوكها شيلدريك. وتحت حُكمِ ابنه كلوفيس، توسّعت مملكة الفرنجة، واعتَنقت النصرانية. أما البريطينيون فقد استوطَنوا شبه جزيرة بريتاني -تختلف عن بريتانيا-. كما نشأت ممالِك أُخرى مثلَ مملكة القوط الغربيين في شبه الجزيرة الإيبيرية، والمملكة الوندالية في شمال أفريقيا وجُزر البحر المتوسّط. استقرّت شعوب اللومبارد في شمال إيطاليا في القرن السادس. فجاءت بدلاً عن مملكة القوط، وأقاموا مملكتهم الخاصة، وفي نهايات القرن السادس، أُعِيدَ تشكيل تلك المجموعات إلى نظام ملكي مستدام.
جَلبت تِلك الغزوات والهِجرات مَجموعات عرقيّة جديدة إلى أوروبا واختلَف توزيعُهم من مَنطقةٍ لأخرى. ففي الغال على سبيل المثال، استقرّ المُهاجِرون بكثافةٍ أكبر في الجُزء الشماليّ الشرقي عنه في الجنوب الغربي، واستقرّت شعوبُ السلاف في وَسط وشرق أوروبا والبلقان، وصاحَب ذلكَ الاستيطان إلى تَغيّرٍ في اللغات. فاللّغة اللاتينية للدولة الروميّة الغربية تمّ استبدالها بلغاتٍ مُختَلِفَة على الرُغمِ مِن كونِها مَبنيّة على تِلك اللاتينية، وقد عُرِفَت باسم اللغات الرومنسية. استغرق التحوّل من اللاتينيّة إلى تِلكَ اللغات عدّة قرون. أما في أوروبا الشرقيّة، فقد استمرّت اللغة اليونانيّة هي لُغة الإمبراطوريّة البيزنطيّة، ولكن هِجرات الشعوب السلافيّة أضافَت اللغات السلافية لأوروبا الشرقية.

### بَقاء بيزَنطَة

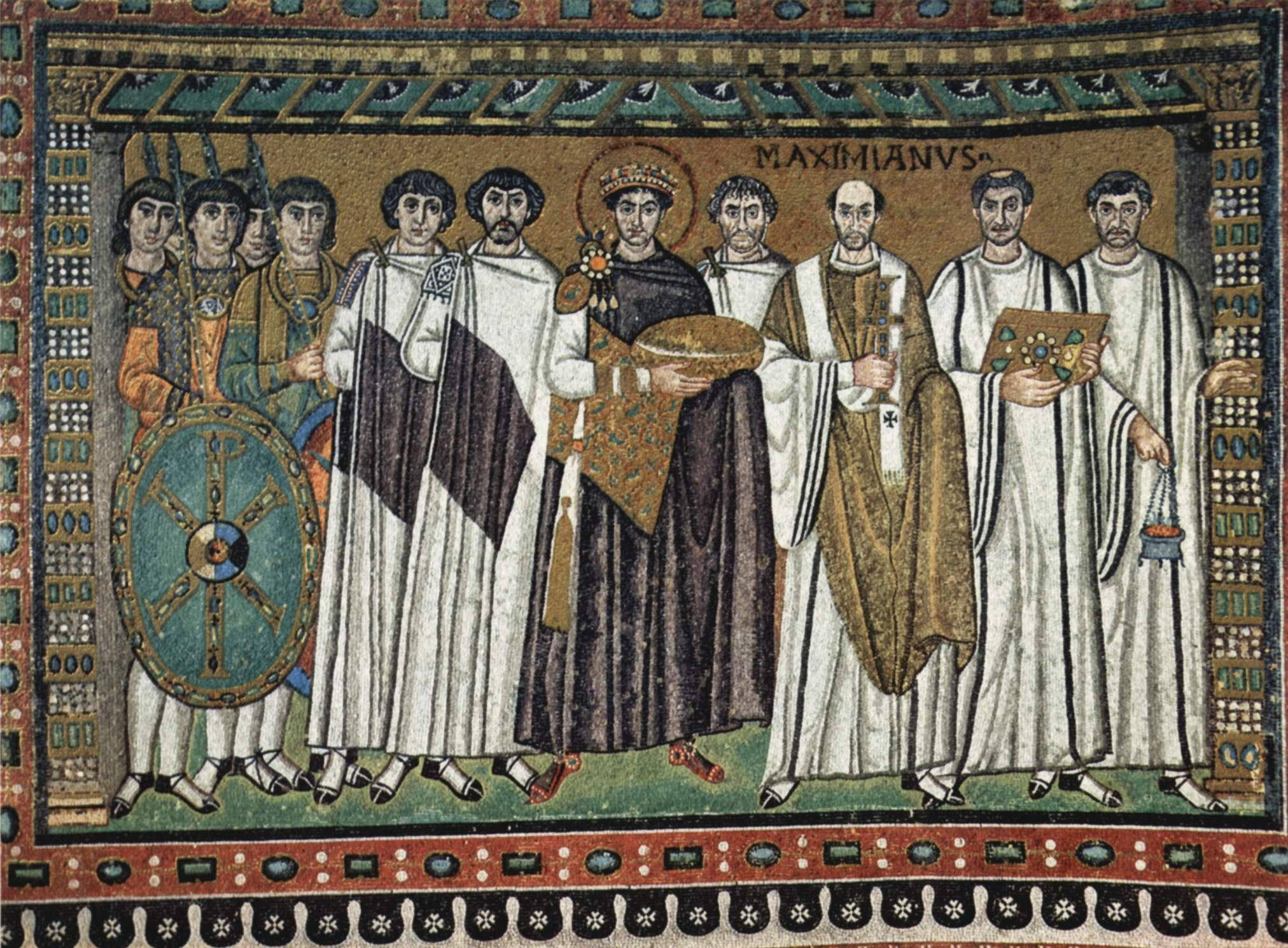
لوحَة فسيفساء تُظهِر جستينيان الأول مع أسقُف رافينا مع حَرسِه وخَدمه.

شَهِدَت أوروبا الغربيّة قيام ممالِكَ جديدة، وبقيت الإمبراطوريّة الرومانيّة الشرقية سَليمَة، بل وشَهِدَت نَهضةً اقتصاديّة استمرّت حتى بدايات القرن السابع. وكانَت الاحتجاجات والغزوات فيها أقل في القِسم الشرقيّ منها، وأغلَبها كانَت في البلقان. وكانَ القرنُ الخامِس قرنَ سلامٍ بينَ الروم وأعدائِهم الدائمين الفُرس الساسانيون. وقد اتّسَمت الإمبراطورية الشرقية بتوثيق العلاقاتِ بينَ الدولة والكنيسة المسيحية، مع إيلاء المسائل الفقهية أهمية في السياسة الشرقية بخلاف أوروبا الغربية؛ وشَمِلت التطورات القانونية تدوين القانون الروماني، وأول تدوين كان قانون ثيادوسيوس الذي اكتمل في 438. في عَهدِ الإمبراطور جستينيان الأول، دُوِّنَ قانونٌ آخر جديد عُرِفَ باسم قانون جستنيان. أشرَفَ جستينيان على بِناءِ آيا صوفيا في القسطنطينية واستِرجَاع شَمال أفريقيا من الوندال واسترجاع إيطاليا من القوط الشرقيين، الذي يحكمهم بيليساريوس المتوفى عام 565. غيرَ أنّ خُطّتَه لاسترجاعِ إيطاليا لم يُحالِفها الحظ، فانتِشار الطاعون عام 542 أدّى إلى أن تَلتَزِم جيوش جستنيان النهج الدفاعي أكثر. وبعدَ موتِ الإمبراطور، أحكَمَ البيزنطيون قَبضَتهُم على غالبيّة إيطاليا وشمال أفريقيا، وحازوا موطِأ قدمٍ لهم في جنوب أسبانيا. تَعرّضَت فُتوحات جستينيان لانتقاداتٍ مِن قِبَل المُؤرّخين لإفراطِه في تَوسّع مَملَكَتِه مِمّا مَهّد الطريق للفتوحات الإسلامية، ولكِن العَديد من الصُعوبَات التي واجَهها خلفاء جستينيان لم تكن بسبب الإفراط في فرض الضرائب لدفع ثمن حروبه، بل للطبيعة المدنية للإمبراطورية، الأمر الذي جعل من الصعب عليه زيادة القوات.
في الإمبراطورية الشرقية، أدى التغلغل البطيء للسُلاف في البلقان إلى مصاعب أخرى. بدا الأمر صغيراً في البداية، ولكِن في أواخِر أربعينيات القرن السادس عاش السلاف في مناطق تراقيا وإليريكوم، وقد هزمت قبائل السلاف الجيش الإمبراطوري عام 551 قرب أدرنة. وفي أواخِر ستينات القرن السادس، بدأ الآفاريون توسيع قاعدتهم من على الضفة الشمالية لنهر الدانوب. وبحلول نهاية القرن السادس، كانوا القوة المهيمنة على أوروبا الوسطى وقادرة على إجبار القياصِرة الشرقيين دفعَ الجزية، وظلّ نُفوذُهم قويّ حتّى عام 796. مُشكلةٌ أُخرى ظهرت نتيجَة اشترك الإمبراطور موريس في السياسة الفارسية وذلك عندما تَدخّل في النزاع حول خلافة العرش الفارسي. أدّى ذلِك إلى فترةٍ من السلام، ولكن عندما أُطيحَ بموريس فيما بعد غزت فارس بيزنطة، وخلال عهد الإمبراطور هرقل حكم قطاعاً كبيراً من الإمبراطورية تضم مصر وسوريا وآسيا الصغرى. حتى شنّ هجمته المضادة الناجحة ضد الفرس. وبحلول عام 628، ضَمِن هرقل معاهدة سلام مع الفُرس واسترد كل أراضيه المفقودة؛ وهكذا بَقيَت الإمبراطوريّة الشرقيّة في حالةِ سلامٍ لفترة من الزمن.

### مُجتَمع أوروبا الغربيّة
في أوروبا الغربيّة، ومع اضمحلالِ عائلات النُخبَة الرومانيّة القديمة، حلّ مكانَها عائلاتٌ مشاركة في الشأن الديني أكثَر من الشأن الدنيوي. وقد تَناقَصْت القيمَة المُعطاة للتَعليم والثقافة اللاتينية، بينما ظلّت أهميّة معرفة القراءة والكتابة حيثُ أصبَحتْ مهاراتٍ عمليّة بدلاً من كونِها مَحصورةٌ في العوائِل الراقيَة. يُذكَرُ أنّه في القَرن الرابِع، حَلُمَ جيروم بأنّ الرَب وبّخه كونَه يَقضي وقتاً أطولَ في قراءَة كُتُب شيشرون أكَثر من قراءتِه للإنجيل. وقد تكرّر نَفسُ الحُلم مع غريغوري التوري في القَرن السادِس، ولكن هذه المرّة، انتُقِدَ لتعلّمِه خط المجموع. وبِحلولِ أواخِر القَرن السادِس، أصبَحت الموسيقى والفن هي الوسيلة الرئيسية للتعليم الديني في الكنيسة بدلاً من الكتب. وقد ذَهبَت مُعظَم الجُهود الفكريّة نحو محاكاة الفِكر الكلاسيكي، ولكن تمّ تأليف بعض الأعمال الأصليّة، جنباً إلى جَنب مع تُراثِ شفهيّ فُقِدَ مع الوقت. وتُعتَبر كِتابات سيدونيوس أبوليناريس، وكاسيودوروس، وبوثيوس مِثالاً لأدب ذلك العصر.
أخذت التغييرات أيضاً مكانا بين العوام، فتركزت الثقافة الأرستقراطية في الحفلات العظيمة التي عُقِدَت في القاعات بدلاً من التركيز على المساعي الأدبية. وكانت ملابس الأثرياء مرصعة بالذهب والمجوهرات. وقد اتّخذ الأمراء والملوك بطانة من المقاتلين الذين شكلوا العمود الفقري للقوات العسكرية. وكانت الروابط العائلية مهمة، كما كانت قيم الولاء والشجاعة والشرف، أدّت هذه العلاقات إلى انتشار التنازع في المجتمع الأرستقراطي، ومن الأمثلة تلك التي كتبها غريغوري مما جرى في الغال الميروفينجي، وغالباً ما انتهت تلك الخلافات سريعاً. النساء شاركنَ في المجتمع الأرستقراطي كزوجات وأمهات، مع دور بارز لأم الحاكم خاصة في الغال الميروفينجي. كان هناك في المجتمع الأنجلو سكسوني نقص في عدد الأطفال الحكام ما أدى إلى قلّة النساء كأمهات ملكات، ولكن تم التعويض عن ذلك النقص عن طريق الدور المتزايد للأديرة، وفقط في إيطاليا لم تكن المرأة تحت وصاية دائمة من قريبها الذكر.

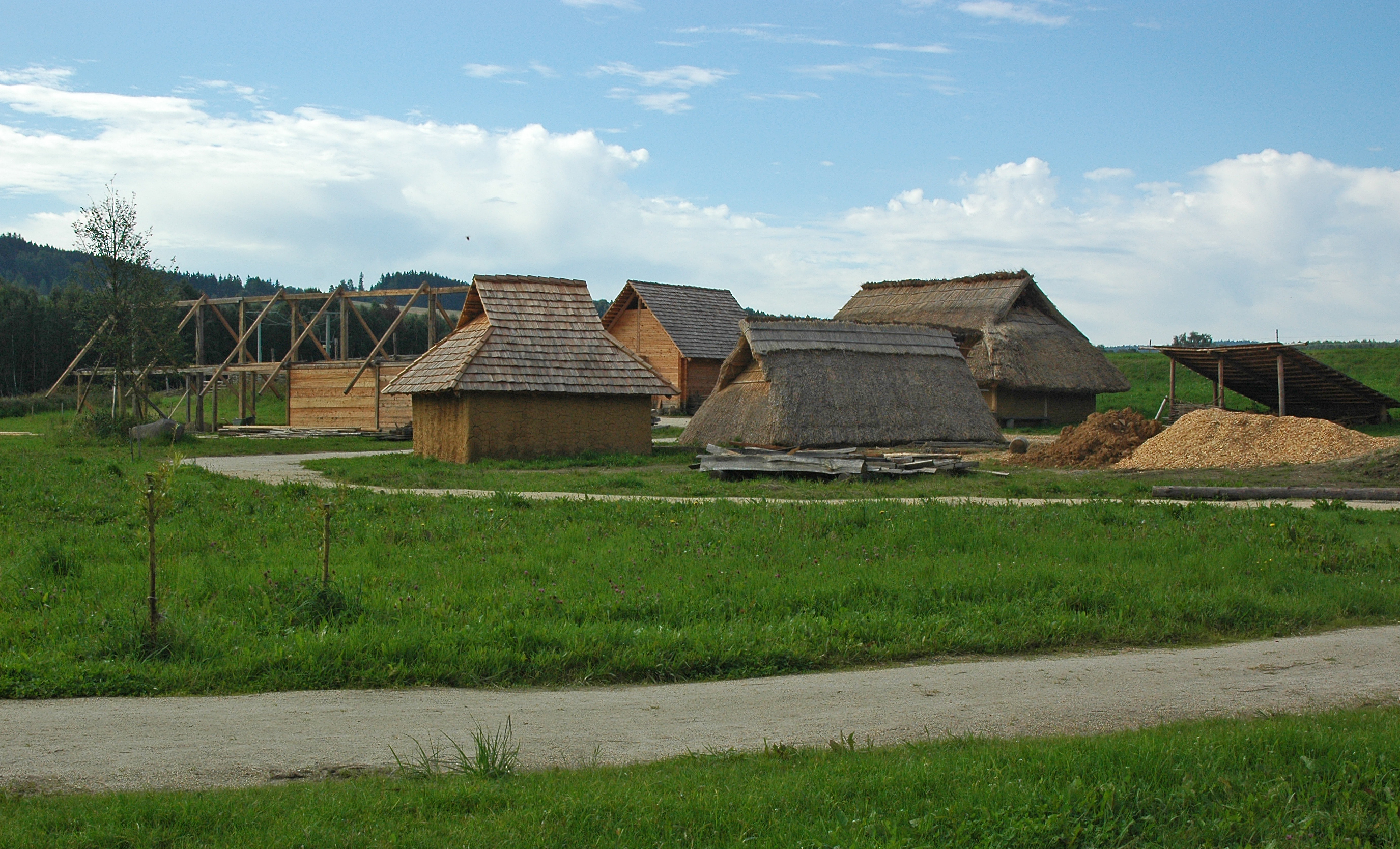
نموذج لقُرى العصور الوسطى في بافاريا.

مُجتَمع الفلاحين لم يتم توثيقة مثل الأثرياء النبلاء. مُعظَم المعلومات المتاحة للمؤرخين حصلوا عليها من علم الآثار؛ وقد تبقّى عدد قليل من السجلات المكتوبة توثق حياة الفلاحين قبل القرن التاسع. ومعظم أوصاف الطبقات الدنيا أتت إما من الأحكام القانونيّة أو من أدباء الطبقات العليا. كانَت أنماط حيازة الأراضي في الغرب ليست واحدة؛ وكانت بعض المناطق مجزأة إلى حد كبير بين الإقطاعيين، ولكن في مناطق أخرى كان من الطبيعي وجود كتل متجاورة واسعة من الأراضي. تلك الاختلافات سمحت لتشكيلة مُتّسعة وكبيرة من مجتمعات الفلاحين الفقراء، بعضها كان يُهيمِن عليها مُلاك الأراضي من الأرستقراطيين وغيرهم، وبعضها كانَت مُستقلّة بذاتها. وقد تعددت المستوطنات أيضاً بكثرة، بعض الفلاحين عاشوا بمستوطنات كبيرة بلغ عدد المستوطنين فيها 700 نسمة، وآخرين عاشوا بمجموعات صغيرة مكونه من عائلات قليلة وغيرهم عاشوا بمزارع منعزلة منتشرة فوق الريف. وكان هناك أيضاً مناطق حيث كان النمط مزيجًا من إثنين أو أكثر من تلك الأنظمة. على خلاف الفترة الرومانيه المتأخرة، لم يكن هناك فرق واضح بين الحالة القانونية للفلاح والنبيل، حيثُ كان من الممكن لعائلات الفلاحين الأحرار أن يصعدوا إلى طبقة النبلاء في غضون عدة أجيال من خلال الخدمة العسكرية لأحد النبلاء الأقوياء.
تغيّرت الحياة والثقافة في مدينة الروم كثيرًا في بداية العصور الوسطى، فعلى الرغم من أن المدن الإيطالية بقيت مأهولة، إلا أن حجمها تقلص كثيرًا. تراجع عدد سكان روما على سبيل المثال من مئات الآلاف إلى حوالي 30,000 نسمة مع نهاية القرن السادس. وتحولت المعابد الرومانية إلى كنائس مسيحية وبقيت أسوار المدينة قيد الاستخدام. في شمال أوروبا، تقلّص حجم المدن أيضاً، بينما تعرضت الأثار المدنية وغيرها من المباني العامة للنهب من أجل توفير مواد البناء. وغالباً ما أدّى تأسيس الممالك الجديدة لنمو المُدن وتحويلها إلى عواصم. على الرغم من وجود مجتمعات يهودية في المدن الرومانية، إلا أن اليهود عانوا من فترات اضطهاد بعد تحوّل الإمبراطورية إلى المسيحيّة، رسمياً تم التعامل معهم بتسامُح إذا كان هناك جهود لتحويلهم عن دينهم، وفي بعد الأحيان كان يتم تشجيعهم للعيش في أماكن جديدة.

### ظُهور الإسلام

حدود الدولة الإسلامية في عهد الخلفاء الراشدين والدولة الأموية، حيثُ يُمثّل اللون الغامق توسع الدولة الإسلامية في عهد الرسول محمد 622-632، واللون الأفتح توسع الدولة الإسلامية في عهد الخلفاء الراشدين 632-661، والأفتح توسع الدولة الإسلامية في عهد الخلفاء الأمويين 661-750.

كانت المعتقدات الدينية في الإمبراطورية الشرقية وبلاد فارس في حالة تغير مستمر خلال أواخر القرن السادس وأوائل القرن السابع. وقد دانت الغالبيَّة العُظمى من أهالي الشَّام قبل الفتح الإسلامي بالمسيحيَّة، وكان هُناك قسمٌ صغير يدينُ باليهوديَّة. وعند ظهور الإسلام في شبه الجزيرة العربيّة على يد النبي محمد صلى الله عليه وسلم بدأت الفتوحات الإسلاميّة تتوسّع خارِج الجزيرة العربيّة بعد وفاته. قامَت القوّات الإسلاميّة بشن حملاتٍ عسكريّة أدت في نهاية المطاف إلى فناء الدولة الفارسيّة وسيطرة المسلمين على بلاد الشام ومصر وشمال أفريقيا تلك المناطق التي كانَ أغلبها تحت سيطرة الإمبراطورية الرومانية الشرقيّة، واستمرّت الفتوحات الإسلاميّة إلى أن وصلت إلى شبه الجزيرة الأيبيريّة التي عُرفَت تاريخيّاً باسم الأندلس.
وصل الفتح الإسلامي إلى ذروته في منتصف القرن الثامن الميلادى، فقد انهزمت القوات الإسلامية في معركة بلاط الشهداء عام 732 وأدى ذلك لاسترجاع الجزء الغربى من فرنسا بواسطة الفرنجة؛ لكن كان السبب الأساسى في وقف النمو الإسلامي في أوروبا هو سقوط الخلافة الأموية وقيام الخلافة العباسية في أثرها. قام العباسيون بنقل عاصمة الخلافة إلى بغداد وكانوا أكثر اهتماماً بالشرق الأوسط من أوروبا، وفقدوا السيطرة على أجزاء من الأراضى الإسلامية. حيثُ سيطَر أحفاد الأمويون على شبه الجزيرة الأيبيرية، والأغالبة سيطروا على شمال أفريقيا، والطولونيون أصبحوا حكام على مصر. في منتصف القرن الثامن الميلادي، نشأت أنماط تجارية في البحر الأبيض المتوسط بين العرب والفرنجة التي استبدلت الأنماط الرومانية القديمة في التجارة، الفرنجة بادلوا الأخشاب، الفرو، السيوف، والعبيد في مقابل الحرير والمنسوجات الأخرى، البهارات، والمعادن الثمينة من العرب.

### التِّجارة والاقتِصاد
عطّلت الهجرات والغزوات في القرنين الرابع والخامس شبكات التجارة في جميع أنحاء البحر الأبيض المتوسط. توقّفت السلع الأفريقية التي تستورد إلى أوروبا، اختفت في البداية من الداخل وبحلول القرن السابع لم نعد توجد إلا في عدد قليل من المدن مثل روما أو نابولي. وبنهاية القرن السابع لم يعد للمنتجات الأفريقية أي أثرٍ في أوروبا الغربية. وكان استبدال البضائع التجارية مع المنتجات المحلية اتجاهاً عاماً في جميع أنحاء الأراضي الرومانية القديمة التي وقعت في العصور الوسطى المبكرة. وهذا كان ملحوظاً خاصةً في الأراضي التي لا تُحاذي البحر الأبيض المتوسط مثل شمال الغال أو بريطانيا. السلع غير المحلية التي تظهر في السجل الآثاري هي عادة ما تكون السلع الفاخرة، أما في الشمال الأوروبي فكانت شبكات التجارة محلية فقط، وكانت البضائع المنقولة إجمالاً يسيرةً، مع قليلٍ من الفخار أو المنتجات المعقدة الأخرى. وحول البحر الأبيض المتوسط ظل الفخار سائداً، ويبدو أنه كان يُتاجَر به عبر شبكاتٍ متوسطة المدى، ولا يُنتَج محلياً فقط.
كانت الولايات الجرمانية المختلفة في الغرب تستخدم عملات تماثل تلك العملات الرومانية الموجودة والأشكال البيزنطية. وظلّت تُصَك من الذهب حتى نهاية القرن السابع عندما استُبدِل بها عملات من الفضة. كانت العملة الإفرنجية الفضية الأساسية تسمى الدينار أو دينير، بينما كانت تسمى العملة الأنجلو سكسونية بنس. من هذه المناطق انتشر الدينير أو البنس إلى باقي أوروبا خلال الفترة ما بين 700 إلى 1000. عملات النحاس والبرونز لم تكن مستعملةً بعد، ولا حتى الذهب فيما عدا جنوب أوروبا.

### الكَنسية والرَّهبنة
قبل الفتوحات العربية كانت الديانة المسيحية عامل توحيد رئيسي بين شرق وغرب أوروبا ولكن فتوحات شمال أفريقيا قطعت الاتصالات البحرية بين تلك المناطق. وازدياد الكنيسة البيزنطية أدى إلى اختلاف في اللغة، والعادات، والطقوس الدينية من الكنيسة الغربية. حيثُ استخدمت الكنيسة الشرقية اللغة اليونانية بديلاً عن اللاتينية الغربية. وظهرت الخلافات اللاهوتية والسياسية، وظهرت العديد من القضايا في بدايات القرن الثامن مثل حرب الأيقونات، وزواج رجال الدين، وسيطرة الدولة على الكنيسة، وقد اتسعت الخلافات إلى حد أن الاختلافات الثقافية والدينية كانت أكبر من أوجه التشابه. التصادم الأول بين الكنيستين كان عام 1054، عندما وقعت مصادمات بين البابوية والبطريركية القسطنطينية على مدى سيادة البابوية وطرد بعضهم البعض، مما أدى إلى تقسيم المسيحية إلى كنيستين، وأصبحتا كنيسة كاثوليكية رومانية وكنسية أرثوذكسية شرقية.

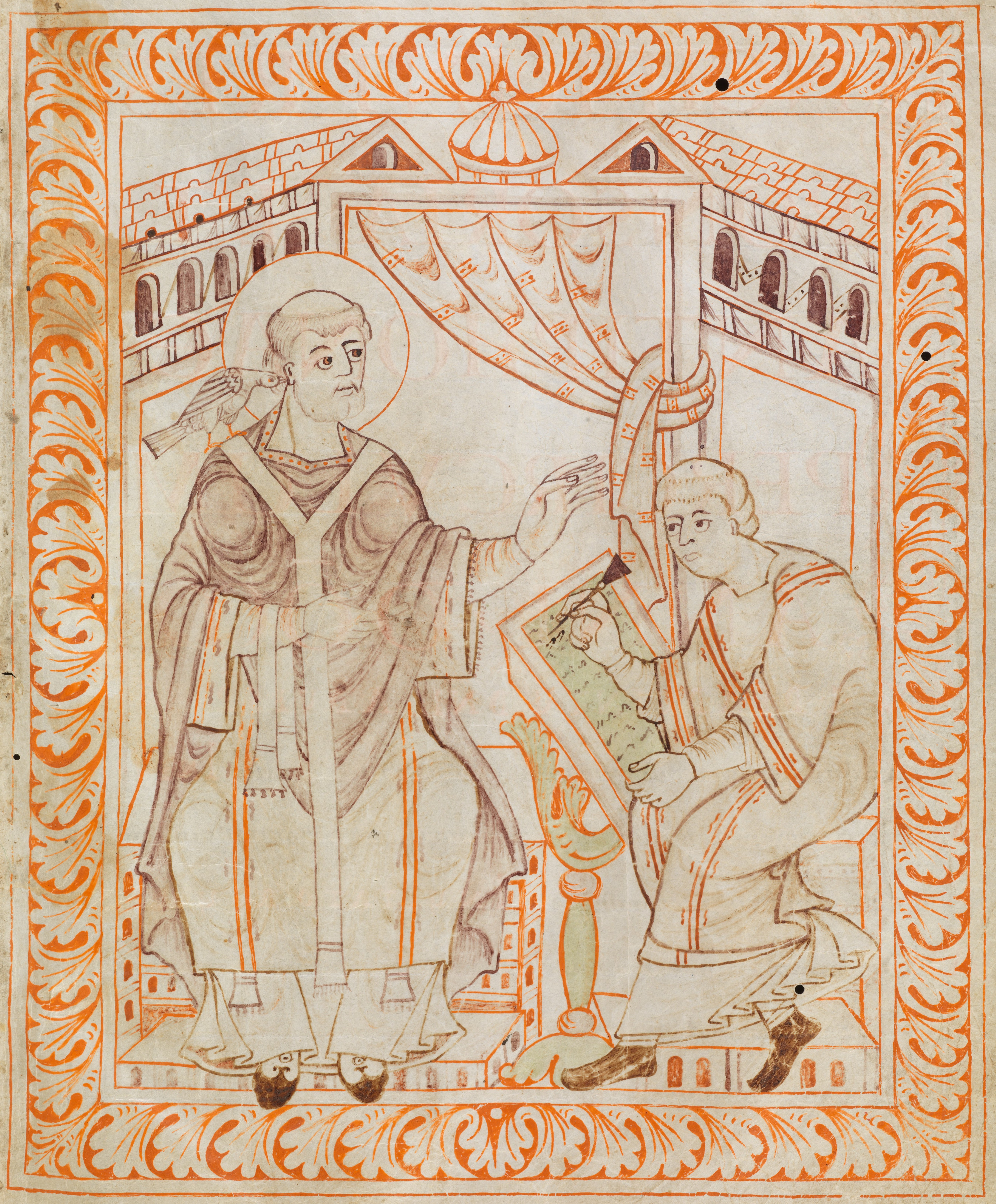
رسمَة تُظهر البابا غريغوري الأول يُملي رسالة إلى وزيره في القرن الحادي عشر.

هيكلية كنيسة الإمبراطورية الرومانية نجت من التحركات والغزو الغربي بشكل سليم، ولكن منصب البابا كان بعين الاعتبار وبعض الأساقفة الغربيين نظروا إلى أسقف روما لغرض القيادة من ناحية دينية أو سياسية. وكان العديد من الباباوات قبل عام 750 أكثر اهتماماً بالشؤون البيزنطية والخلافات اللاهوتية الشرقية. النسخ المؤرشفة من الرسائل الخاصة بالبابا غريغوري الكبير (590-604) نجت، هذه الرسائل تزيد عن 850 رسالة، كانت الغالبية العظمى منها معنية بشؤون إيطاليا أو القسطنطينية. الجزء الوحيد من أوروبا الغربية الذي امتلكت البابوية نفوذاً فيه كان هو بريطانيا، حيث أرسل غريغوري بعثة عام 597 لتحويل الأنجلو ساكسونيين (القبائل الجرمانية التي غزت وسكنت بريطانيا) إلى المسيحية. وكان المبشرون الأيرلنديون هم الأكثر نشاطاً في غرب أوروبا في الحقبة ما بين القرنين الخامس والسابع، حيث اتّجهوا في البداية إلى إنجلترا وإسكتلندا ومن ثم إلى بقية القارة. في ظل الرهبان كولومبا وكولومبانوس، قاما بتأسيس الأديرة، ودرَسوا اللاتينية واليونانية، وكتبوا مصنفات علمانية ودينية.
شَهِدت بدايات العصور الوسطي بروز الرهبنة في الغرب. تم تحديد شكل الرهبنة الأوروبية بواسطة الأفكار والتقاليد التي نشأت مع آباء الصحراء من مصر وسوريا. وكانت مُعظَم الأديرة الأوروبية من النوع الذي يركز على تجربة المجتمع مع الحياة الروحية، وتدعى الرهبنة السينوبيتيكية، وكان رائدها هو باخوميوس (292–348) في القرن الرابع. ثُمّ انتقلت مبادئ الرهبنة من مصر إلى أوروبا الغربية في القرنين الخامس والسادس من خلال أدب الهاجيوجرافي -أدب كتابة سِيَر القديسين- مثل حياة أنطوني. القدّيس بندكت النيرسي (480-547) كتب القانون البندكتيني -نسبة لاسمه- للرهبنة الغربية خلال القرن السادس، موضّحاً بالتفصيل المسؤوليات الإدارية والروحية لمُجتَمع الرهبان بقيادة رئيس الدير. كانَ للأديرة والرهبان عميق الأثر في الحياة السياسية والدينية في بدايات العصور الوسطى، في حالات عديدة بوصفِها ضامن لأراضي العائلات ذات النفوذ القوي، وكمراكز دعاية ودعم ملكي في المناطق المحتلة حديثاً، وكقواعد للبعثات التنصيرية. كانوا البؤر الرئيسية وأحياناً الوحيدة للتعليم ومحو الأمية في بعض المناطق. فمثلاً العديد من المخطوطات المتبقية والتي وقعت في أيدينا من الأعمال الكلاسيكية اللاتينية تم نسخها في الأديرة في بدايات العصور الوسطى. وكان الرهبان أيضاً مؤلفين لمصنفات جديدة، بما في ذلك التاريخ واللاهوت، وغيرها من القضايا، كُتِبت بواسطة مؤلفين مثل القديس بِيدا (672-735) الذي وُلد في شمال إنجلترا وكتب في أواخر القرن السابع وأوائل القرن الثامن.

### الإمبروطورية الكارولنجية

إمبراطوريَّة الفرنجة ما بين عاميّ 481 و814م.

مملكة الفرنجة في بلاد الغال الشمالية انقسمت إلى ممالك عُرِفت باسم أوستراسيا، ونيوستريا، ومملكة بروغندي خلال القرنَين السادس والسابع، وجميعُها يَحكُمها الميروفنجيون، الذين ينحدرون من كلوفيس الأول. وقد كان القرن السابع فترة مضطربة من الحروب بين أوستراسيا ونيوستريا. وقد استُغلّت تلك الحرب من قِبَل بيبان الأول (580-640) رئيس بلدية القصر لأوستراسيا الذي أصبح القوة الدافعة وراء العرش الأوستراسي. لاحقاً وَرِثَ أفرادُ أسرته المكتب كمستشارين وأوصياء. واحد من ذريته، شارل مارتل (686-741) هو الذي انتَصر في معركة بلاط الشهداء وأوقَف زحف جيوش المسلمين. كانت بريطانيا العظمى مُقسّمة إلى دويلات صغيرة تهيمن عليها ممالك نورثمبريا، ومرسيا، ويسيكس، وشرق أنجليا، التي تنحدر من الغزاة الأنجلوسكسونية. وكانت الممالك الصغيرة في ذلك الوقت ويلز وأسكتلندا لا تزال تحت سيطرة البريطانيين الأصليين وشعب بيكتس. وكانَت أيرلندا مُقسّمة إلى وحدات سياسية أصغر، عادة ما يُشار إليها بأنها ممالك قبلية تحت سيطرة ملوك. ووصَل عدد مُلوكِهم لـ 150 ملك على اختلاف أهميتهم.
الأسرة الكارولنجية التي عُرفت بأنّهم خُلفاء شارل مارتل، سيطروا على المملكة الأوستراسية والنيوسترية رسمياً في عهد بيبان القصير(752–768). وحينَ وفاتِه ترَك مملكته في أيدي ولديه الاثنين شارل (768–814) وكارلومان (768–771). عندما توفي كارلومان لأسباب طبيعية، شارل مَنع خلافة ابن كارلومان الشاب ونصّب نفسه كملك لاتحاد أستراسيا ونيوستريا. شارل المعروف في كثير من الأحيان بـ كارل الكبير أو شارلمان، شرعَ في برنامج التوسع المنهجي في 774 لتوحيد جزء كبير من أوروبا، وسيطَر في النهاية على ما عُرفَ اليوم بأنّها بحود فرنسا الحديثَة وشمال إيطاليا، وسكسونيا. في 774، غزا شارلمان اللومبارد، التي حرر البابوية وشهد بدايات الدولة البابوية.

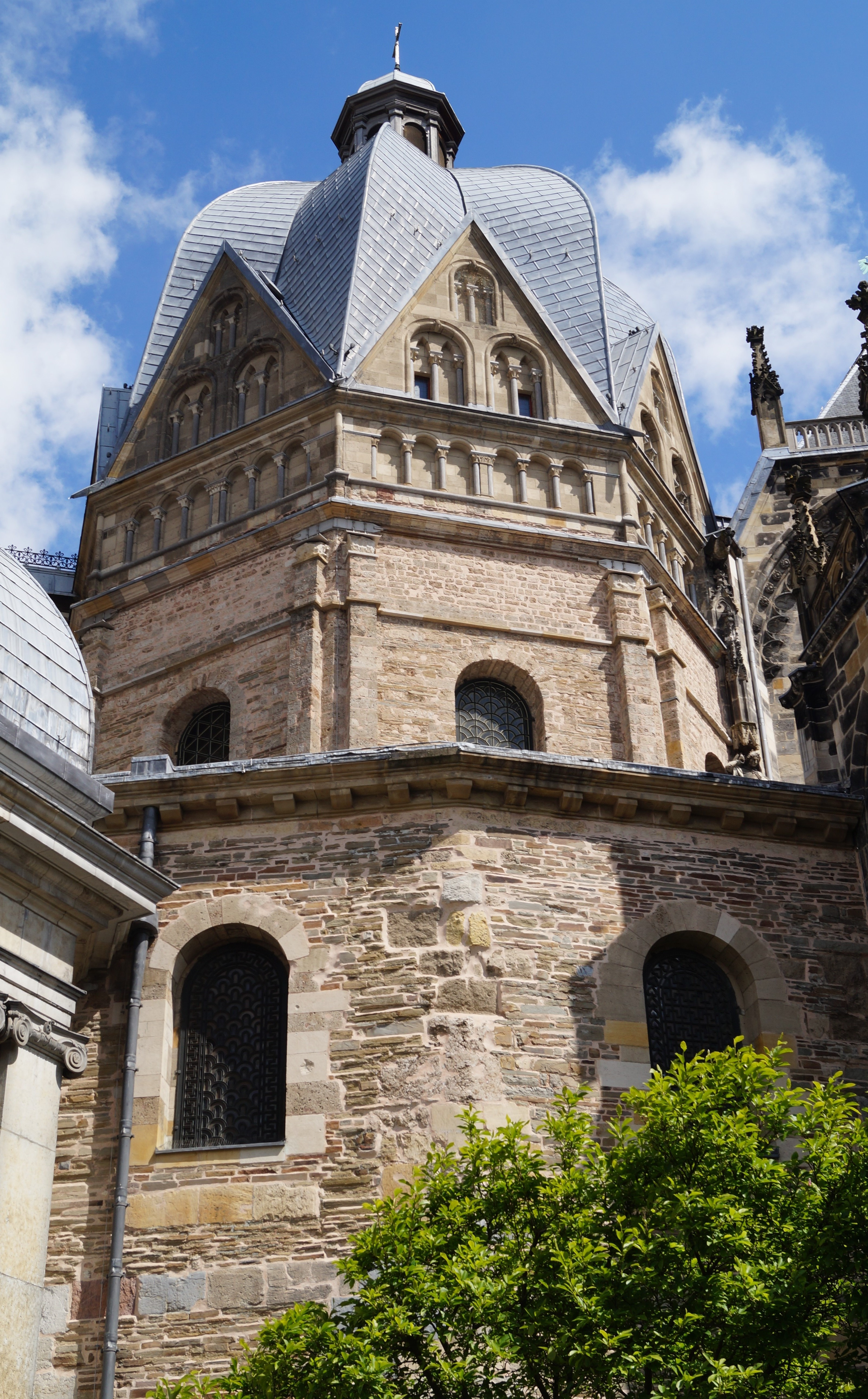
قصر شارلمان في آخن. انتهى بناؤه في 805.

يُعتبر تتويج شارلمان كإمبراطور يوم عيد الميلاد الـ800 نُقطَة تحوّل في تاريخ العصور الوسطى، علامة على عودة الإمبراطورية الرومانية الغربية، منذ حكم الإمبراطور الجديد على جزء كبير من المنطقة التي كان يُسيطر عليها الأباطرة الغربيون. كما أنّه يُمثّل تغييراً في علاقة شارلمان مع الإمبراطورية البيزنطية، حيث أن لقب الإمبراطوريّة الكارولنجية تؤكّد تكافؤها مع الإمبراطورية البيزنطية. هناك العديد من الاختلافات بين الإمبراطورية الكارولنجية التي نشأت حديثاً وكل من الإمبراطورية الرومانية الغربية القديمة والإمبراطورية البيزنطية الحديثة. كانت أراضي الفرنجة ريفية الطابع، مع عدد قليل من المدن الصغيرة. وكان مُعظم الناس فلّاحين لديهم مزارعهم الخاصّة، مع حركة تجاريّة صغيرة، عكس الإمبراطورية الرومانية القديمة التي كانت حركة التجارة فيها كبيرة مع البلدان المحيطة بالبحر المتوسط.

### النَّهضة الكارولنجية
كانت بلاط شارلمان في آخن مركز إحياء ثقافي يشار إليها أحيانا باسم «النهضة الكارولنجية». وشهدت تلك الفترة الفترة زيادة في محو الأمية، وتطورات في مجال الفنون والعمارة والتشريع القانوني، وكذلك دراسات دينية. الراهب الإنجليزي ألكوين (735-804) دُعي إلى آخن وقدّم خدماته التعليمية في أديرة نورثمبريا. وقد استخدم مكتب شارلمان أسلوباً جديداً في الكتابة يُعرف اليوم باسم الأسلوب الكارولنجي، وقد صار أسلوباً مُتعارفاً عليه في الاتصالات في أنحاء أوروبا. شارلمان وبرعاية من الكنيسة، فرض النموذج الروماني لخدمة الكنيسة، فضلاً عن الغناء الغريغوري في الموسيقى الطقسية للكنائس. كان الباحثون في هذه الفترة يقومون بنشاطات تعليميّة مهمة مثل النسخ وتصحيح ونشر الأعمال الأساسية حول الموضوعات الدينية والعلمانية، وذلك بهدف تشجيع التعلم، فأدّى ذلك لإصدار أعمال دينية وكتب علمية جديدة. قام اللغويون في تلك الفترة بإجراء تعديل كبير على اللغة اللاتينية الكلاسيكية إلى شكل أكثر مرونة لتناسب احتياجات الكنيسة والحكومة. وبحلول عهد شارلمان، اختلفت اللغة كثيراً عن الكلاسيكية التي سُميت لاحقاً بـلاتينية العصور الوسطى.

### تَفكّك الإمبراطورية الكارولنجية
كان شارلمان قد خطّط لمواصلة التقليد الفرنجي بأن يُقسّم المملكة بين جميع ورثته، ولكنّه لم يتسطع القيام بهذا. وقبل وفاته عام 814 توّج ابنه خلفاً له. عهد لويس الأول دام لـ26 عاماً وتميّز بكثرة الانقسامات والانشقاقات في الإمبراطورية بين أبناءه، وقامت ثلاث حروب أهليّة بين لويس وأبناءه للسيطرة على أجزاء مختلفة من الإمبراطورية، انتهت بإعطاء لويس ابنه البكر لوثر الأول (795-855) الإمبراطورية الأراضي الإيطاليّة. وقسم لويس بقيّة الأراضي بين لوثر وابنه الأصغر شارل الأصلع (823-877). تولى لوثر مملكة الفرنجة الشرقية، التي تضم كلاً من ضفتي نهر الراين والشرق، وشارل مملكة الفرنجة الغربيين مع الإمبراطورية إلى الغرب من منطقة الراين وجبال الألب. لودفيش الجرماني الابن الأوسط الذي كان متمرداً لآخر الأمر، سُمح له بالحفاظ على بافاريا تحت سلطان أخيه الأكبر. وهكذا قُسّمت الأراضي المُتنازع عليها. بيبين الثاني الآكتيني (823-864) حفيد الإمبراطور، تمرّد آكيتين، في حين كان لودفيش الجرماني حاول ضمّ فرنجا الشرقيّة. في النهاية، توفّي لويس الأول ودخلت الإمبراطورية في حالة من الفوضى السياسية. إذ قامت حربٌ أهلية أخرى استمرّت لـ3 سنوات.
بموجب معاهدة فيردان عام 843 بين الأخوة الثلاث، قُسّمت المملكة بين ثلاثتهم، حصل لوثر على الجزء الأوسط من الإمبراطورية، وهو ما أصبح فيما بعد الأراضي المنخفضة ولورين وألزاس وبورغونيا وبروفنسا وإيطاليا والضفة الإمبراطورية الشرفية، دون أن يمتلك أكثر من قيادة اسمية. واستلم لودفيش الجزء الشرقي وهو الجزء الأكبر والذي أصبح لاحقاً ألمانيا تحت شكل الإمبراطورية الرومانية المقدسة. واستلم شارل القسم الغربي وهو الجزء الأكبر مما سيصبح فرنسا. قام أحفاد شارلمان وأحفادهم بتقسيم ممالكهم بين أحفادهم، مما أدى في نهاية المطاف إلى فقدان جميع التماسك الداخلي للممالك. وبحلول عام 987، أُزيلت السلالة الكارولنجية من الحُكم وتم تتويج أوغو كابيه (941-996) ملكاً على البلاد. وفي الأراضي الشرقية كانت الأسرة الحاكمة قد انقرضت في عام 911 مع وفاة آخر ملوكها الشرعيين لودفيش الطفل واختيار كونراد الأول (881-918) ملكاً.
مع كل تلك الحربو الأهلية، رافَق تفكك الإمبراطورية الكارولنجية غزوات وهجرات، ومداهمات من قبل قوى خارجية. فقد تم الاستيلاء على السواحل الشمالية والمحيط الأطلسي من قِبَل الفايكينج الذين قاموا أيضاً باقتحام الجزر البريطانية واستوطنوا هناك وكذلك في آيسلندا. في عام 911، حصل زعيم الفايكنج رولو (845-932) على إذن من ملك الفرنجة شارل الثالث (879-929) ليستقر فيما أصبحت تدعى الآن بنورماندي. وكانت الأجزاء الشرقية من ممالك الفرنجة وخصوصا الجرمانية منها والإيطالية، تحت اعتدائات مستمرة من المجريين حتى تم هزيمة الغزاة في معركة ليشفيلد في سنة 955. كما أدّى تفكك الدولة العباسية لتقسيم العالم الإسلامي لدويلات صغيرة، بدأ البعض منها بالتوسّع نحوَ إيطاليا وصقلية، وغزو الأجزاء الجنوبيّة من مملكة الفرنجة والأندلس.

### مَمَالِك جديدة، وعَودَة بيزنطة

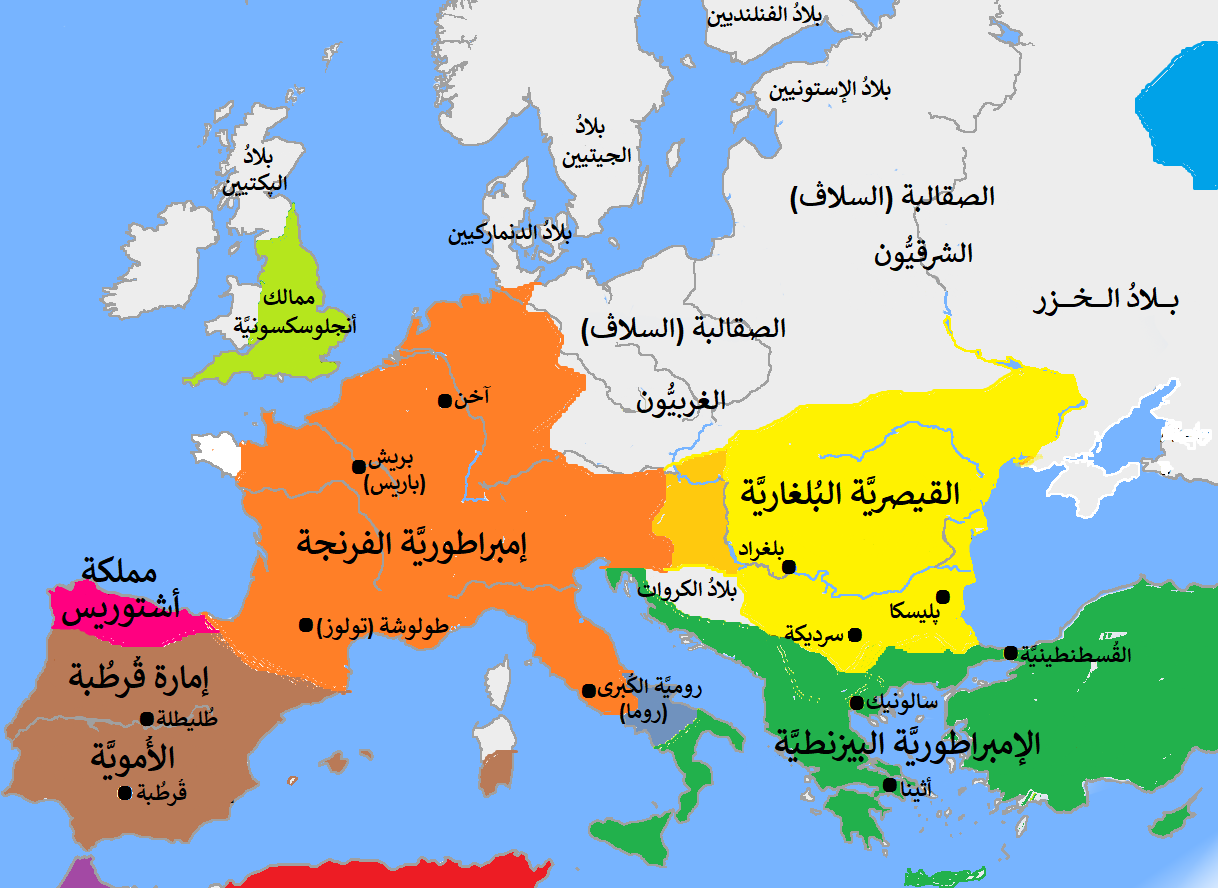
أوروبا عام 814.

أدت الجهود المبذولة من قبل الملوك الإقليميين لمحاربة الغزاة إلى تشكيل كيانات سياسية جديدة. في إنجلترا الانجلوسكسونية كان الملك ألفريد العظيم (849-899) في أوآخر القرن التاسع قام بعقد اتفاق مع غزاة الفايكنغ وكنتيجه قامت مستوطنات دنماركية في نورثومبريا ومريكا ومناطق من شرق أنجيلا. في منتصف القرن العاشر نجح الفرد في غزو نورثومبريا ومكّن أنجلترا من السيطرة على معظم مناطق غرب بريطانيا العظمى. وفي شمال بريطانيا، كينيث ماك ألبين وحّد قبائل البيكتس والسكوتس في مملكة ألبا. في بدايات القرن العاشر قامت دولة الأتونيين في ألمانيا وساهمت بعودة المجريين للواجهة. هذه الجهود كللت بتتويج أوتو الأول عام 962 كإمبراطور روماني مقدس. في عام 972، حصل على اعتراف المجتمع بلقبه من قبل الإمبراطورية البيزنطية، وذلك بسبب مع زواج ابنه أوتو الثاني (955-983) بِـ ثيوفانو ابنة الإمبراطور البيزنطي السابق رومانوس الثاني (938-963). وبأواخر القرن العاشر، كانت إيطاليا في يَد الأوتيين وذلك بعدد فترة من عدم الاستقرار. وأمضى أوتو الثالث (980-1002) أغلَب فترة حكمه في مملكته. أما مملكة الفرنجة الشرقية كانت مقسمة أكثر على الرغم من بقاء السلطة للملوك إلا أنها شكلية فقط والسلطة السياسية أصبحت بيد اللوردات المحليين.
خلال القرنين التاسع والعاشر في أسكندنافية، نمت ممالك مثل السويد والدنمارك والنرويج بجهود تبشرية حيث مكنتهم من السيطرة والسيادة على الأراضي. وبحلول القرن الجديد عام 1000، اعتنق غالبية الملوك النصرانية، إلا أن هناك من لم يعتنقها كذلك. المستعمرات الأسكندنافية توسعت في أنحاء أوروبا أيضاً. وبالإضافة للمستعمرات في أيرلندا ونورماندي، تم استعمار جزء من أراضي ما تعرف الآن بآيسلند وروسيا. استوطن التجار والغزاة السويديين أسفل أنهار وسهول روسيا، وحاولوا أيضاً الاستيلاء على القسطنطينية في عامَي 860 و907. أقامت إسبانيا النصرانية ممالك أستورياس وليون عن طريق التوسع شمالاً بمساحات صغيره في شبة الجزيرة الأيبيرية ومن ثم التوسع ببطئ جنوباً في حروب مع الدولة الأموية خلال القرنين التاسع والعاشر.

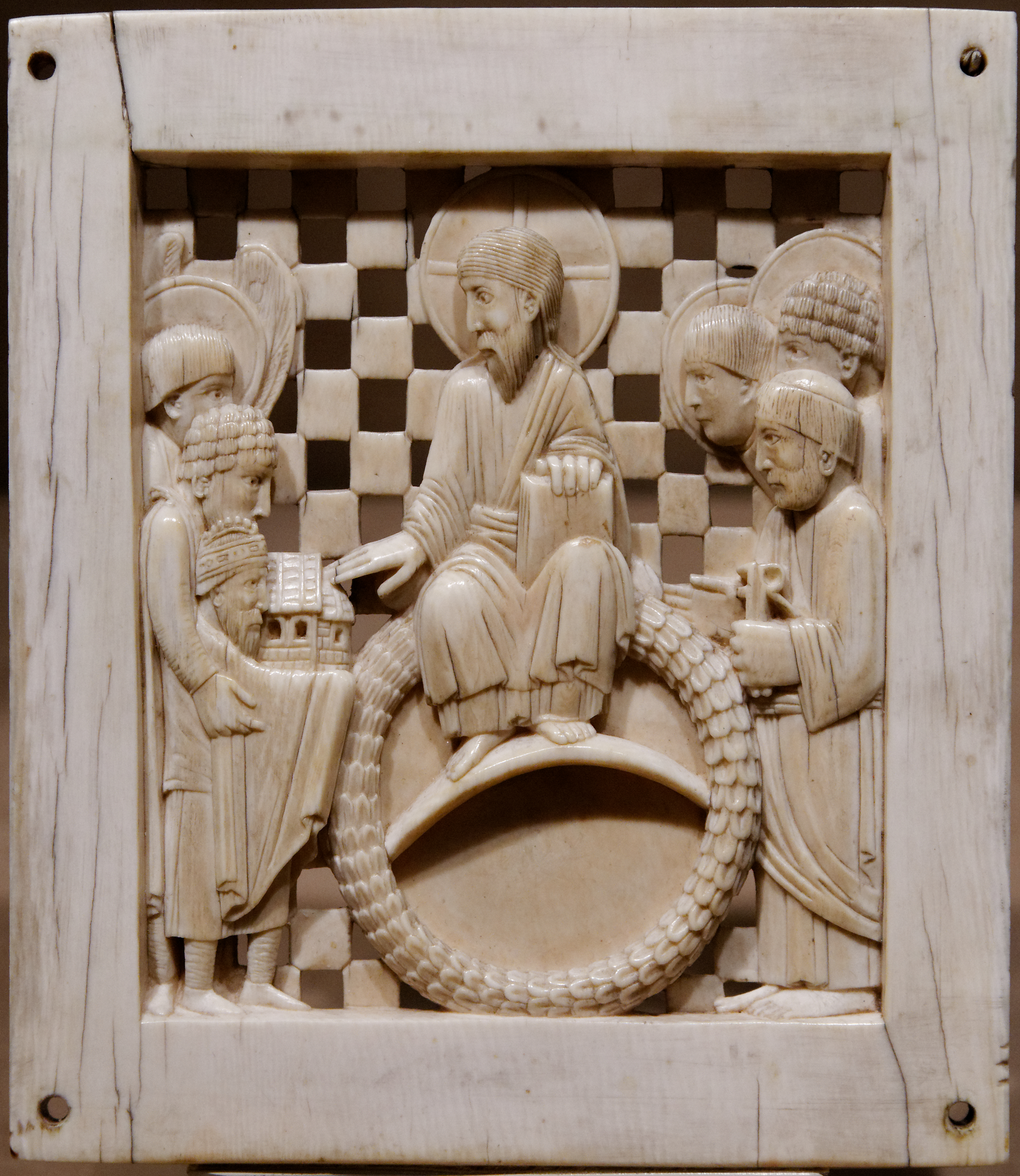
لوحة عاجية أوتونية من القرن العاشر تصور المسيح يستقبل كنيسة من أوتو الأول

في أوروبا الشرقية انتعش الاقتصاد البيزنطي أثناء حكم الإمبراطور باسل الأول (811-886) وخليفته ليو السادس (886- 912) وقسطنطين السابع (905-959) والسلالة المقدونية. وبعد انتعاش التجارة قام الأباطرة بمراقبة التنمية التجارية بواسطة إدارة منظمة في كل محافظة. وقد أُعيد تنظيم الجيش، مما مكّن الأباطرة جون الأول وباسل الثاني من توسيع حدود الإمبراطورية من كل الجهات. كانت القاعة الإمبراطورية مركزاً لإحياء العلوم الكلاسيكية، وهي حركة تاريخية تُعرف بعصر النهضة المقدونية. كما أدت جهود المُبشّرين من رجال الدين الغربيين والشرقيين إلى اعتناق المورافيين والبلغار والبوهيميين والبولنديين والمجريين والسولفاكيين من روس كييف للنصرانية. بلغاريا التي تأسست في 680، بلغت أقصى اتّساع لها من بودابست إلى البحر الأسود ومن نهر الدنيبر في أوكرانيا الحديثة إلى البحر الأدرياتيكي. وبحلول عام 1018، استسلم آخر النبلاء البلغاريين إلى الإمبراطورية البيزنطية.

### الفَن والعَمارة

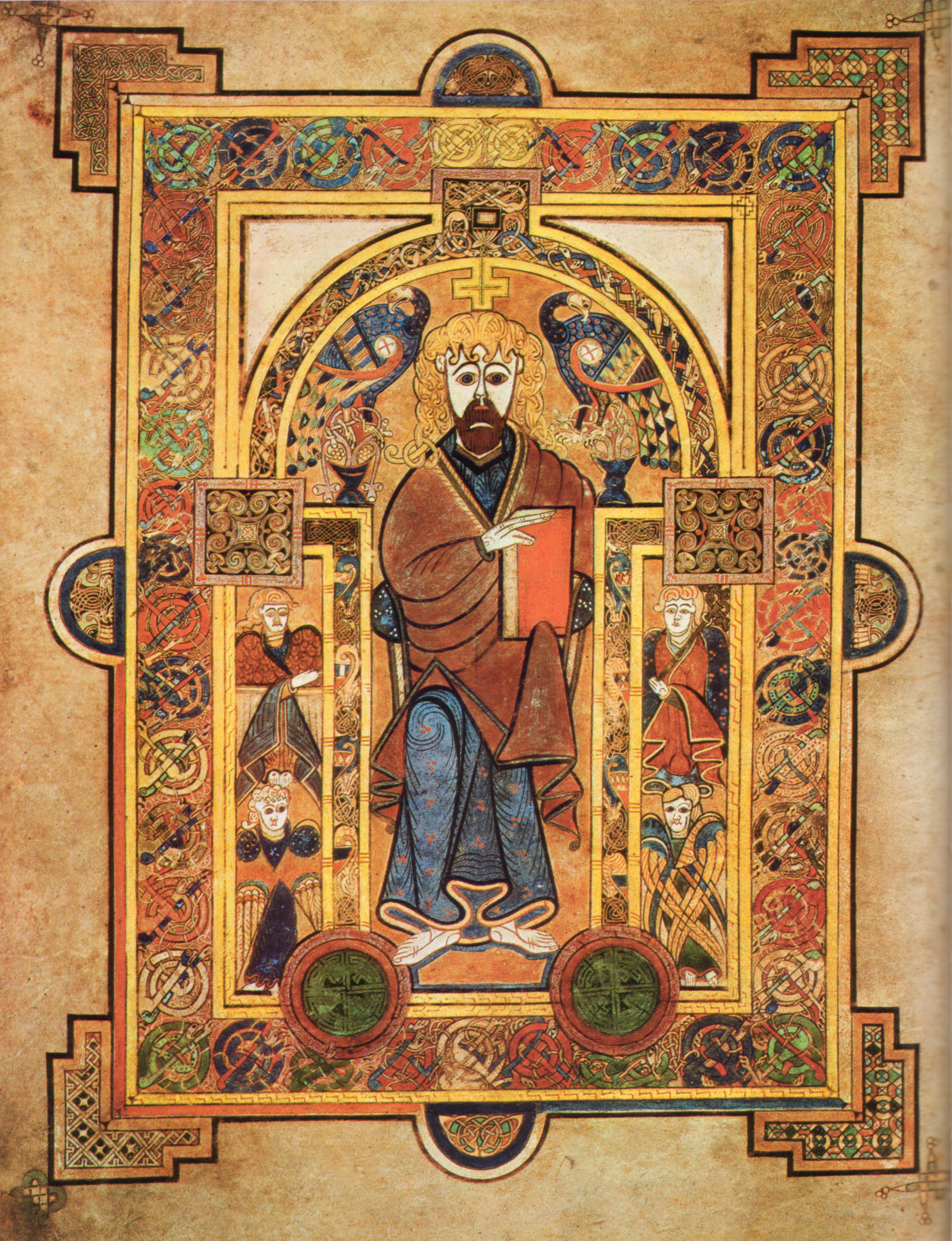
صفحة من كتاب كيلز، التذهيب تم إنشاؤها في الجزر البريطانية في أواخر القرن الثامن أو أوائل القرن التاسع

شيد عدد قليل من المباني الحجرية الكبيرة بين البازيليكا القسطنطينية في القرن الرابع والقرن الثامن، على الرغم من أن العديد من المباني الصغيرة تم بناؤها خلال القرنين السادس والسابع. مع بداية القرن الثامن، قامت إمبراطورية كارولنجيان بإحياء شكل الكاتدرائية في العمارة. إحدى ميزات الكاتدرائية هي استخدام المقبرة، أو«الأسلحة» لمبنى على شكل الصليب المتعامد مع الصحن الطويل. وتشمل الخصائص الجديدة الأخرى للعمارة الدينية التصالب (كنيسة) ومدخلا أثرياً إلى الكاتدرائية، عادة ما تكون في الطرف الغربي من المبنى.
تم إنتاج الفن الكارولنجي لمجموعة صغيرة من الشخصيات حول المحكمة، والأديرة والكنائس التي دعمتها. وقد هيمنت عليه الجهود المبذولة لإستعادة الكرامة وكلاسيكية الفن للإمبراطورية الرومانية والفن البيزنطي، ولكنه تأثر أيضاً بالفن الجزيري للجزر البريطانية.
الفن المعزول أكمل طاقة السلتيك الايرلندي وأنماط زخرفة الأنجلوسكسونية الجرمانية مع أشكال البحر الأبيض المتوسط كالكتاب، ونشرت العديد من الخصائص الفنية لبقية الفترة من القرون الوسطى. إن الأعمال الدينية الباقية من العصور الوسطى المبكرة هي مخطوطات تذهيب في معظمها، والمنحوتات، مصنوعة أصلا لأعمال المعادن التي ذابت منذ ذلك الحين. وكانت الأجسام في المعادن الثمينة أرقى أشكال الفن، ولكن جميعها كانت تضيع باستثناء عدد قليل من الصلبان مثل الصليب لوثير، العديد من ريليكواريز، والموجودات مثل مدفونات أنجلو ساكسون في ساتون هوو والأحجار من جوردون من ميروفينجيان فرنسا، غوارازار من إسبانيا القوطية وناجيسنتميكلوس بالقرب من الأراضي البيزنطية. هناك العديد من الناجين من الدبابيس الكبيرة في الشظية أو شكل بينانولار التي كانت قطعة رئيسية من الزينة الشخصية للنخب، بما في ذلك الايرلندية تارا بروش. وكانت الكتب المزينة كثيرًا في معظمها كتب الإنجيل، وقد نجا عدد كبير منها، بما في ذلك الكتاب المقدس كيلز، وكتاب لينديسفارن، والدستور الإمبراطوري أوريوس القديس إمرام، الذي يعد واحدا من القلة التي تحتفظ ب «كنزها» من الذهب المرصع بالجواهر. يبدو أن محكمة شارلمان كانت مسؤولة عن قبول النحت التذكاري الضخم في الفن المسيحي، وبحلول نهاية الفترة القريبة من الأرقام بالحجم الطبيعي مثل جيرو كروس كانت شائعة في الكنائس الهامة.

### التَّطورات العَسكرية والتكنولوجية
خِلال الإمبراطورية الرومانية في وَقتٍ لاحِق، كانَت التَّطورات العَسكرية الرَّئيسية مُحاولات لإنشاء قُوة سلاح الفُرسان فعالة، فضلاً عن التطوير المُستمر لأنواع القوات المتخصصة للغاية. كان تَشكيل جُنود مِن طراز كاتافراكت مُدرعة بِشكل كبير كسلاح خيالة مِن السمات الهامة للجيش الروماني في القرن الخامس. كان لدى مختلف القبائل الغازية اختلافات في التَّركيز عَلى أنواع الجُنود - بدءًا مِن الغزاة الأنجلو ساكسونيين المشاة في بريطانيا إلى الفاندال والقوط الغربيين، الذين كان لديهم نسبة عالية من سلاح الفرسان في جيوشهم. خلال فترة الغزو المبكر، لم يتم إدخال الرِكاب في الحرب، مما حد من فائدة سلاح الفرسان كقوات للصدمات لأنه لم يكن من المُمكن وَضع القوة الكامِلة لِلحصان والراكب خلف الكرات التي ضربها الفارس. أكبر تغيير في الشؤون العسكرية خلال فترة الغزو كان اعتماد القوس المركب الهونيكي بدلاً من القوس المركب سكيثيا الأقدم والأضعف. تطور آخر هو زيادة استخدام لونجزوردس والاستبدال التدريجي لدرع النطاق عن طريق درع البريد ودروع لاميلار.
بدأت أهمية سلاح المشاة والفرسان الخفيفة في الانخفاض خلال الفترة الكارولنجية المبكرة، مع تزايد سَيطرة النُّخبة مِن سلاح الفرسان الثقيل. انخفض استخدام التجنيد الإجباري من الميليشيات من السكان الأحرار على مدى فترة كارولينجيان. على الرغم من أن معظم الجيوش الكارولنجية تم تركيبها، يبدو أن نسبة كبيرة خلال الفترة المبكرة قد تم تركيبها للمشاة، وليس سلاح الفرسان الحقيقي. استثناء واحد كان الأنجلوسكسونية انجلترا، حيث كانت لا تزال جيوش تتألف من الضرائب الإقليمية والمعروفة باسم فيرد، والتي كانت تقودها النخب المحلية. في التكنولوجيا العسكرية، كان أحد التغييرات الرئيسية هو عودة القوس، والذي كان معروفًا في العصر الروماني وعاد إلى الظهور كسلاح عسكري خلال الجزء الأخير من العصور الوسطى المبكرة. تغيير آخر هو إدخال الرِّكاب، مما زاد من فعالية سلاح الفرسان كقوات للصدمات. كان التقدم التكنولوجي الذي كان له آثار خارج نطاق الجيش هو حدوة الحصان، والتي سمحت باستخدام الخيول في التضاريس الصخرية.

## العُصور الوُسطى المتأخرة

### المُجتَمع والحَياة الاقتصادية

مَخطوطة فَرنسِيَّة مذهبة تَعودُ إلى القُرون الوُسطى تُوَضِّح الطبقات الثَّلاث لِمُجتمع القرون الوسطى: أولئك الذين صلوا (رجال الدين) أولئك الذين قاتَلوا (الفرسان)، وأولئك الذين عَمِلوا (الفلاحين). كانت العلاقة بين هذه الطبقات تحكمها الإقطاعية والمانورالية.(لي ليفريس دو سانتي، القرن الثالث عشر)

كانَت العُصور الوُسطى العُليا فترة توسع هائلة للسكان. ازدادَ عَدد سُكان أوروبا المُقدر مِن 35 إلى 80 مَليون نَسمة بين 1000 و1347، عَلى الرغم مِن أنَّ الأسباب الدَّقيقة لَم تَتضح بَعد: فَقد تَمَّ اقتِراح كُل مِن التِّقنيات الزِّراعية المُحَسنة، وانخِفاض العبيد، والمناخ الأكثر مُلائَمَة ونَقص الغَزو. ما يُقرب مِن 90% مِن السُّكان الأوروبيين لا يَزالونَ مِنَ الفَّلاحين الريفيين. لَم يَستَقِر الكثيرون في المَزارِع المَعزولة ولكنّهم تَجمعوا في مُجتمعات صَغيرة، تعرف عادة باسم العزبة أو القرى. كانَ هؤلاء الفلاحون في كَثير مِن الأحيان خاضِعين لأباطرة نُبلاء وكانوا يدينون لَهم بالإيجارات والخدمات الأخرى، في نظام يُعرف باسم «مانورالية». بَقِيَ هُناك عَدد قَليل مِن الفلاحين الأحرار طوالَ هذه الفَترة وما بَعدها، مَع وُجود المَزيد مِنهم في َمناطق جنوب أوروبا مُقارنة بالشمال. كما ساهَمَت مُمارسة التعاقد، أو جلب أراضي جديدة إلى الإنتاج من خلال تَقديم حَوافِز لِلفلاحين الذينَ استوطنوها في تَوسيع السكان.
كان نظام الحقول المفتوحة يمارس عادةً في مُعظم أوروبا، خاصَة في «شمال غرب ووسط أوروبا». كانَ لِلمُجتمعات الزراعية المفتوحة ثلاث خصائص أساسية: كانت حصص الفلاحين الفردية على شَكل شرائط مِن الأرض ومُبعثرة بَين الحُقول المُختلفة التي تَنتمي إلى القصر؛ تَمَّ تَدوير المَحاصيل مِن سنة إلى أخرى للحفاظ على خصوبة التربة. واستخدمت الأراضي المشتركة لرعي الماشية وغيرها من الأغراض.
شَملت قِطاعات أُخرى مِن المُجتَمَع: النبلاء ورِجال الدِّين. استَغَل النبلاء سواء كانوا مِنَ النُّبلاء أو الفرسان البُسَطاء، العزبة والفلاحين، على الرَّغم مِن أنهم لَم يَكونوا يَمتَلِكون الأراضي بِشَكلٍ كامِل ولكنهم مُنحوا حُقوقًا لِلدخل مِن مانور أو أراضٍ أخرى من قبل السائد عبر نظام الإقطاع. خلال القرنين الحادي عشر والثاني عشر أصبَحت هذه الأراضي أو الإقطاعيات وِراثِية، وفي مُعظَم المَناطِق لَم تَعد قابِلة لِلقسمة بَينَ جميع الورثة كما كان الحال في أوائل العصور الوسطى. بدلاً من ذلك، ذَهبت مُعظم الإقطاعات والأراضي إلى الابن الأكبر.
بُنِيَت هَيمنة النبلاء في سَيطرَتِهم عَلى الأرض، وخِدمتهم العَسكرية كَفُرسان، والسيطرة على القلاع، والحصانات المختلفة من الضرائب أو غيرها بَدأ في القَرنين التاسع والعاشر بناء القلاع التي كانَت في البِداية مِن الخشب ولكن في وقت لاحق مِنَ الحجر، استجابةً لاضطراب الوقت، ووفرَت الحِمايَة مِن الغُزاة، بالإضافة إلى إتاحَة الفُرصة أمام الدِّفاع عَن اللوردات مِن المُنافسين. سَمحت السيطرة على القلاع للنبلاء بِتَحدي المُلوك أو غيرهم من سادَة الحُكم. كان الملوك وطبقة النبلاء أعلى رتبة تُسَيطر عَلى أعداد كبيرة مِن عامة الناس ومَساحات كَبيرة من الأرض، فضلاً عَن النُّبلاء الآخرين. كانَ النبلاء الأقل سُلطة عَلى مَناطق أصغَر مِن الأرض وعَدد أقل من الناس. كانَ الفُرسانُ أدنى مَستوى من النبلاء؛ كانوا يُسيطرون ولكنَّهم لا يَملِكون الأرض، وكان عَليهم أن يخدموا النبلاء الآخرين.

تَمَّ تَقسيم رِجال الدِّين إلى نوعين: رِجال الدين العلمانيين والذين عاشوا أنحاء مختلفة من العالَم، ورِجال الدين المُنَتظمين والذين عاشوا تَحت حُكم ديني وكانوا عادةً من رهبان. ظلَّ الرهبان طُوال هذه الفَترة يُشكِّلونَ نِسبة صَغيرة جِداً مِنَ السكان، وعادةً ما يَقل عَن 1%. تَم اختِيار مُعظم رِجال الدين المُنتظمين مِن طَبقة النبلاء، وهي الطبقة الاجتِماعِية نَفسها التي كانَت بِمثابة أرض التَّجنيد لِلمُستويات العُليا مِن رِجال الدين العِلمانيين. وكثيرًا ما كانَ يَتِم اختيار كهنة الرعية المَحلية مِن طَبقة الفَلاحين. كانَ رِجال البَلدة في وَضع غَير عاديٍ إلى حد ما، حيثُ لَم يَتناسبوا مَع التَّقسيم التَّقليدي ثُلاثي الأوجه للمجتمع، الذي كان بمجمله النبلاء ورجال الدين والفَلاحين. خِلال القَرنين الثاني عشر والثالث عشر، تَوَسعت أعداد المُدن بِشكل كَبير مَع نُمو المُدن القائِمة وإنشاء مَراكِز سُكانية جَديدة. ولكِن في جَميع العُصور الوسطى لَم يَتجاوز عَدد سُكان المُدن 10٪ من إجمالي السكان.

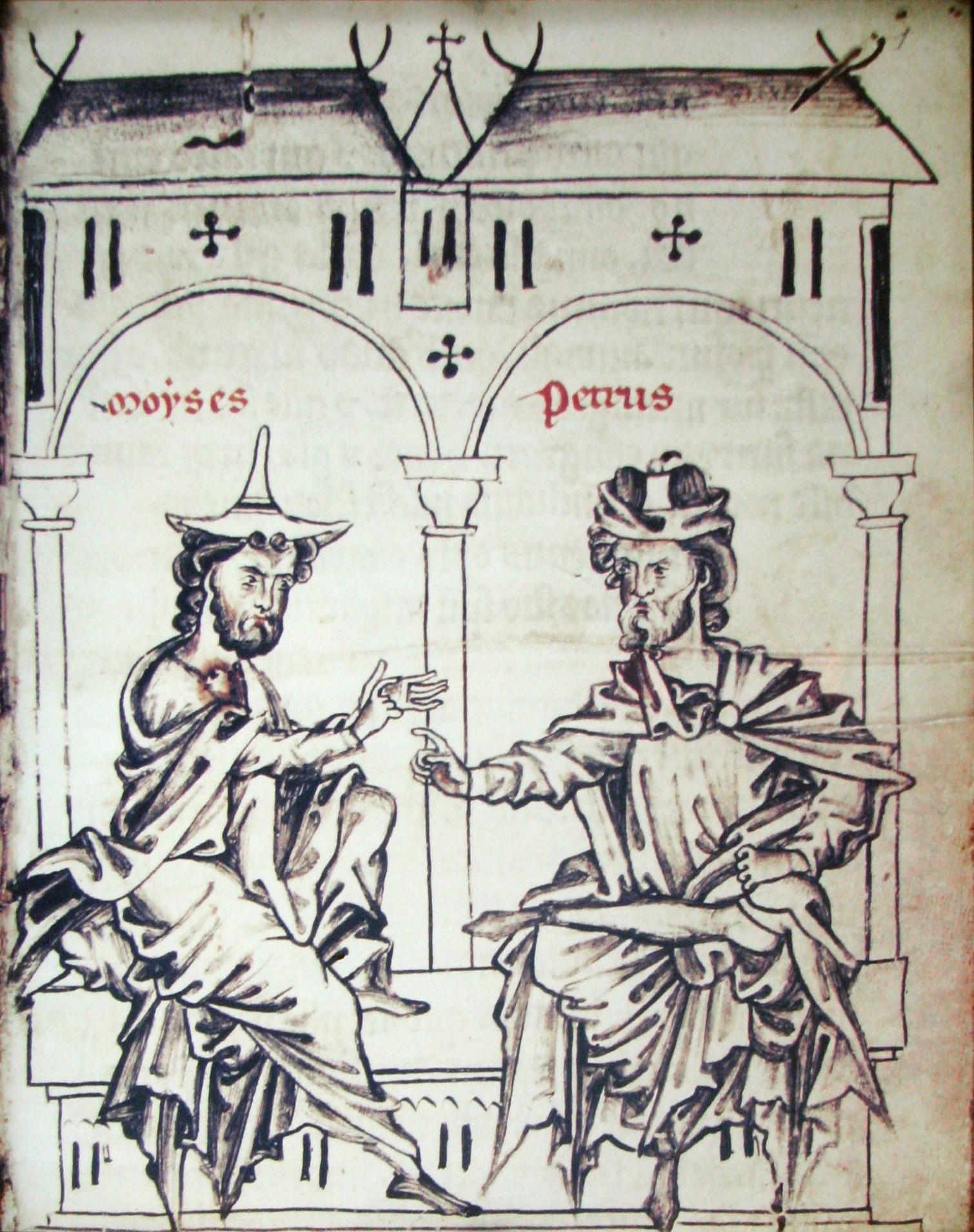
مخطوطة بلجيكية تَوضيحية مِن القرن الثالث عشر لِحوار بين اليهودي "موسى" (في قبعة يهودية مُدببة) والمسيحي بيتروس ألفونسي

انتشر اليهود في أوروبا خِلالَ الفَترة. تَم تَأسيس المُجتَمَعات في ألمانيا وانجلترا في القَرنين الحادي عشر والثاني عشر، لكن اليهود الأسبان الذين استَقروا طويلاً في إسبانيا تَحتَ حُكم المسلمين، تَعرضوا لِلحُكم المَسيحي وزادوا الضَّغط مِن أجل التَّحول إلى المسيحية. كان معظم اليهود محصورين في المدن، حيث لم يكن مسموحًا لهم بامتلاك الأرض أو أن يكونوا فلاحين.(بالإضافة إلى اليهود) كان هناك غير مسيحيين آخرين على أطراف أوروبا - سلاف وثنيين في أوروبا الشرقية والمسلمين في جنوب أوروبا.

طالَبنَ النساء في القرون الوسطى رسميًا بأن يَكُنَّ تابِعات لِبعض الذكور، سواء كان أبًا أو زوجًا أو قريبًا آخر. كانَت الأرامل اللَّواتي غالباً يُسمح لَهُن بِالسيطرة عَلى حَياتهن الخاصة، لكنها لا تَزال مُقيدة بِشكل قانوني. يَتألف عَمَل المرأة عمومًا من منزل أو مهام أخرى مائلة محليًا. كانَت النِّساء الفلاحات في العادة مَسؤولات عن رِعاية الأسرة ورِعاية الأطفال، فضلاً عن البستنة وتَربية الحَيوانات بالقُرب مِن المَنزِل. يمكن أن تُكمِل دخل الأسرة عَن طريق الغزل أو تختمر في المنزل. في وقت الحَصاد، كان من المتوقع أيضًا أن يساعدوا في العمل الميداني. كانت النساء التابعات للبلديات مثلهن مثل الفلاحات، مسؤولات عن الأسرة، ويمكنهن أيضاً المشاركة في التجارة. كانت الصَّفقات المَفتوحة لِلنساء تَختلف حَسب البلد والفترة. كانت النساء النبيلات مسؤولات عن إدارة الأسرة، وكان مِنَ المُتَوقع مِن حين لآخر أن يَتعاملنَ مَع العقارات في غياب أقاربهن الذكور، لكنهن عادةً ما كن محصورات في المشاركة في الشؤون العسكرية أو الحكومية. وكان الدور الوحيد المُتاح أمامَ النِّساء في الكنيسة هو دور الراهبات، حيثُ لَم يَكُن بإمكانِهنَّ أن يُصبِحن مِن الكهنة.
أدى نُهوض المُدن ذي الحكم الذاتي إلى تَحفيز النمو الاقتصادي وخَلق بيئة لأنواع جَديدة مِنَ الرابِطات التِّجارية في شمال إيطاليا|وسط وشمال إيطاليا وفي الفلمنك. دخلت المُدن التِّجارية عَلى شواطئ بحر البلطيق في اتفاقيات معروفة باسم الرابطة الهانزية، وجمعت الجمهوريات البحرية الإيطالية مثل فينيسيا وجنوة وبيزا تجارتها في جميع أنحاء البحر المتوسط.
تم إنشاء المَعارِض التِّجارية الكُبرى وازدهرت في شَمال فرنسا. خِلال هذه الفَترة، مِما يَسمح لِلتجار الإيطاليين والألمان بالتجارة مع بعضهم البعض وكذلك التُّجار المحليين. في أواخر القرن الثالث عشر كانَت الطُّرق البَرية والبَحرية الجَديدة إلى الشرق الأقصى رائدة، وصفت بشكل مشهور في رحلات ماركو بولو التي كتبها أحد التجار، ماركو بولو (ت 1324). إلى جانب الفُرص التجارية الجَديدة التي مَكنت التَحسينات الزراعية والتِكنولوجية مِن زيادة غِلة المَحاصيل، مما سَمَح بِدوره بِتوسيع شَبكات التجارة. جلبت التجارة المتزايدة أساليب جديدة للتعامل مع المال، وسك النقود الذهبية مرة أخرى في أوروبا، أولاً في إيطاليا وبعد ذلك في فرنسا وبلدان أخرى. ظهرت أشكال جديدة من العقود التجارية، مما يسمح بمشاركة المخاطر بين التجار. تحسين أساليب المحاسبة، جزئياً من خلال استخدام مسك الدفاتر المزدوجة القيد؛ ظهرت خطابات الاعتماد أيضًا مما يتيح سهولة نقل الأموال.

### صُعود قُوة الدَّولة

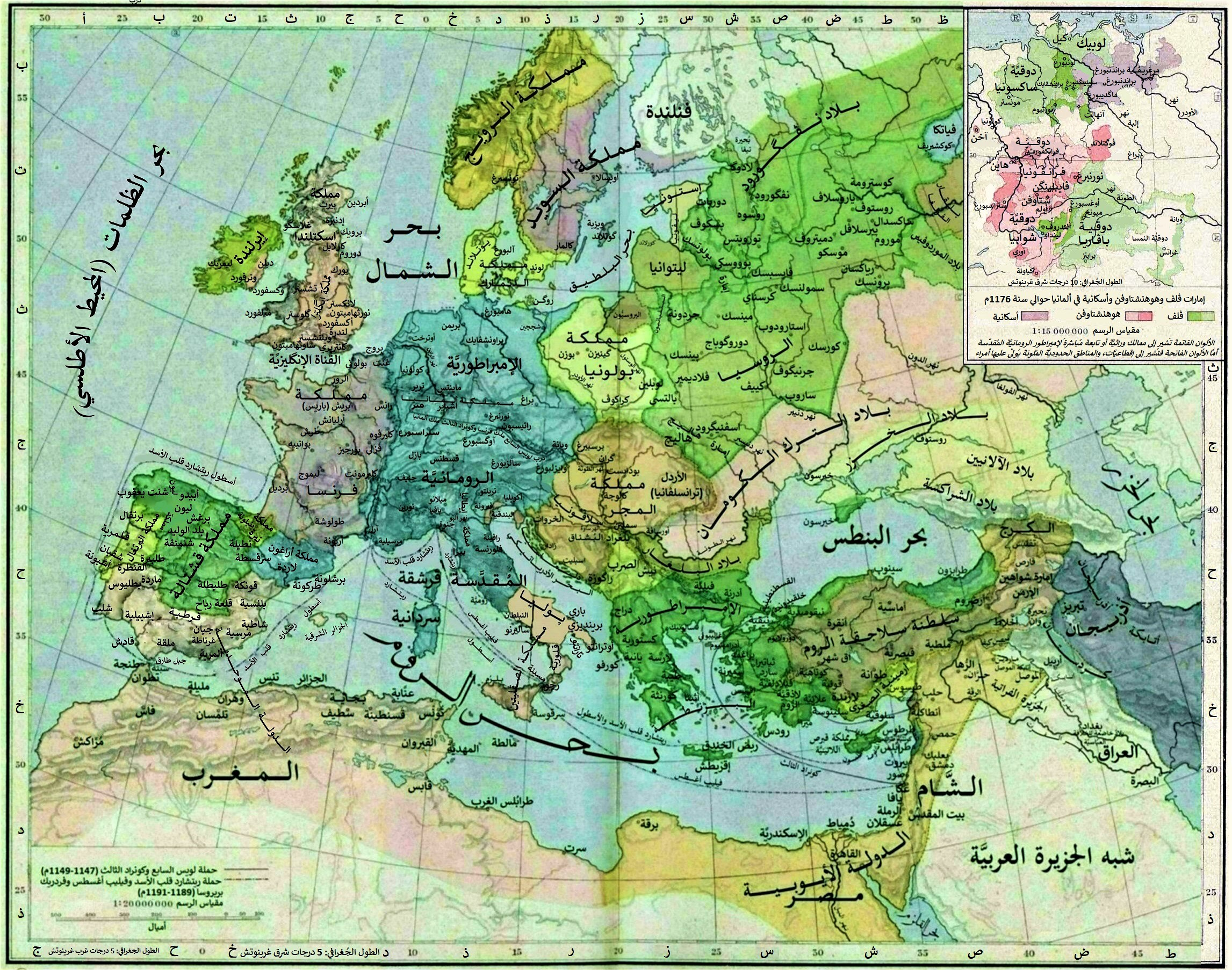
أوروبا والبحر الأبيض المتوسط عام 1190

كانَت العُصور الوُسطى العُليا هِي الفَترة التَكوينية في تاريخ الدَّولة الغَربية الحَديثة. عَزز المُلوك في فرنسا وإنجلترا واسبانيا قُوتهم وأقاموا مُؤسسات حاكِمَة دائِمة. أصبَحت المَمالك الجَديدَة مثل المجر وبولندا بعد تَحولِهم إلى المسيحية قوى أوروبا الوسطى. استقر المجريون في المجر حوالي 900 تحت الملك أرباد (د. 907) بَعد سِلسلة من الغزوات في القرن التاسع. كانت البابوية التي ربطت بأيدولوجية الاستقلال عن الملوك العلمانيين، قد أكَدت في البِداية عَلى زَعمها بالسُّلطة الزَّمنية عَلى العالَم المَسيحي بأسره؛ بلغ النظام الملكي البابوي ذروته في أوائل القرن الثالث عشر في إطار البابوية من الأبرياء الثالث (البابا 1198 - 1216).الحروب الصليبية الشمالية وتقدمت الممالك المسيحية والأوامر العسكرية إلى مناطق وثنية في السابق في شمال شرق بحر البلطيق وفنلندا جَلَبت الاستيعاب القَسري لِلعديد مِنَ الشعوب الأصلية في الثقافة الأوروبية.
في أوائل العُصور الوسطى العُليا، حُكمَت ألمانيا مِن قبل سلالة الأوتونية، التي ناضَلَت لِلسيطرة عَلى الدوقات القَوِية الحاكِمة على الدوقية الإقليمية التي تعود إلى فترة الهجرة. في عام 1024 استبدلت بهم سلالة ساليان التي اشتهرت مع البابوية في عهد الإمبراطور هنري الرابع (حكم 1084-105) على تعيينات الكنيسة كجزء من الجدل حول الاستثمار. استمر خلفاؤه في النضال ضد البابوية وكذلك النبلاء الألمان. تبعت فترة من عدم الاستقرار وفاة الإمبراطور هنري الخامس (حكم 1111 - 25)، الذي توفي من دون ورثة إلى أن تسلم فريدرش الأول بربروسا (حكم من 1155 إلى 1909) العرش الإمبراطوري. على الرَّغم مِن أنَّه حكم بشكل فَعال ظَلَت المَشاكِل الأساسية قائِمة، واستمر خُلفاؤه في النضال حتى القرن الثالث عشر. نشأ فريدريك الثاني حفيد بربروسا (حكم من 1220 إلى 1250) والذي كان أيضاً وريث عرش صقلية من خلال والدته بشكل متكرر مع البابوية. كانت محكمته مشهورة بعلمائها وكان غالباً ما يتهم بالهرطقة. واجه هو وخلفاؤه العديد من الصعوبات، بما في ذلك غزو المغول إلى أوروبا في منتصف القرن الثالث عشر. حطم المغول أولاً إمارات ولاية كييف ثم غزوا أوروبا الشرقية في 1241 و1259 و1287.
في ظِلِّ سلالة الكابيتيون بَدَأت إيل دو فرانس بِبطءٍ في تَوسيع سُلطَتِها عَلى طَبقَة النبلاء؛ لِلسَّيطرة أكثَر عَلى البلادِ في القَرنين الحادي عشر والثاني عشر. واجهوا مُنافِسًا قَويًا في دوق نورماندي، حَيثُ قامَ في عام 1066 بغزو إنجلترا (حكم 1066–87) تَحَت قِيادة وليام الفاتح (دوق 1035-1087) وإنشاء إمبراطورية عَبر القَنوات التي استَمرت في أشكال مُختلفة، في جميع أنحاء العصور الوسطى. استقر النورمان أيضًا في صقلية وجنوب إيطاليا، وعِندما هَبَط روبرت جيسكارد (المتوفى عام 1085) هُناك في عام 1059، وأسس الدوقية فأصبحت فيما بعد تعرف باسم مملكة صقلية. في عَهد سُلالة هنري الثاني ملك إنجلترا (حَكم من عام 1154 إلى عام 1989) ونَجله ريتشارد الأول (حكم من 1189 إلى 1989)، حَكم مُلوكُ إنجلترا مَساحاتٍ كَبيرة مِن فرنسا، التي أتت إلى العائلة بزواج هنري الثاني من إليانور آكيتاين (ت 1204) وريثة لمعظم جنوب فرنسا
خَسِرَ ريتشارد شَقيقه الأصغر جون (حكم من 1199 إلى 1216)، ونورماندي، وبقية مُمتلكات الشمال الفرنسي في عام 1204 إلى الملك الفرنسي فيليب الثاني أغسطس (حكم من 1180 إلى 1223). أدى هذا إلى الخِلاف بَين النُّبلاء الإنجليز، في حين دُفِعت صَلاحيات جون المالية لِدفع ثَمن مُحاولاته غَير الناجِحة لإستِعادة نورماندي عام 1215 إلى ماغنا كارتا، وهو الميثاق الذي أكَدَّ حُقوق وامتِيازات الرِّجال الأحرار في إنجلترا. في عهد هنري الثالث (حكم 1216–1272) نجل جون، قدمت تنازلات أخرى إلى النبلاء وتضاءلت السُّلطة المَلكية. استمرت الملكية الفرنسية في تَحقيقِ المَكاسب ضِدَّ النُّبلاء في أواخر القرنين الثاني عشر والثالث عشر، حَيث جَلبت المَزيد مِنَ الأراضي داخل المملكة في ظل حكم الملك الشخصي ومركز الإدارة الملكية. تحت حكم لويس التاسع (حكم 1226 - 70)، ارتفعت الهيبة الملكية إلى آفاق جديدة حيث خدم لويس التاسع كوسيط لِمعظم أوروبا.
بَدَأت الدول المسيحية في إيبيريا، التي كانت محصورة في الجُزء الشمالي الغربي من شبه الجزيرة، في ردعها ضد الدول الإسلامية في الجنوب وهي فترة عرفت باسم ريكونكويستا(سقوط الأندلس). بحلول عام 1150 تقريبًا، اندمج الشَّمال المَسيحي في المَمالِك الخَمس الرَّئيسية في ليون، وقشتالة، ومملكة أرغون، ومملكة نبرة، والبرتغال. ظلت مقاطعة أيبيريا الجنوبية تَحتَ سَيطرة الدول الإسلامية، في البداية تَحتَ حُكم الدولة الأموية في الأندلس، التي انفصلت عام 1031 إلى عَدد مُتنقل مِن الدُّوَل الصَّغيرة المَعروفة باسم ملوك الطوائف، والتي قاتَلَت مع المسيحيين حتى أعادَت الخلافة الموحدية إنشاء حُكمٍ مَركزيّ عَلى جنوب ايبيريا في 1170s. تقدمت القُوى المسيحية مَرة أخرى في أوائل القرن الثالث عشر، وبَلغت ذُروَتها في أسر إشبيلية في عام 1248.

### الحَملات الصَّليبية

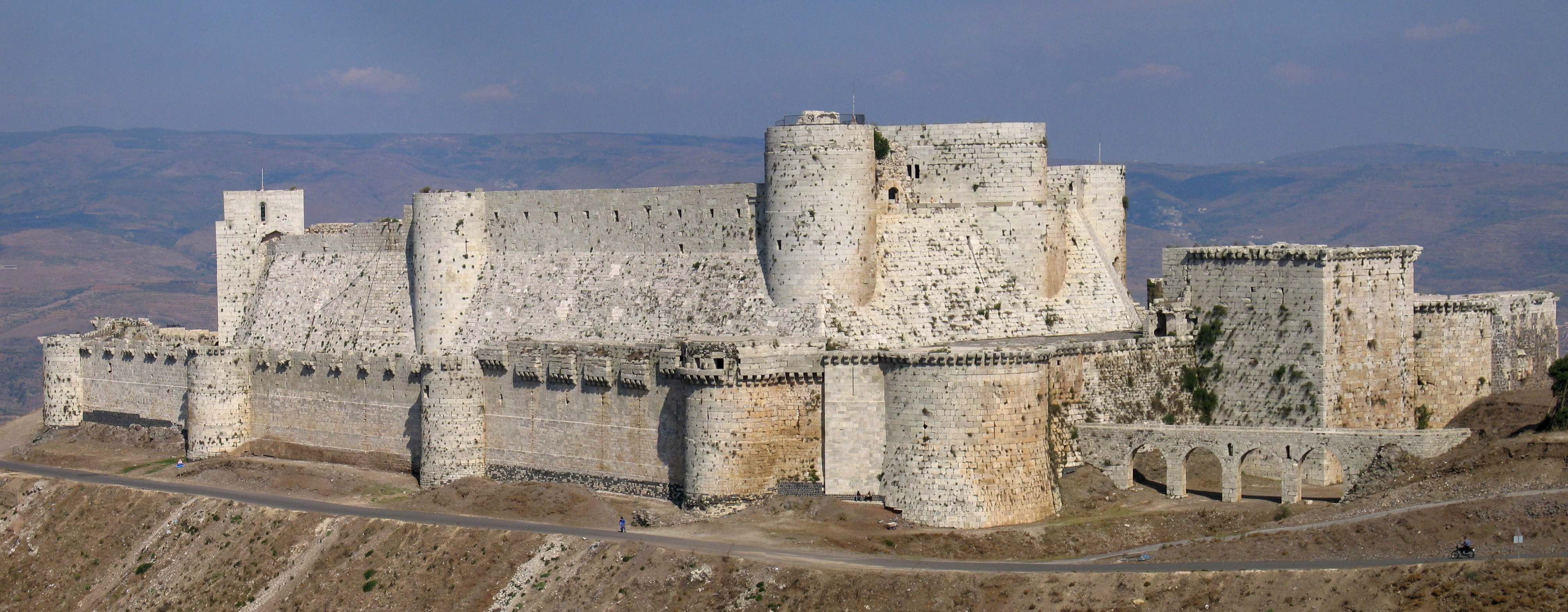
بنيت قلعة الحصن (حمص) خلال الحروب الصليبية لفرسان الإسبتارية

استَولى السلاجقة الأتراك عَلى جُزءٍ كَبيرٍ مِنَ الشرق الأوسط في القرن الحادي عشر، واحتُلَّت بلاد فارس خِلال الأربعينيات مِنَ القرن العشرين، وأرمينيا في ستينيات القرن التاسع عشر، والقدس في عام 1070. وفي عام 1071، هَزَم الجيش التركي الجيش البيزنطي في معركة ملاذكرد وأسَرَ الإمبراطور البيزنطي رومانوس الرابع (حكم 1068-71). كانَ الأتراك آنذاك أحرارًا في غزو آسيا الصغرى، التي وَجَّهَت ضَربةً خطيرةً للإمبراطوريّة البيزنطية عن طريق الاستيلاء عَلى جزءٍ كبيرٍ مِن سُكانها وقلبها الاقتصادي. على الرَّغم من أن البيزنطيين أعادوا تجميع أنفسهم واستعادوا بعض الشيء، إلا أنهم لم يستردوا آسيا الصغرى بالكامل وكانوا في الغالب في موقع دفاعي. واجه الأتراك أيضاً صعوبات، فقد السيطرة على القدس إلى الفاطميين في مصر ويعانون من سلسلة من الحروب الأهلية الداخلية. كما واجه البيزنطيون بلغاريا، والتي انتشرت في أواخر القرن الثاني عشر والثالث عشر في جميع أنحاء البلقان.
كانَت الحروب الصليبية تَهدِف إلى الاستيلاء عَلى القدس مِن السَّيطرة الإسلامية. أعَلن البابا أوربانوس الثاني(البابا 1088-99) عَن الحملة الصليبية الأولى في مجلس كليرمون في عام 1095 استجابة لِطَلب مِن الإمبراطور البيزنطي ألكسيوس الأول كومنينوس(حكم 1081-1118)؛ للمساعدة في مواجهة المزيد من التقدم الإسلامي. تم تعبئة عشرات الآلاف من الناس من جميع مستويات المجتمع في جميع أنحاء أوروبا واستولت على القدس في عام 1099. إحدى سمات الحروب الصليبية كانَت مذابح ضِدَّ اليهود المَحَليين التي حَدَثت غالِباً عِندَما غادَرَ الصليبيون بلِادَهُم مِن أجلِ الشَّرق. كانت هذه الهجمات وحشية خصوصًا خلال الحملة الصليبية الأولى، عندما تم تدمير الجاليات اليهودية في كولونيا، وماينتس، وفورمس، وتعرضت مُجتَمعات أُخرى في المُدُن بَين نَهري سين والراين إلى الدمار. كانت الحروب الصليبية أساس نوع جديد من التنظيم العسكري الرهباني، الأوامر العسكرية لفرسان الهيكل وفرسان الإسبتارية، التي دمجت الحياة الرَّهبانية بالخدمة العَسكرية.
عَزَّزَ الصَّليبيون فُتوحاتِهم بدول صليبية خِلال القرنين الثاني عشر والثالث عشر، كانَت هُناكَ سِلسِلَة مِنَ الصِّراعات بَينَ تِلكَ الدُّوَل والدول الإسلامية المُحيطَة بِها. أدت الاستِئنافات مِن تِلكَ الدُّوَل إلى مَزيدٍ مِن الحملات الصليبية، مِثل الحملة الصليبية الثالثة، التي دَعَت لِمُحاوَلة استِعادَة القدس والتي تَمَّ الاستيلاء عَليها من صلاح الدين (ت. 1193) في عام 1187.
في عام 1203 تَمَّ تَحويل الحملة الصليبية الرابعة من الأرض المقدسة إلى القسطنطينية، واستَولَت عَلى المَدينة في عام 1204، وأقامَت الإمبراطورية اللاتينية للقسطنطينية وأضعفت بِدرجة كبيرة الإمبراطورية البيزنطية. استعاد البيزنطيون المَدينة في عام 1261، لكنَهم لَم يَستردوا قُوَتَهم السابقة. بِحُلول عام 1291 تَمَّ القَبض عَلى جَميع الدُّول الصليبية وأجبِرَت عَلى النُّزول مِن البر الرئيسي، عَلى الرُّغم مِن أن مملكة بيت المقدس الفَخرية بَقِيَت عَلى جزيرة قبرص لِعدة سَنوات بَعد ذلك.
دعا البابَوات إلى إقامَة حُروب صَليبية في أماكِن أخرى إلى جانِب الأراضي المُقدسة: في إسبانيا وجنوب فرنسا وعلى طول بحر البلطيق. أصبحت الحروب الصليبية الإسبانِية تَنصَهِر مَع استرداد إسبانيا من المسلمين. على الرُّغم مِن أنَّ فرسان الهيكل وفرسان الإسبتارية شارَكوا في الحملات الصليبية الإسبانية، فَقَد تَمَّ تَأسيس أوامر دينية عسكرية إسبانية مشابهة، أصبَحَ مُعظَمها جزءًا مِن أمرين رَئيسيين من فرسان قلعة رباح وفرسان سانتياغو مع بِداية القرن الثاني عشر. ظلت أوروبا الشمالية أيضًا خارِج النُّفوذ المَسيحي حَتى القرن الحادي عشر أو ما بعده، وأصبَحَت مَكانًا صَليبيًا كَجُزء مِن الحروب الصليبية الشمالِية في القرنين الثاني عشر والرابع عشر. هذه الحروب الصليبية أنَتَجَت أيضًا النِّظام العَسكري، أخوة السيف الليفونيون، وفرسان تيوتون، على الرُّغم مِن تَأسيسه في الولايات الصَّليبِية، رَكز الكَثير مِن نَشاطِه في بحر البلطيق بعد عام 1225، وفي عام 1309 نَقَل مَقره إلى مارينبورغ في بروسيا.

### الحَياة الفِكرية
أدت التَّطورات في الفلسفة واللاهوت إلى زِيادَة النَّشاط الفِكريّ خلال القَرنِ الحادي عشر. كانَ هُناك جَدَلٌ بَين الواقعيين والمسلمات حَولَ مَفهوم «الكون». تَمَّ تَحفيز الخِطاب الفَلسَفِي مِن خِلال إعادَة اكتِشاف أرسطو وتَركيزه عَلى التجريبية والعقلانية. قَدَّم عُلماء مِثل بيار أبيلار الذي (تُوفي عام 1142) وبيتر لومبارد الذي (توفي عام 1164) المَنطِق الأرسطيّ في اللاهوت. في أواخر القرن الحادي عشر وأوائل القرن الثاني عشر انتَشَرَت مدارس الكاتدرائية في جَميع أنحاء أوروبا الغربية، مِما يُشيرُ إلى تَحوُل التَّعلم مِن الأديرة إلى الكاتدرائيات والبَلدات. وبِدَورِها، استُبدلت مَدارس الكاتدرائية بالجامعات المَنشأة في المُدُن الأوروبية الكُبرى. اندَمَجَت الفَلسفة واللاهوت في المدرسة، كَمُحاولة من عُلماء القَرنين الثاني عشر والثالث عشر للتوفيق بَينَ النُّصوص المَوثوقة، أبرَزُها أرسطو والكتاب المقدس. حاوَلَت هذه الحَركة استِخدام نَهج نِظامي لِلحقيقة والعَقل  وبَلَغت ذُروَتَها في فِكر توما الأكويني (ت 1274)، الذي كَتَبَ الخلاصة اللاهوتية.

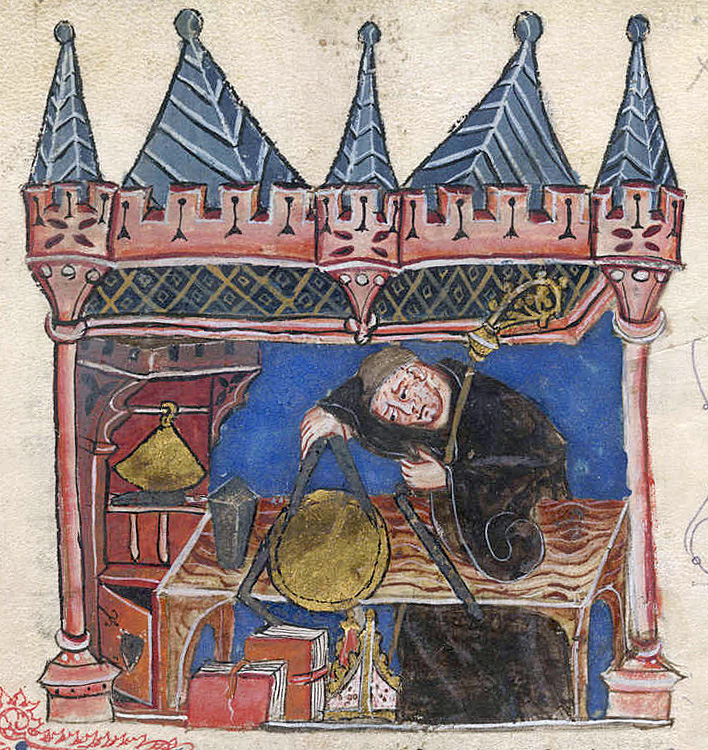
عالِم مِنَ القُرون الوُسطى يَصنعُ قِياسات دَقيقة في رَسم مَخطوط مِنَ القَرن الرابع عشر

انتشرت المروءة وروح المحبة في المحاكم الملكية والنبيلة. تم التعبير عن هذه الثقافة باللغات العامية بدلاً من اللاتينية، وشكلت القصائد والقصص والأساطير والأغاني الشعبية التي تنتشر عن طريق تروبادور أو المتجولون. وكثيرًا ما كانت القصص مكتوبة في أغاني البطولة، أو «أغاني الأعمال العظيمة»، مثل نشيد رولاند أو أغنية هيلدبراند. كما تم عمل التواريخ العلمانية والدينية. ألّف جيفري مونماوث (د. سي 1155) "His Historia Regum Britanniae" وهو مجموعة من القصص والأساطير حول الملك آرثر. كانت الأعمال الأخرى أكثر وضوحًا في التاريخ، مثل أوتو فون فرايسينج (المتوفى 1158) الذي شرح تفاصيل أعمال الإمبراطور فريدريك بارباروسا، أو ويليام من مالمسبيري (المتوفى 1143) جيستا ريجوم على ملوك إنجلترا.
فيما يَتَعَلَّق بِالدِّراساتِ القانونيَّة المُتَقَدِّمة خِلالَ القرنِ الثاني عشر، فَقد تَمت دِراسة كُل مِن القانون العلماني والقانون الكنسي. في العصور الوسطى العليا تقدم القانون العلماني، أو القانون الروماني بِشكلٍ كَبيرٍ باكتِشافِ قانون جستنيان في القرن الحادي عشر، وبِحلول عام 1100 كان يَتِم تَدريس القانون الروماني في جامعة بولونيا. ما أدى إلى تَسجيل وتَوحيد الرُّموز القانونية في جَميع أنحاء أوروبا الغربية ودُرِّسَ القانون الكنسي أيضًا. في عام 1140 كتب راهب اسمه جراتيان وهو مدرس في بولونيا (القرن الثاني عشر)، أنه أصبح النص المعياري للقانون الكنسي هو مرسوم جراسيانو.
كانَ استِبدال الأرقام الرومانية بنظام الأرقام العشري، واختِراع الجبر مِن بَين نَتائِج التَّأثير الإغريقي والإسلامي على هذه الفترة في التاريخ الأوروبي، مِما سَمَحَ بالرياضيات المُتَقَدمة. تَقَدم علم الفلك بَعدَ تَرجَمة بطليموس للمجسطي من اليونانية إلى اللاتينية في أواخر القرن الثاني عشر. كما تَمَّت دِراسَة الطب خاصَةً في جنوب إيطاليا، حيث أثر الطب الإسلامي على المدرسة الطبية الساليرنية.

### التِّكنولوجيا والناحِية العَسكرية

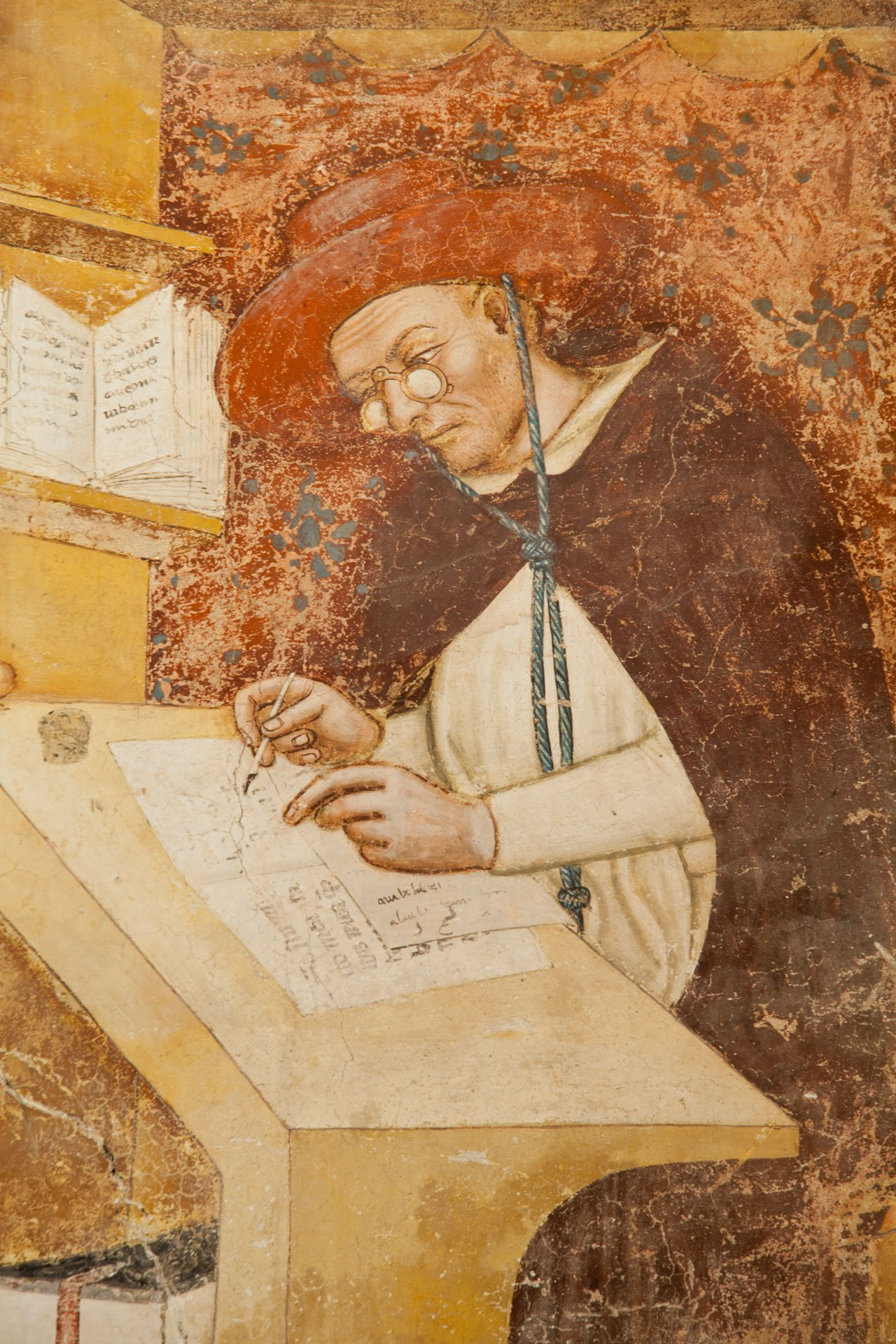
صورة لكاردينال هيو من سان شير كتبها توماسو دا مودينا عام 1352، أول تصوير معروف للنظارات

ازدادَ النمو الاقتصادي والابتِكارات في طُرق الإنتاج في أوروبا في القَرنَيْن الثاني عشر والثالث عشر. وشَمَلت التَّطورات التِكنولوجِية الرَّئيسية اختِراع الطاحونة الهوائية، والسَّاعات الميكانيكية الأولى، وتَصنيع المَشروبات الرُّوحية المُقطَّرة، واستِخدام الأسطرلاب. كما اختُرِعت نَظارات مُقعرة في عام 1286 عَلى يَد حرفي إيطالي غير معروف.
أدى تَطوير نِظام تَناوب ثُلاثيّ لزراعة المحاصيل إلى زِيادة استِخدام الأرض كُل نِصف عام في إطار النِّظام القَديم ذي المَجالين إلى الثُلثين بِموجب النِّظام الجَديد، مَع ما يَتَرتب عَلى ذلك مِن زِيادةٍ في الإنتاج. سَمَحت عَملية تَطوير المحراث الثَّقيل باستِزراع تُربة ثَقيلة بِشكل أكثَر كَفاءة، وساعَدَ ذلك عَلى انتِشار طَوق الحِصان، مِما أدّى إلى استِخدام خُيول الجولف بَدلاً من الثيران. حيثُ أن الخيول أسرَع من الثيران وتَحتاج إلى قَدَر أقَل من المراعي، وهي العَوامِل التي ساعَدَت عَلى تَنفيذ نِظام الحُقول الثلاثة.
تَمَّ بِناء الكاتدرائيات والقلاع باستِخدام تِكنولوجيا البِناء المُتَقدمة، مِما أدّى إلى تَطوير المَباني الحَجَريّة الكَبيرة. وشَمَلت الهياكِل الإضافية قاعات المَدينة الجَديدة والمَنازِل والجُسور والحَظائر العَشر. تَحَسن صنع القوارب باستِخدام طَريقَة الضِّلع واللَّوح بَدَلاً مِنَ النِّظام الرُّوماني القَديم مِنَ النُّتوء واللِّسان. وشَمَلَت التَّحسينات الأخرى للسفن استِخدام الأشرِعَة الراحِلة ودفة التوجيه الصارِمَة، وكِلتاهُما زادَت السُّرعة التي يُمكن أن تُبحِرَ بِها السفن.
ازدادَ استِخدام المُشاة بِأدوار مُتَخَصصة في الشُّؤون العَسكرية. جنباً إلى جنب مَع سِلاح الفُرسان الثَّقيل الذي لا يَزالُ مُهَيمِنًا، غالبًا ما ضَمت الجُيوش نَواقِل الأرصِفَة المركّبة والمشاة، بالإضافة إلى خبراء التفجير والمهندسين. تزايدت الأقواس التي كانَت مَعروفَة في العُصور القَديمة المُتأخرة، جُزئياً بِسبب الزِّيادة في حَرب الحصار في القَرنَين العاشِر والحادي عَشر.
أدى الاستِخدام المُتزايِد لِقَوس النشابتين خِلال القرنين الثاني عشر والثالث عشر إلى استِخدام الخوذات المغلقة، والدروع الثقيلة، وكذلك دِرع الحِصان. كانَ البارود مَعروفًا في أوروبا بِحُلول مُنتَصف القَرن الثالث عشر مع استِخدام مُسجل في الحرب الأوروبية من الإنجليز ضد الاسكتلنديين في عام 1304، عَلى الرُّغم من أنه كانَ يُستَخدم فَقط كَمُتفجر وليس كَسِلاح. كانَ يَتِم استِخدام المدافع في الحِصار في عام 1320، وكانت البنادق اليدوية مُستَخدَمة في عام 1360.

### العَمارة والفَن والموسيقى

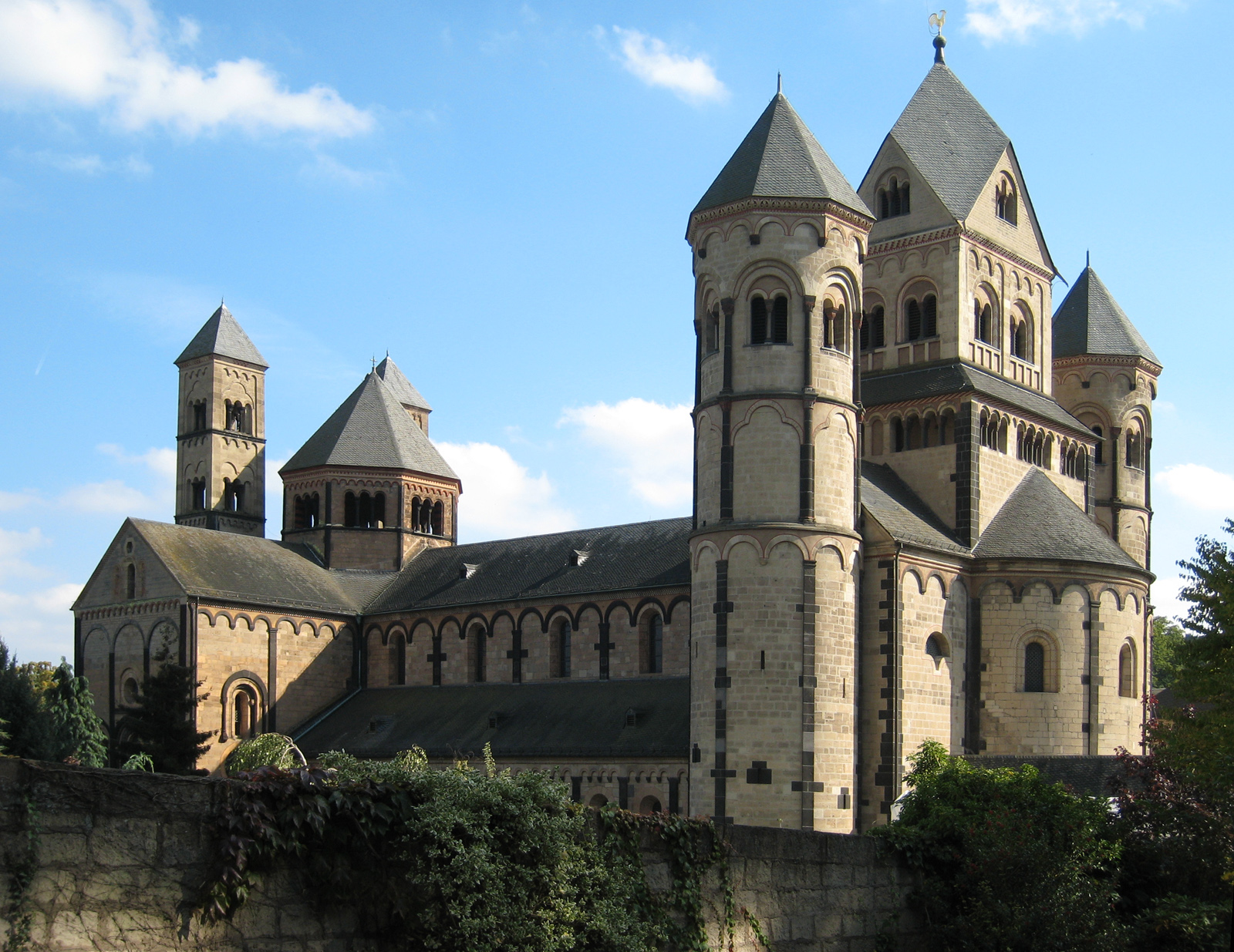
العمارة الرومانسكية في ماريا لاش بألمانيا

أدى بِناءُ الكَنائس والأديرة إلى تَطوير العَمارَة الحَجَريّة التي وَضَعت أشكالًا رومانيّة عامِية في القرن العاشر، والتي اشتق مِنها مُصطَلح «الرومانسك»، تَمَّ إعادَة تَدوير المَباني الحَجَريّة الرومانِية والحجارة لموادها. في بِدايَة فَترة عمارة الرومانسك، ازدهر النَّمط وانتَشَر في جَميع أنحاء أوروبا في شَكلٍ مُتجانس بِشكل مَلحوظ. قبل عام 1000، كانَت هُناكَ مَوجةٌ كَبيرةٌ مُتوجهة لِبناء الكنائس الحجرية في جَميع أنحاء أوروبا. تَحتوي المَباني الرومانية عَلى جُدران حَجرية ضَخمة، وفَتَحاتٍ تَعلوها أقواس نصف دائرية، ونَوافِذ صغيرة خاصة في فرنسا، وأقبية حجرية مُقَوسة. أصبَحَت البوابة الكَبيرة ذات المنحوتات الملونة والارتفاع العالي سِمة مَركزية لِلواجهات خاصة في فرنسا، وكثيراً ما كانَت تيجان الأعمدة منحوتة بِمَشاهدٍ سَردية مِنَ الوُحوش والحَيوانات المُبتكرة. وفقًا لمؤرخ الفن دودويل، «جميع الكنائس تقريبًا في الغرب كانَت مُزينة بِلوحاتٍ جِداريّة»، والتي بَقِيَت قَليلة عَلى قَيد الحياة. مع تَطور عَمارة الكَنائِس، تَمَّ تَطوير النَّموذج الأوروبي المُمَيز لِلقلعة وأصبَحَ أمرًا حيويًا للسياسة والحرب.

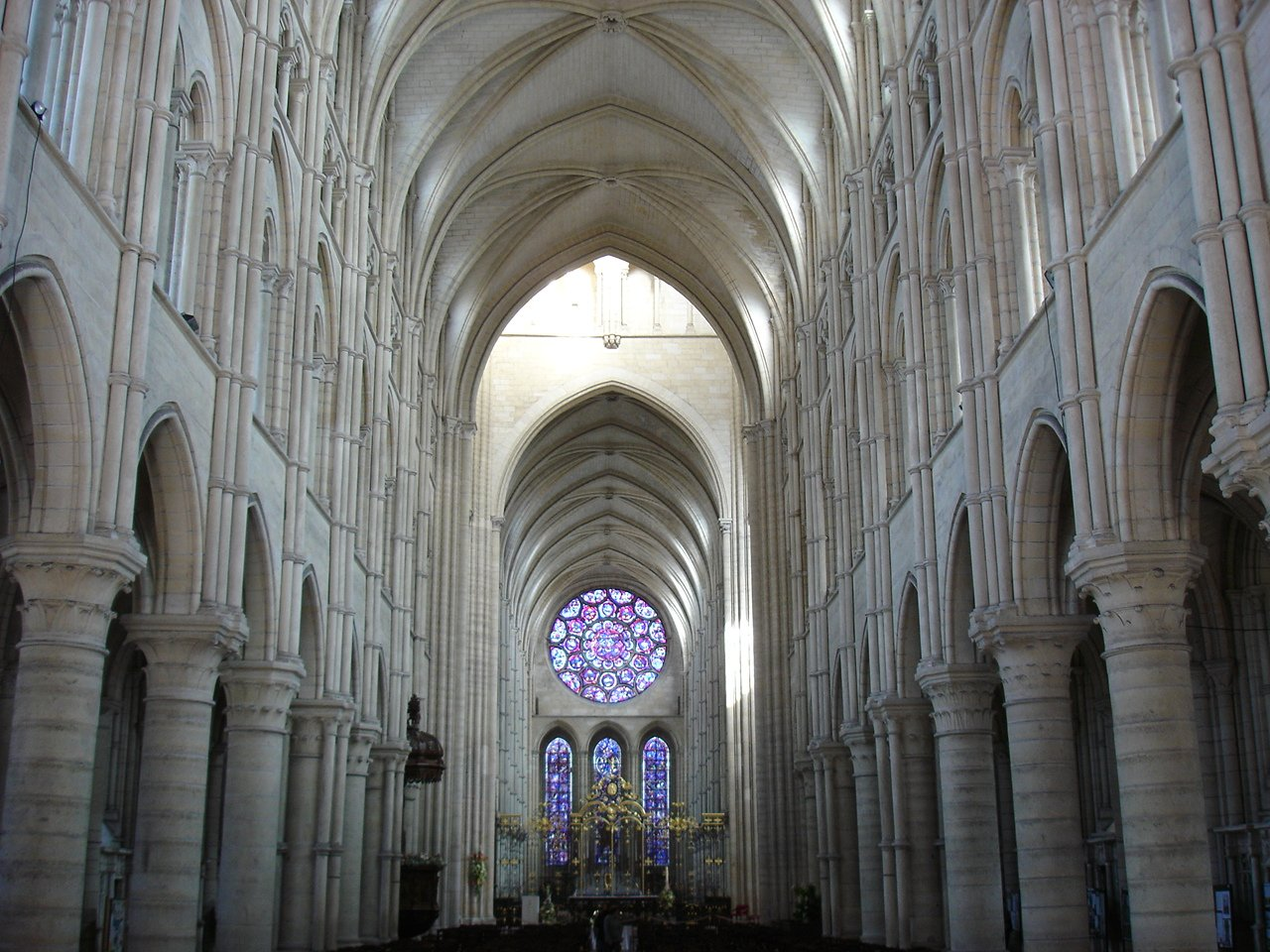
كاتدرائية ليون المثال على العمارة القوطية الداخلية في فرنسا

كانَ الفَن الرومانِسكي وخاصَةً المعدني منها الأكثر تطوراً في فَن موسان، حَيثُ أصبَحَت الشَّخصيات الفَنية المُتميزة ظاهِرَة بِما فيها نيكولاس أوف فردان (1205)، ويُنظَر إلى النمط الكلاسيكي تَقريباً في أعمال مِثلَ الخَط في لييج، حَيثُ يَتناقَض مَع الحَيوانات، كانت الأناجيل والكتاب المقدس والأشكال النَّموذَجِية لِلمَخطوطات الفاخِرَة، وازدَهَرَت اللَّوحات الجِدارِيّة في الكنائس، غالبًا ما كانَت تَتبع مُخططًا مَع حكم آخر على الجدار الغربي، والمسيح في الطَّرف الشرقي، ومَشاهد تَوْراتِيّة روائية أسفل الصحن، أو على سَطح السقف المعقود.
طَوَّر المهندسون الفرنسيون الطراز القوطي، الذي يَتَمَيز باستِخدام العقود، والأقواس المدببة، والدعائِم الطَّائرة، ونوافذ الزجاج الملون الكَبيرة في أوائِل القَرن الثاني عشر. تَم استِخدامه بِشكلٍ رئيسيٍ في الكنائس والكاتدرائيات واستَمر استِخدامُها حَتى القَرن السادِس عَشر في مُعظم أنحاء أوروبا. تَشمَل الأمثِلة الكلاسيكية لِلهندسة المِعمارية القوطية كاتدرائية شارتر وكاتدرائية ريمس في فرنسا بالإضافة إلى كاتدرائية ساليسبري في إنجلترا. أصبح الزجاج الملون عُنصرًا حاسمًا في تَصميم الكنائس، التي استمرت في استخدام اللَّوحات الجِدارية الواسِعة، والآن فُقِدَت كُلُّها تَقريبًا.
انتَقَلَت إضاءَة المَخطوطَة تَدريجياً مِنَ الأديرة إلى ورشات العمل، وفقًا لـ جانيتا بينتون «بِحُلول عام 1300، اشتَرى مُعظَم الرهبان كُتُبهم في المتاجر»، وتَمَّ تَطوير كتاب الساعات كَشكل مِن أشكال التعبد. وظل العَمَل المَعدني هُوَ أرقى أشكال الفن بالإضافة لأسعار معقولة نسبيًا للأشياء مثل الذخائر والصلب. في إيطاليا أحدثَت ابتِكارات سيمابو ودوتشيو، مَتبوعَةً بـ «جوتو» (د. 1337)، زيادَة كبيرَة في التَّطور والتصوير الجصي. أدى الازدهار خلال القرن الثاني عشر إلى زِيادة إنتاج الفَن العِلماني. العَديد مِنَ الأشياء العاجِيّة المَنحوتة مِثل قِطَع الألعاب، والأمشاط، وقد نَجَت شَخصيات دينية صَغيرة.

### حَياة الكَنيسة

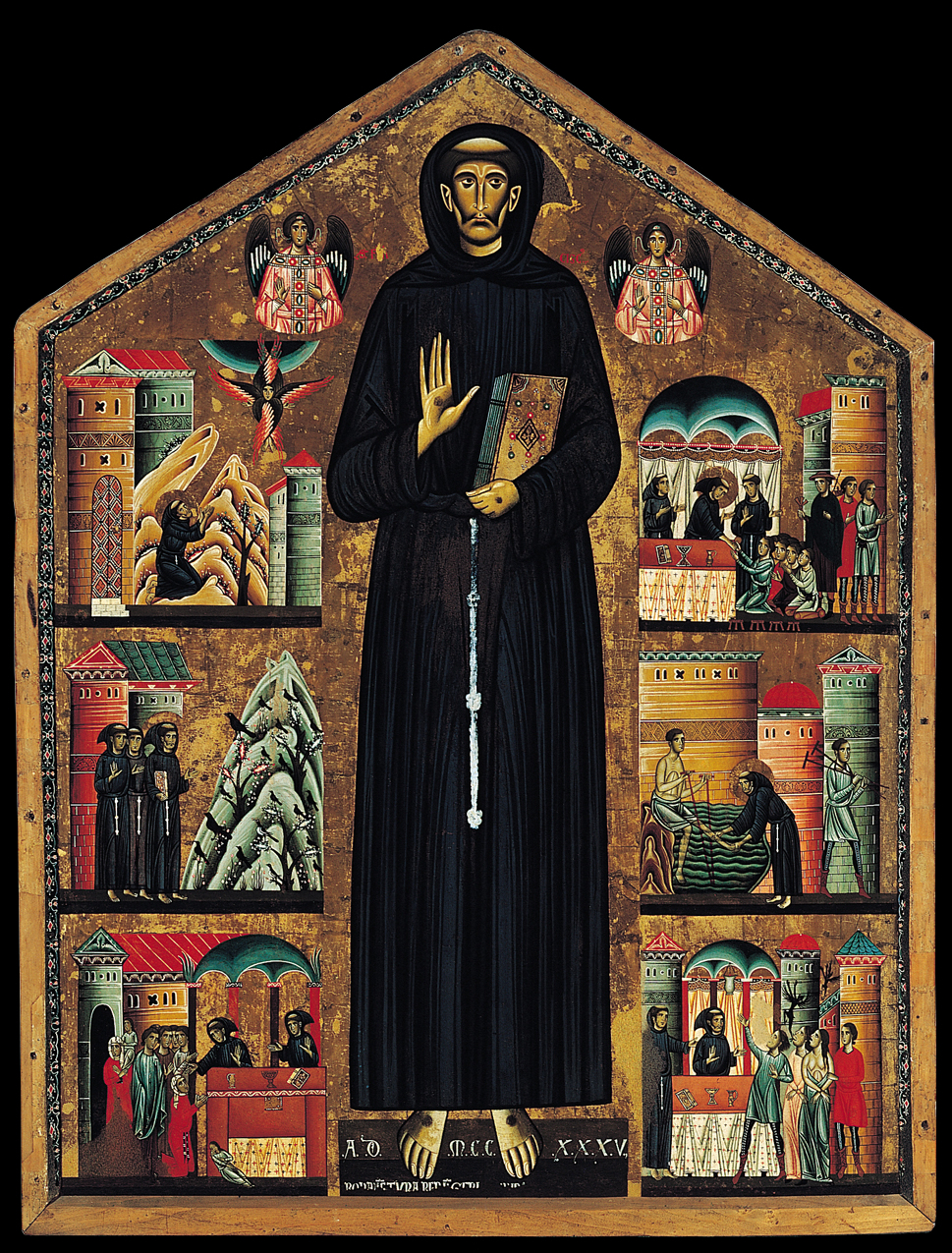
أسس فرنسيس الأسيزي، الذي رَسَمَه بونافينتورا بيرلنجيري الرهبنة الفرنسيسكانية عام 1235
.

أصبَحَ الإصلاحُ الرَّهبانيُّ قَضِيةً مُهِمة في القَرنِ الحادي عَشر، حَيثُ بَدَأت النُّخَب تَشعرُ بالقَلق مِن الرهبان الذَّين لَم يَلتَزِموا بالقَواعِد التي تَربُطُهم بِحياةٍ دينيةٍ بَحتة. تَأسَّست كلوني آبي في ماكون الفرنسية في عام 909 كَجُزءٍ مِن إصلاحات كلونياك، وهِيَ حَرَكة أكبَر لِلإصلاحِ الرَّهبانيّ استِجابة لِهذا الخَوف. وسُرعانَ ما أسَّسَت كلوني سُمعَةً طَيبة مِنَ التقشف والدقة. سَعَت إلى الحِفاظِ عَلى جَودةٍ عاليةٍ لِلحياة الرُّوحيّة بِوَضع نَفسِها تَحتَ حِماية البابوية وبانتِخاب رَئيس الدير الخاص بها دونَ تَدخل مِنَ العِلمانِيّين، وبالتالي الحِفاظ عَلى الاستِقلال الاقتِصاديّ والسياسيّ من اللوردات المَحَلِيّين.

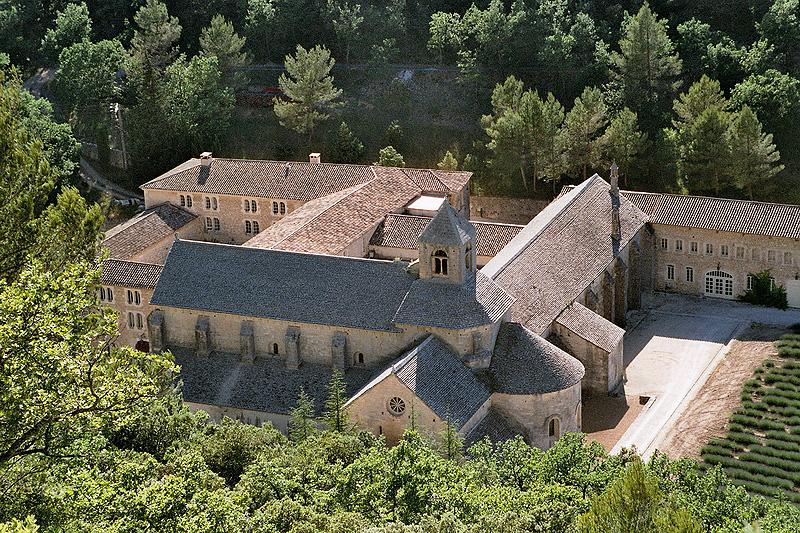
دير سينانوك في جورد بفرنسا

كانَ لِلإصلاحِ الرَّهبانيّ دَورَاً مُهِماً في إلهام التَّغيير في الكنيسة العلمانية. حَيثُ تَمَّ جَلب المُثُل العُليا التي استَنَدَ إليها إلى البابَوِية بِوساطة البابا ليون التاسع (البابا 1049-1054)، وَقُدِّمَت إيديولوجية الاستِقلال الدِّيني الذي أدى إلى الجَدَل حَولَ الاستِثمار في أواخر القرن الحادي عشر. شَمل ذلك البابا غريغوري السابع (البابا 1073-1085) والإمبراطور هنري الرابع؛ الذي تَصادَمَ في البِداية حَولَ التعيينات الأسقَفِيَّة، وهُوَ النِّزاع الذي تَحوَّلَ إلى مَعركةٍ حَولَ أفكار التَّعَبُد، والزَّواج الكَهنوتي، والسيمونية. رَأى الإمبراطور حِمايَة الكنيسة واحدةً مِن مَسؤولياتِه بِالإضافة إلى الرَّغبة في الحِفاظِ عَلى الحَق في تَعيين خِياراتِه الخاصَّة كأساقفة داخِل أراضيه، لكنَّ البابَوية أصرَّت عَلى استِقلال الكنيسة عَن اللُّوردات العِلمانِيين. ظَلَّت هذه القضايا دونَ حَل بَعدَ حَل وَسط 1122 المَعروفة باسم «كونفوردات الديدان». يُمَثِل النِّزاع مَرحَلة مُهِمة في إنشاءِ نِظام مَلكيّ بابويّ مُنفَصِل عَن السُّلطات المُساوية. كانَ لَها أيضًا نَتيجة دائِمة لِتَمكين الأمَراء الألمان عَلى حِساب الأباطرة الألمان.
كانَت العُصور الوُسطى العُليا فَترةً مِنَ الحَركات الدِّينية العَظيمَة. إلى جانب الحُروب الصَّليبِيّة والإصلاحات الرَّهبانِيّة، سَعى النَّاس إلى المُشاركة في أشكال جَديدة ِمِنَ الحَياة الدّينيّة. وقَد تَأسّسَت الرَّهبانِية الجديدة، بِما في ذلك سارذوسيانس والسيسترسية. تَوَسعت الأخيرة بِسرعة خاصَةً في سَنواتِها الأولى تَحتَ إشراف برنارد من كليرفو (ت 1153). تَشَكَّلَت الأوامِر الجَديدة استِجابةً لِشعورِ العِلمانِيين بأنَّ الرهبنة لَمْ تَعُد تُلَبي احتِياجات الأشخاص العادِيين، الذين أرادوا دُخولَ الحَياةِ الدّينية والعَودة إلى الرهبنة الراعية الأبسَط لِلمَسيحيّة المُبَكرة، أو العَيش حياة رسولية. تَلقت مواقع الحج القديمة مِثلَ روما والقدس وكاتدرائية سانتياغو دي كومبوستيلا أعدادًا مُتزايِدة مِنَ الزُّوار، وارتَفَعَت المَواقِع الجَديدة مِثل مونتي غارغانو وباري.
في القرن الثالِث عَشر صَدرت أوامِر البابَوية -الفرنسيسكان والدومينيكانية - الذَّين أقسَموا نَذر الفقر وكَسب عيشهم بالتسول من البابوية. كما حاوَلَت الجماعات الدِّينيّة مِثلَ الولدينيسية العودَة إلى حَياة المسيحية المُبَكرة في مُنتصف القَرن الثاني عشر وأوائل القرن الثالث عشر، لكنَّهم أدانوا عَلى أنَّها هِرطقية مِنَ البابوية. انضم آخرون إلى الكاثار، وهي حَرَكة هِرطقة أخرى أدانَتها البابَوية. في عام 1209، تَمَّ التَبشير الحملة الصليبية على الكثار، والصليبية الألبينوسية التي قاطَعَتهُم مَع مَحاكِم التَّفتيش في القَرون الوسطى.

## أواخر العُصور الوُسطى

### الحَرب والمَجاعة والطاعون
تَمَيَّزَت السَّنوات الأولى مِنَ القَرنِ الرَّابِع عشر بالمجاعات، وبَلَغَت ذُروَتَها في المجاعة الكبرى (1315 - 1317). تَضَمَّنَت أسباب المَجاعَة الكُبرى الانتِقال البَطيء مِنَ الفَترة الدَّافِئة في العُصور الوُسطى إلى العَصر الجليديّ الصَّغير، والذي تَرَكَ السُّكان عُرضةً لِلخَطَر عِندما تَسبب سوءُ الأحوالِ الجوية في فَشَل المَحاصيل. كانت السنوات 1313-1314 و1317-1321 مُمطِرةً بِشكلٍ مُفرط في جَميع أنحاء أوروبا، مِما أدّى إلى فَشَل المَحاصيل عَلى نِطاق واسِع. كانَ تَغيُّر المناخ الذي أدى إلى انخِفاض مُتَوسط درجة الحرارة السنوية لأوروبا خلال القرن الرابع عشر ـ مصحوبًا بتباطؤ اقتصادي.

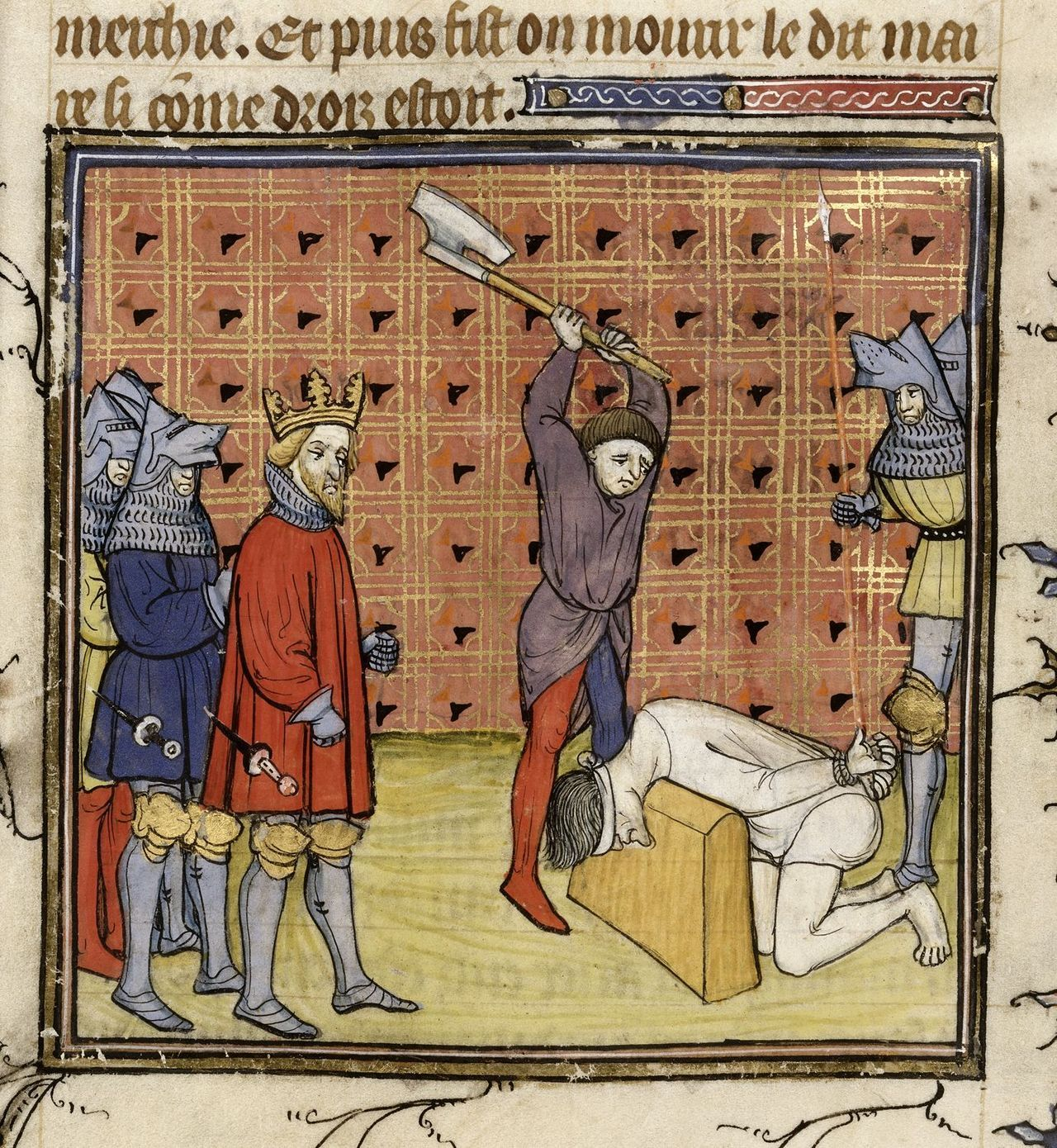
إعدام بَعض زعماء الجاكية، وهي مخطوطة من القرن الرابع عشر لكرونك دو فرانس أو دي سانت دينيس

في عام 1347 أُتبعت هذه الاضطرابات بالموت الأسود، وهُوَ وباء انتَشَر في جميع أنحاء أوروبا خِلالَ السَّنوات الثلاث التالِية.

كانَ عَدد الوَفيات عَلى الأرجَح حَوالي 35 مليون شَخص في أوروبا، حَوالي ثُلث السُّكان. كانَت المُدُن شَديدةَ الصُّعوبة خصوصًا بِسبب ظُروفِها المُزدَحِمَة. تُركت مَساحاتٌ كَبيرةٌ مِن الأراضي مَسكونة بَعض الشيء، وفي بَعضِ الأماكِن تُرِكَت الحُقول دُونَ عمل. وارتَفَعَت الأجور حيثُ سَعى المُلاك إلى إغراء انخِفاض عَدد العُمال المُتاحين في حُقولِهم. ومِن المَشاكل الأخرى انخِفاض الإيجار وانخِفاض الطَّلب عَلى الغذاء، وجَميعُها يَتَحول إلى دَخلٍ زراعيّ. كما شَعر العامِلون في المَناطِق الحَضَرية بِأنَّ لَهُم الحَق في الحُصول عَلى المَزيد مِنَ الأرباح، واندَلَعَت انتِفاضات شعبية في جميع أنحاء أوروبا.

كانَ مِن بَين الانتِفاضات الجاكية في فرنسا، وثورة الفلاحين في إنجلترا، والثورات في مدن فلورنسا في إيطاليا وغنت وبروج في الفلمنك. أدت صدمة الطاعون إلى زِيادة التَّقوى في جَميع أنحاء أوروبا، يَتجلى مِن خِلال تَأسيس الجَمعيات الخَيرية الجَديدة، وإضفاء الصِّفة الذاتية عَلى السلاطين، وتكميم اليهود. كانَت الشُّروط غَير مُستقرة حتى قَبل عَودةِ الطاعون. استمر في ضرب أوروبا بِشكلٍ دوريّ في العُصورِ الوُسطى.

### المُجتَمَع والاقتِصاد
انزَعَجَ المُجتَمَع في جميع أنحاء أوروبا من الاضطرابات الناجمة عن الموت الأسود. تم التَّخلي عَن الأراضي التي كانَت مُنتجة بِشكلٍ هامشيّ، حَيثُ تَمَكن الناجونَ مِنَ الحُصولِ عَلى مَناطقَ أكثرَ خُصوبةً. عَلى الرَّغم مِن أنَّ العُبودية انخَفَضَت في أوروبا الغربية، إلا أنَّها أصبَحَت أكثَر شُيوعًا في أوروبا الشرقية، حَيثُ فَرَضَها المُلاك عَلى أولئك المُستَأجِرين الذين كانوا أحرارَ في السابق. تَمَكن مُعظَم الفَلاحين في أوروبا الغربية مِن تَغيير العَمَل الذي كانوا يِدينونَ بِهِ في السابق إلى مالكي العقارات إلى إيجارات مُقابِل عائِد نَقدي. انخَفَضت نِسبة الأقنان بين الفلاحين مِن نِسبةٍ عاليةٍ من 90% إلى ما يقارب 50% بنهاية الفَترة. وأصبَحَ المُلاك أكثَرَ وعيًا بِالمَصالح المُشتَرَكة مَع غَيرِهم مِن مالكي الأراضي، وانضموا مَعاً لأخذ الامتيازات من حُكوماتِهم. وبدعوة من المُلاك، حاوَلَت الحُكومات تَشريعَ العَودةِ إلى الظُروف الاقتِصادية التي كانَت مَوجودةً قَبل الموت الأسود. أصبح رجال الدين وغيرهم أكثَرَ إلمامًا بالقراءة والكتابة، وبدأ السُّكان الحَضريون في تَقليد اهتِمام النُّبلاء بالفُروسية.
تم طرد اليهود من إنجلترا عام 1290 ومن فرنسا عام 1306. على الرُّغم مِن السماحِ بِعودةِ البَعض إلى فرنسا، إلا أنَّ مُعظمهم لَم يَرحلوا وهاجَر العديد من اليهود إلى الشرق، واستقروا في بولندا والمجر. تَمَّ طَرد اليهود من إسبانيا في عام 1492، وتَفَرقَوا إلى تركيا وفرنسا وإيطاليا وهولندا. استَمَرَّ صُعود الأعمالِ المَصرفية في إيطاليا خلال القرن الثالث عشر طوال القرن الرابع عشر. العديد من الشركات البَنكِية اقترَضت المال للملوك في خطر كبير، حيث تم إفلاس البعض عندما تخلف الملوك عن سداد قُروضِهم.

### عَودة الدَّولة

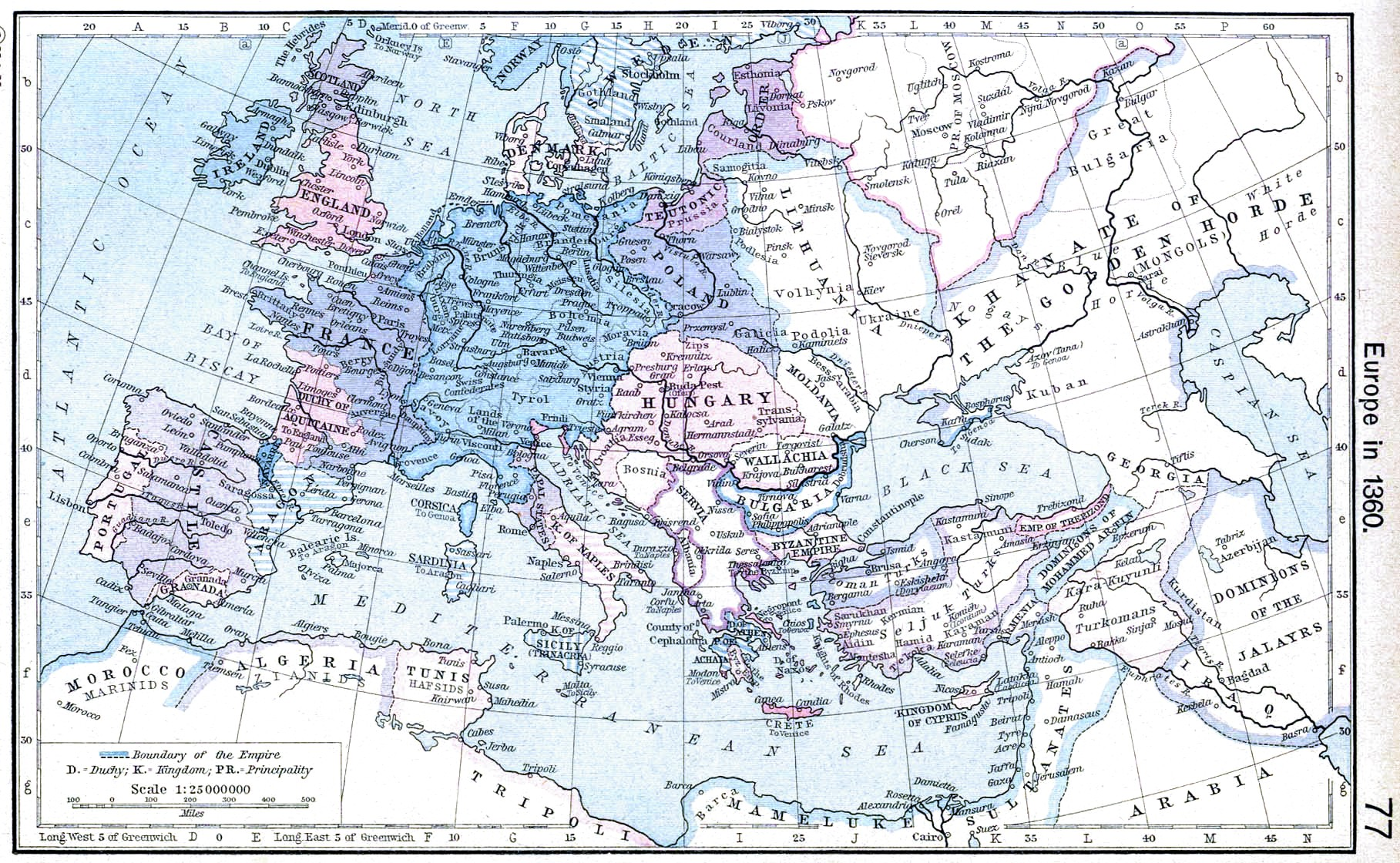
خريطة أوروبا في عام 1360

ارتَفَعَت الدول القومية القَوِيّة في جَميع أنحاءِ أوروبا في أواخِر العُصورِ الوُسطى، لا سيما في إنجلترا وفرنسا والمَمالِك المَسيحيّة في شبه الجزيرة الأيبيرية: تاج أرغون وتاج قشتالة والبرتغال. عَززت الصِّراعات الطَّويلة في تِلكَ الفَترة السَّيطرة المَلَكية على مَملكَتِهم وكانَت صعبة لِلغاية عَلى الفلاحين. استفادَ المُلوك مِنَ الحَرب التي وُسَّعت التَّشريعات المَلَكِية وزَأدت الأراضي التي يُسيطِرون عَليها مُباشرةً. يَتَطلب دَفع ثَمن الحُروب أن تُصبح طُرق فَرض الضرائب أكثر فعالية وكفاءة، وغالبًا ما يزدادُ مُعدَّل الضرائب. سُمِح بالحُصول على مُوافَقة دافعي الضرائب لهيئات تمثيلية مِثلَ البرلمان الإنجليزي والفرنسيات العامة لِلحُصولِ عَلى السُّلطة.

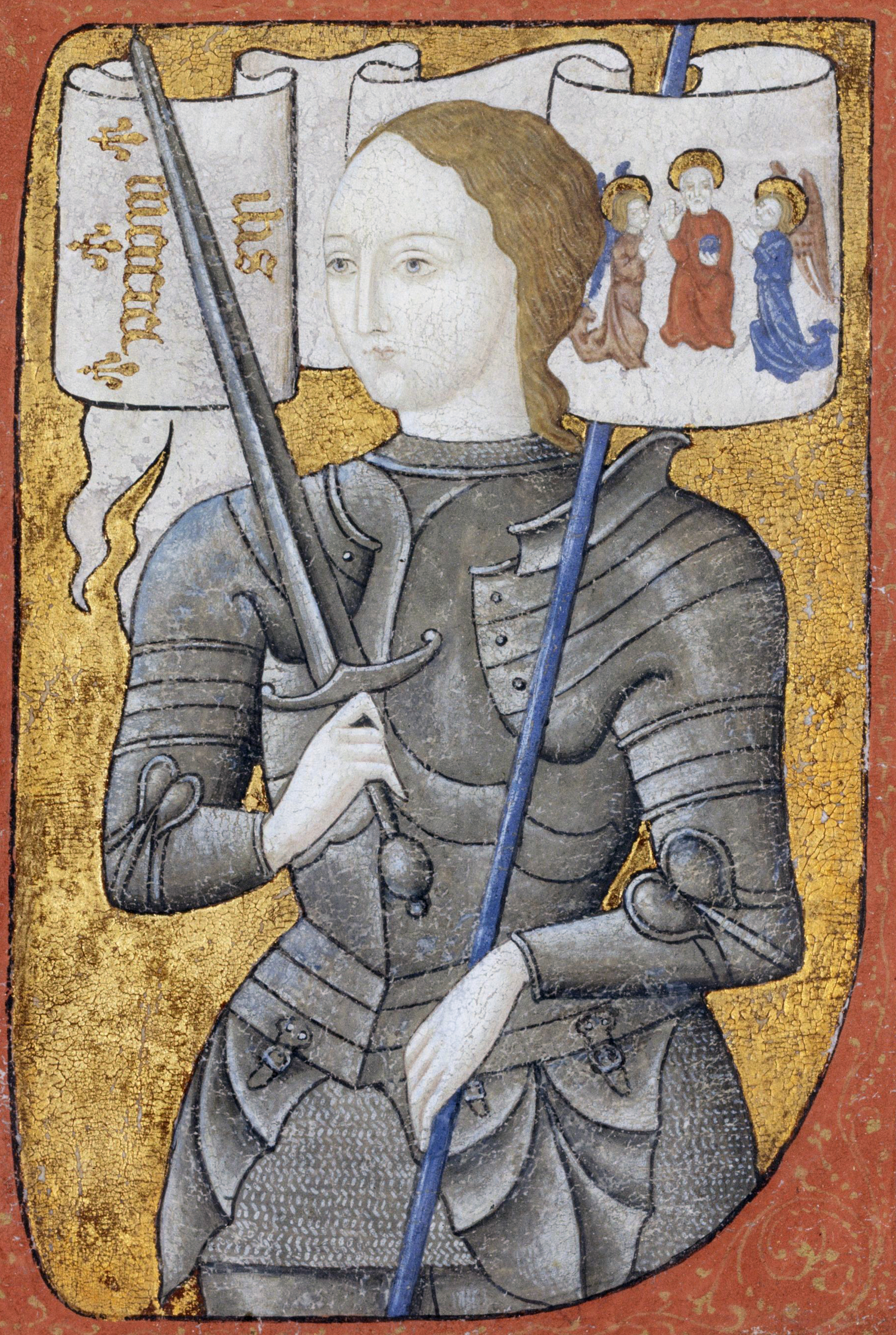
جان دارك في القَرنِ الخامِس عشر

خلال القرن الرابع عشر، سَعى المُلوكُ الفَرنسيونَ إلى تَوسيعِ نُفوذِهِم عَلى حِسابِ الحيازاتِ الإقليميّة لِلنبلاء. واجَهوا صُعوباتٍ عِندَ مُحاولة مُصادرة مُمتَلَكاتِ المُلوكِ الإنجليز في جنوب فرنسا، مِما أدى إلى حرب المائة عام، التي شُنَّت مِن 1337 إلى 1453. في وَقتٍ مُبَكرٍ مِنَ الحَرب فازَ الإنجليز بِقِيادة إدوارد الثالث (حكم 1327-1377) وابنِه إدوارد الأمير الأسود (ت 1376)،
 بِمَعارك مثل كريسي وبواتييه، واستَولوا عَلى مَدينَة كاليه، مُعظَم التَّوتُرات الناتِجَة عن فرنسا أدَّت إلى تَفكُّك المملكة الفرنسية خِلالَ السنوات الأولى مِن الحَرب. في أوائل القرن الخِامس عَشر، اقتَرَبَت فرنسا مَرةً أخرى مِنَ الحَل، ولكن في أواخر عام 1420 أدَّت النَّجاحات العَسكريّة التي حَقَّقَها جان دارك (د. 1431) إلى انتِصار الفَرنسيين والاستيلاءِ عَلى آخر مُمتَلكاتِهِم الإنجليزيّة في جنوب فرنسا عام 1453.
حيثُ كانَ عَدد سُكان فرنسا في نِهاية الحُروب نِصف ما كان عَليه في بِداية النِّزاع. وكانَ لِلحُروب تَأثيرٌ إيجابيّ عَلى الهَوية الوطنية الإنجليزية، حيثُ قامَت بالكَثير مِن أجل دَمج الهويات المَحلية المُختلفة في المَثل الأعلى لِلغة الإنجليزية. ساعَد الصِّراع مَع فرنسا أيضًا على خلق ثَقافةٍ وطنيةٍ في إنجلترا مُنفصلة عَن الثَّقافة الفرنسية، والتي كانَت في السابق التَّأثير المُسيطر. بدأت هيمنة القَوس الطَّويل الإنجليزي في المَراحِل الأولى من حرب المائة عام، وظَهَرَ المَدفع في ساحَة المَعركة في كريسي في عام 1346.
استَمَرت الإمبراطورية الرومانية المقدسة في الحُكمِ في ألمانيا، لكنّ الطَّبيعة الانتِخابية لِلتاج الإمبراطوري كانَت تَعني أنَّه لَم تَكُن هُناك أُسرة دائِمة يُمكِن أن تَتَشكل حَولَها دَولةٌ قويةٌ. إلى الشرق نَمَت بقوة مَمالِك بولندا والمجر وبوهيميا. في أيبيريا استمرت المَمالِك المَسيحيّة في الحُصولِ عَلى أرضٍ مِن المَمالِك الإسلاميّة في شبه الجزيرة؛ رَكزَّت البرتغال على التَّوسع في الخارِج خِلال القَرن الخامِس عشر، في حين كانَت المَمالِك الأخرى تُمَزقها الصُّعوبات على الخِلافة المَلكية وغَيرها مِن المَخاوِف. بَعدَ خَسارة حرب المائة عام، عانت إنجلترا من حَربٍ أهليةٍ طويلةٍ عُرِفَت باسم حرب الوردتين، والتي استَمرت في التسعينيات من القرن التاسع عشر وانتهت فقط عندما أصبح هنري تيودور (حكم 1485-1509 هنري السابع) الملك والسلطة الموحدة مع انتصاره على ريتشارد الثالث (حكم 1483 - 148) في معركة بوسوورث في عام 1485. في الدول الإسكندنافية قامت مارغريتا الأولى الدانماركية (في الدنمارك 1387–1412) بِتَوحيد النرويج والدنمارك والسويد في اتحاد كالمار، والذي استمر حتى عام 1523. كانت القوة الهائِلة حَولَ بحر البلطيق هي الرابطة الهانزية، وهي اتحاد كونفيدرالي تجاري تم تداوله من أوروبا الغربية إلى روسيا. خرجت اسكتلندا من الهيمنة الإنجليزية تحت قيادَة ملكها روبرت الأول (حكم 1306 - 1329)، الذي حَصَل عَلى الاعتِرافِ البابويّ بِملكه في عام 1328.

### انهيار بيزَنطة
على الرُّغم من أن أباطرة باليولوج استعادوا القسطنطينية من الأوروبيين الغربيين في عام 1261، إلا أنَّهم لَم يَتمكنوا مِن استِعادَة السَّيطَرة عَلى الكَثير مِنَ الأراضي الإمبراطورية السابِقة. وعادَةً ما كانوا يُسيطرون فَقط عَلى جُزءٍ صغيرٍ مِن شبه جزيرة البلقان بالقرب من القسطنطينية والمدينة نفسها، وبعض الأراضي الساحِلية على البحر الأسود وحَول بحر إيجه. كانَت الأراضي البيزَنطية السابِقة في البلقان مُقَسَّمة بَينَ مملكة صربيا الجديدة والإمبراطورية البلغارية الثانية ومدينة البندقية. كانَت قُوة الأباطرة البيزنطيين مُهَددة مِن قَبيلة تُركية جَديدة، العثمانيين الذين أسسوا أنفُسَهم في الأناضول في القرن الثالث عشر وتوسعت بشكل مطرد طوال القرن الرابع عشر. تَوَسع العُثمانيون باتِّجاه أوروبا، مِما أدَّى إلى تَقليص بلغاريا إلى دولة تابعة بحلول عام 1366 واستولوا على صربيا بَعد هَزيمَتها في معركة قوصوه عام 1389. وتَجمع الأوروبيون الغربيون مَع المَسيحيين في البلقان وأعلنوا حملة جديدة في عام 1396؛ تم إرسال جيش عظيم إلى البلقان، حيث هُزم في معركة نيقوبولس. تم فتح القسطنطينية أخيراً على يد العثمانيين في عام 1453.

### الجَدَل داخِل الكَنيسة

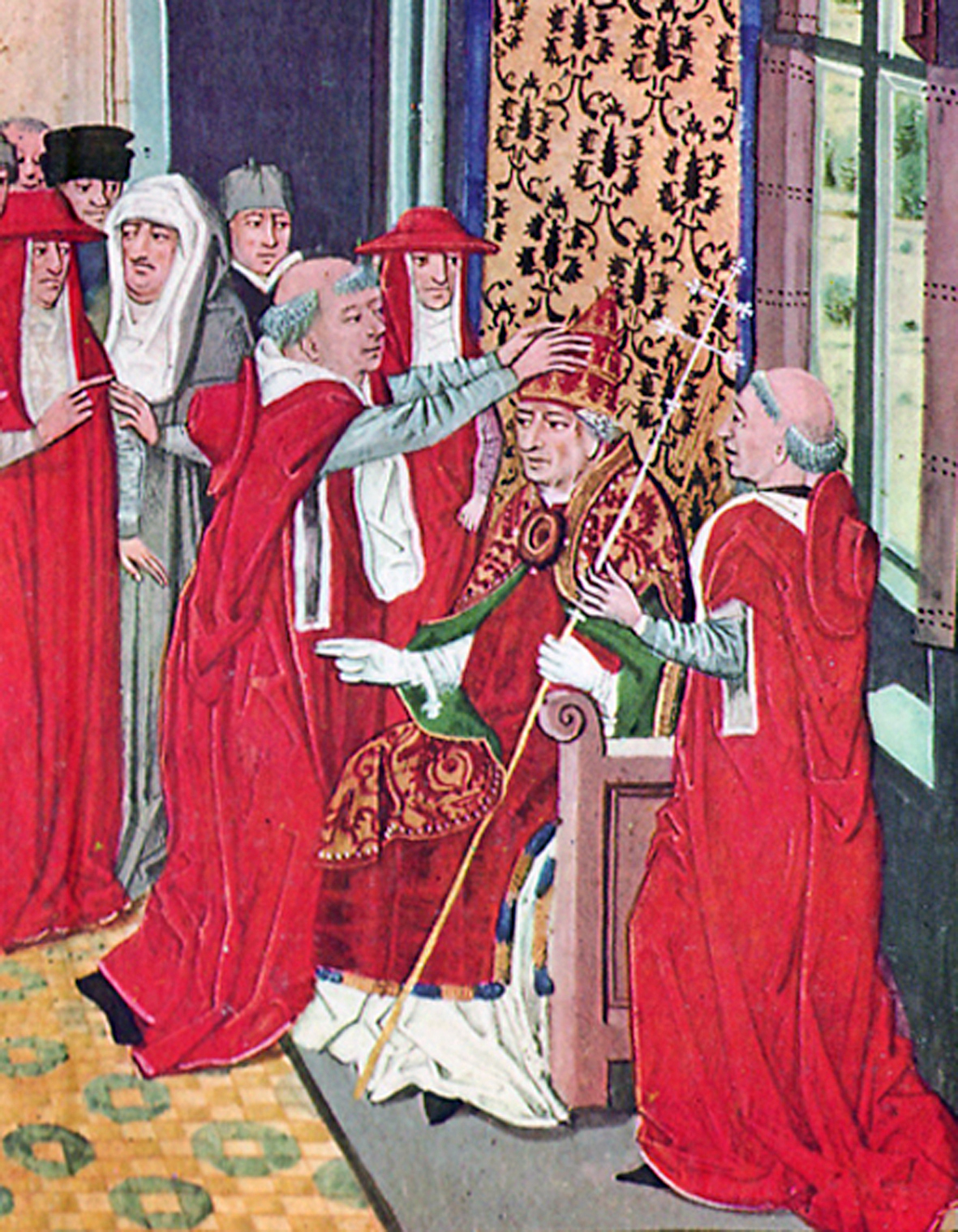
غي البولوني يتوج البابا جريجوري الحادي عشر

خِلالَ اضطراب القَرنِ الرَّابِع عَشر، أدَّت الخِلافات داخِل الكَنيسة إلى بابوية أفينيون عام 1309 - 767، كما أُطلِقَ عَليها «القبائل البابلية للبابوية» (إشارة إلى الأسر البابلي لليهود)، ومِن ثُمَّ إلى الانشقاق الغربي، الذي استَمر مِن عام 1378 إلى عام 1418، عِندما كانَ هُناكَ اثنانِ مِنَ الباباوات الثلاثة المتأخرين، كل مِنهُما مَدعومٌ من ولاياتٍ عدة. عَقَدَ المَسؤولون الكنسيون في مجمع كونستانس في عام 1414، وفي العام التالي خَلع المَجلس أحد الباباوات المُتنافِسين، وَلَم يَتبق سِوى اثنين من المُدَّعين. وتَبِعَ ذلك المَزيد مِنَ التَّرشيحات، وفي نوفمبر عام 1417 انتَخَبَ المَجلِس مارتن الخامس (البابا 1417-1731) كبابا.
كانَت الكَنيسَة الغَربية مُمَزقة بِسبب الخِلافات اللاهوتية إلى جانب الانقِسام، والتي تَحوَّل بَعضُها إلى بدع. وقد تَمَّت إدانَة جون ويكليف (ت 1384)، وهو عالم لاهوت إنكليزي، باعتِبارِه مُهرطقًا في عام 1415؛ لتعليمه أنَّه يَجِب على العِلماني الوُصول إلى نَص الكتاب المقدس وكذلك لِعَقد وِجهات النَّظر حَول القربان المقدس التي كانَت مُخالِفة لِعَقيدة الكَنيسة. أثرت تَعاليم ويكليف على اثنين من الحَرَكات الهَرطقية الرَّئيسية في العُصور الوُسطى التالية: لولاردي في إنجلترا وهوسيون في بوهيميا. بَدَأت الحَركة البوهيمية بِتَدريسِ يان هوس الذي أُحرِق على الحصة في عام 1415 بعد إدانته من قِبل مجلس كونستانس. على الرغم من أن هدف الحملة الصليبية نجا بعد العصور الوسطى. ظهرت بدعة أخرى، مثل الاتهامات ضد فرسان الهيكل التي أسفرت عن قمعهم في عام 1312 وتقسيم ثرواتهم العظيمة بين الملك الفرنسي فيليب الرابع (حكم 1285-1314) وهوسبيتالس.
عَمَدَت البابَوِية إلى تَنقيحِ المُمارَسة في القداس الإلهي في أواخر العصور الوسطى، مُعتبرة أن رِجالِ الدّين وَحدهم سُمِح لَهم بِمشاركة النبيذ في الإفخارستيّا. واصل العلماني مُمارَسات الحج، وتبجيل الآثار، والإيمان بقوة الشَّيطان. كَتَب المتصوفون مثل ميستر إكهرت (ت 1327) وتوما الكمبيسي (ت 1471) أعمالًا علّمت العلمانيين لِلتركيز عَلى حَياتِهم الرُّوحِية الدَّاخِلية، التي أرسَت الأساس لِلإصلاح البروتستانتي. إلى جانب التصوف، أصبح الإيمان بالسحر والسحر منتشراً على نطاق واسع، وبحلول أواخر القرن الخامس عشر، بدأت الكنيسة في إضفاء المصداقية على المخاوف الشعبية من السحر بإدانة ساحِراتِهم في عام 1484 ونشرها عام 1486 من كِتاب مطرقة الساحرات، وهو الكُتيب الأكثر شَعبيةً لِمطاردي السَّحرة.

### العلماء والمثقفون والاستكشاف
قادَ اللاهوتِيّون مِثلَ جون دانز سكوطس (ت 1308) ووليم الأوكامي (المتوفى عام 1348) خلالَ العُصورِ الوُسطى المُتأخرة، كانَت رَدة فِعلٍ ضِدَّ المَدرسة واعتَرضوا عَلى تطبيق العقل للإيمان. تركزت جهودهم على فِكرة المثالية الأفلاطونية عَن «الكون». إن إصرار أوكام عَلى أنَّ العقل يَعمَل بِشكلٍ مُستقلٍ عن الإيمان، يَسمَح بِفَصل العِلم عَن اللاهوت والفلسفة. تَمَيَّزت الدِّراسات القانونِية بالتَّقدم المُطرد لِلقانون الرُّوماني في مَجالات الفقه التي كانَ يَحكُمها القانون المَعرفِي. الاستِثناء الوَحيد لِهذا الاتِّجاه كانَ في إنجلترا، وظَلَّ القانون العام مَرموقًا. قامت دُول أخرى بِتَدوين قوانينَها. تَم إصدار قوانين في قشتالة وبولندا ودوقية ليتوانيا الكبرى.

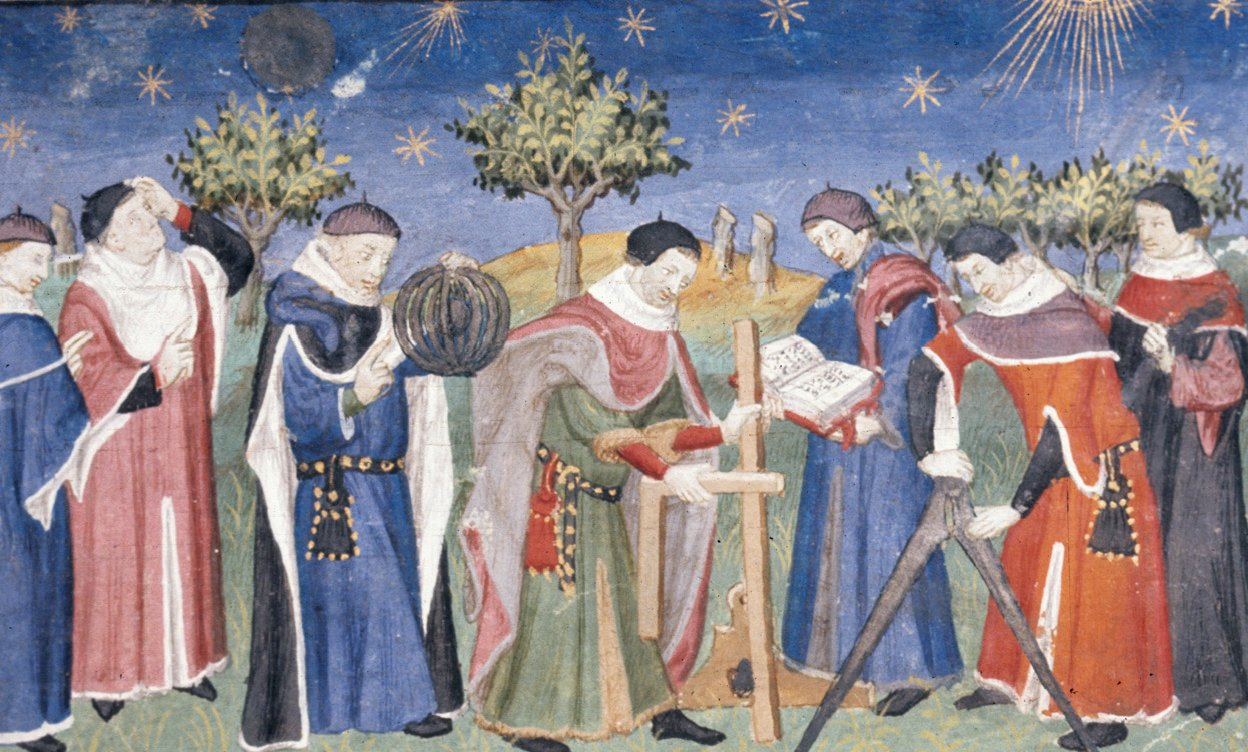
رجال الدين يَدرُسون علم الفلك والهندسة بفرنسا في أوائِل القَرن الخامِس عَشَر

بَقِيَ التَّعليم يُرَكز عَلى تَدريب رِجال الدِّين في المُستقبل. بَقِيَ التَّعلم الأساسي للحروف والأرقام هو مُقاطَعة الأسرة أو كاهِن القَرية، ولكن المواضيع الثَّانَوِية للثريوم - القَواعِد والخَطابة والمَنطق - دُرِّست في مَدارس الكاتدرائية أو في المَدارس التي تُوفرها المُدن. انتشرت المدارس الثانوية التجارية، وكانَ لَدى بَعض المُدن الإيطالية أكثَرَ مِن مُؤسسة واحدة. انتَشرت الجامِعات في جميع أنحاء أوروبا أيضاً في القرنين الرَّابع عشر والخامِس عشر. ارتَفَعت مُعدلات محو الأمية، لكنها كانت منخفضة. أعطت إحدى التَقديرات مُعدل مَعرفة القراءة والكتابة من 10% من الذكور و1% من الإناث في عام 1500.
ازدادَ نَشر الأدب العامي مع دانتي أليغييري (ت 1321)، فرانشيسكو بتراركا (ت 1374) وجيوفاني بوكاتشيو (ت 1375) في إيطاليا في القرن الرَّابع عشر، وجيفري تشوسر (ت 1400)، وويليام لانغلاند(العاصمة 1386) في انجلترا، وفرانسوا فيلون (د. 1464) وكريستين دي بيزان (العاصمة 1430) في فرنسا. ظلَّ الكَثير مِن الأدب الديني في طَبيعته، وعَلى الرُّغم مِن أنَّ الكَثير مِنها استمر مكتوبًا باللاتيني، فَقَد تَمَّ تَطوير طَلب جَديد لِحياة القِديسين ومَناطق عبادة أُخرى في اللغات العامية. تَمَّ تَغذية هذا مِن خِلال نُمو حَركة الإخلاص الحديث، وأبرزها في تَشكيل الإخوة مِن الحَياة المشتركة، ولكن في أعمالِ الصُّوفية الألمانية مثل مايستر ايكهارت ويوهانس تاولر (ت 1361). وضع المسرح أيضاً في ستار مسرحية الأسرار التي وضعتها الكنيسة. في نهاية الفترة أدى تَطور المطبعة في حوالي عام 1450 إلى إنشاء دور نشر في جميع أنحاء أوروبا بحلول عام 1500.
في أوائِل القَرن الخامِس عَشر، بَدَأت دُول شبه الجزيرة الأيبيرية بِرِعاية الاستِكشاف خارِج حُدود أوروبا. أرسل الأمير هنري الملاح من البرتغال (المتوفى 1460) بعثات اكتَشَفت جزر الكناري، وجزر الأزور، والرأس الأخضر خِلال حياته. بَعدَ وَفاته استمر الاستِكشاف؛ سافَرَ بارتولوميو دياز (د. 1500) حول رأس الرجاء الصالح في عام 1486 وأبحر فاسكو دا جاما (ت 1524) حول أفريقيا إلى الهند في عام 1498. رَعت المَلكيّات الإسبانية المُشتركة في قشتالة وأراغون رِحلة الاستكشاف التي قام بها كريستوفر كولومبس (ت 1506) في عام 1492 التي اكتشفت الأمريكتين. رعى التاج الإنجليزي تحت قيادة هنري السابع رحلة جون كابوت (توفي عام 1498) في عام 1497، والتي هبطت على جزيرة كيب بريتون.

### التَّطورات التِكنولوجية والعَسكرية

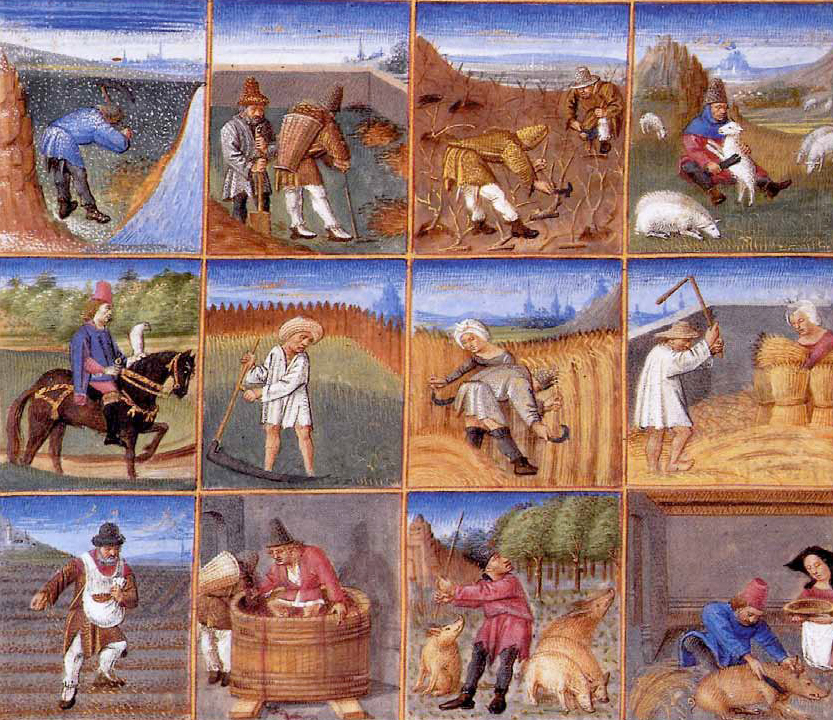
التقويم الزراعي عام 1470، من مخطوطة بيترو دي كريسينزي

كانَ زيادَة استِخدام المشاة والفرسان الخفيفة واحداً مِن التَّطورات الرَّئيسية في المَجال العَسكري خِلال أواخر العصور الوسطى. كما استخدم الإنجليز رماة الأعمدة الطويلة، لكن الدُّول الأخرى لَم تَكُن قادِرةً عَلى خَلق قُوات مُماثلة بِنَفس النَّجاح. تَمَّ تَطوير دِرع اللَوحة لِحماية الجنود من النشاب وكذلك المَدافِع المَحمولة التي تَم تَطويرها. وصلت الدرع الصفيحية إلى بُروز جَديد مَع تَطوير المشاة الفَلمنكية والسويسرية المُسلحين وغيرها من الرماح الطويلة.
في الزراعة سَمح الاستِخدام المُتزايد لصوف الأغنام ذي الألياف الطويلة بربط خيوط أقوى. بالإضافة إلى ذلك، استُبدِلت العجلة الدوارة التوزيع التقليدي لِلغَزل الصُّوفي، مما أدى إلى إنتاج ثلاثة أضعاف.
 كان التحسن التكنولوجي لا يَزالُ يُؤثِر بِشكلٍ كبيرٍ عَلى الحَياة اليَومية مثل استخدام الأزرار لإغلاق الملابس، مِما أتاحَ تركيبًا أفضَل دونَ الحاجَة إلى لِباس الدانتيل عَلى مرتديها. تم تنقيح طواحين الهواء مع بناء طاحونة البرج، مما يَسمح بِتدوير الجُزء العُلويّ من الطاحونة المحيطة لِمواجهة الاتجاه الذي كانَت الرِّياح تَهُب مِنه. ظهر الفرن اللافح حوالي عام 1350 في السويد، مما أدى إلى زيادة كمية الحديد المُنتَج وتَحسين نَوعيته. يَحمي قانون البراءات الأول لعام 1447 في البندقية حقوق المخترعين في اختراعاتهم.

### الفَن والعَمارة في العُصور الوُسطى المتأخرة

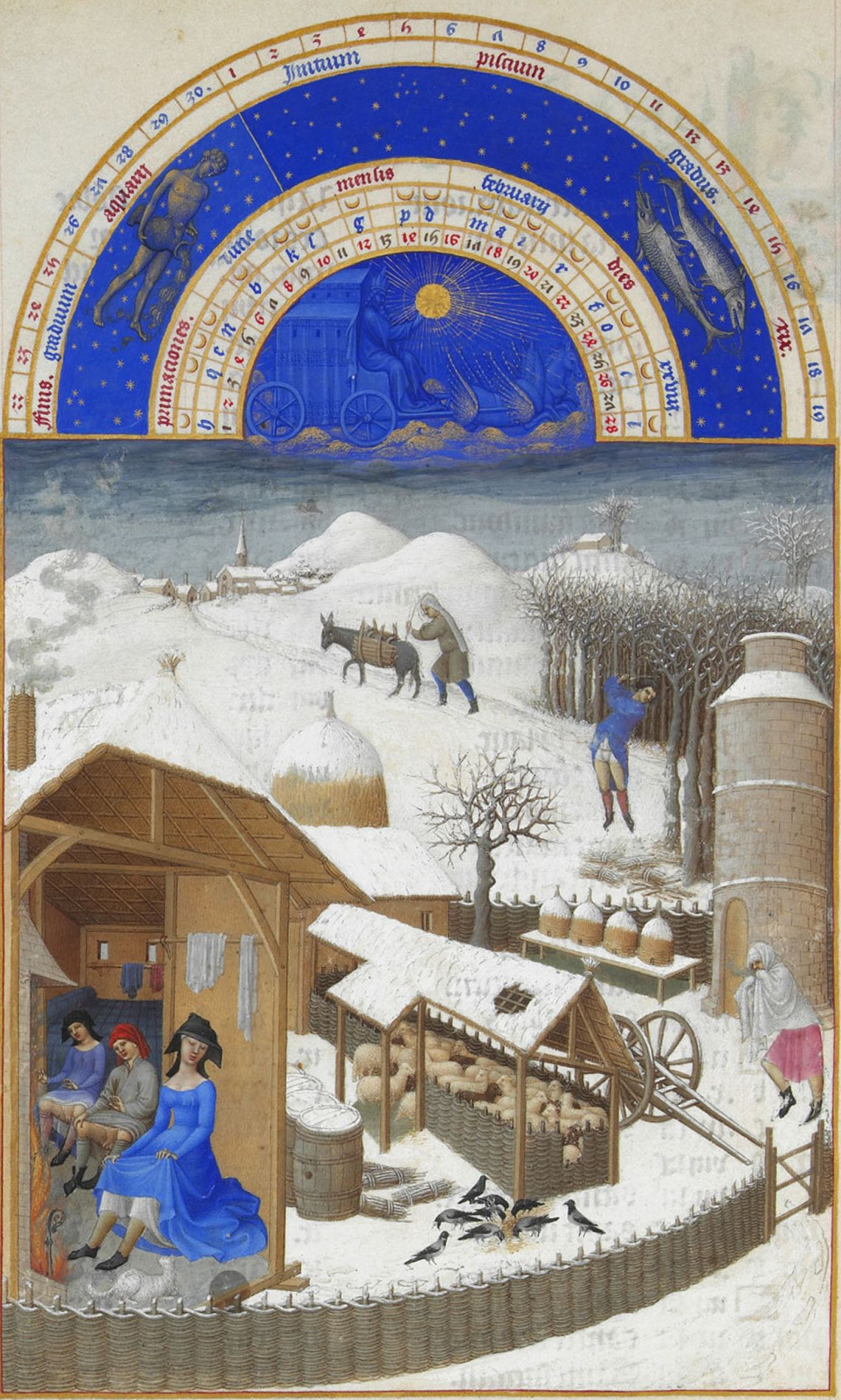
مشهد فبراير من مخطوطة تريس ريشس هيريز دو دوك دي بيري التي تعود إلى القرن الخامس عشر

تَتَطابق العُصورُ الوسطى المُتأخرة في أوروبا كَكُل مَع الفَترات الثَّقافية في فترة 1300 وعصر النهضة في إيطاليا. واصلت شمال أوروبا وإسبانيا استخدام الأساليب القوطية، والتي أصبَحَت أكثرَ تفصيلاً في القرن الخامِس عشر، حَتى نِهاية الفَترة تقريباً. كانَت العمارة القوطية أسلوبًا قاسيًا وصل إلى معظم أوروبا في العقود 1400، مُنتِجةً رَوائع مِثل ساعات دوق بيري الغنية. استَمَر الفَن العِلماني في جميع أنحاء أوروبا في الزيادة من حيث الكَمية والنَّوعية، وفي القرن الخامس عشر أصبحت الطَّبقات التِّجارية في إيطاليا والفلمنك من الرُّعاة المُهمين، بالإضافة إلى مجموعة متنامية من السلع الفاخرة مثل المجوهرات، والعاج، والفخار. كما شملت هذه الأشياء أيضًا الخزف الإسباني-المغربي الذي أنتجته مُعظمها خزفيات المدجن في إسبانيا. على الرُّغم مِن أنَّ مَجموعات المُلوك كانَت تَمتلك مَجموعات ضخمة مِنَ اللَّوحات، إلا أن هُناك القَليل يَبقي على قَيد الحياةِ باستثناء الكأس الذهبية الملكية. تَطوير صِناعة الحرير الإيطالي، بحيث لم تَعد هُناكَ حاجَة للكنائس والنخب الغربية للاعتماد على الواردات من بيزنطة أو العالم الإسلامي. أصبح هناك صناعة فاخرة كبرى في فرنسا وفيلدرز قماش النجود من مجموعات مِثلَ السيدة ويونيكورن.
أدَّت مُخططات المنحوتات الخارجية الكبيرة للكنائس القوطية المُبَكرة إلى مَزيدٍ من النحت داخل المبنى، حيث أصبحت المقابر أكثر تَفصيلاً، وأحيانًا كانَت بَعضُ المَعالم الأخرى مِثل المَنابر مَحفورةً بِسخاء، كما هُوَ الحال في منبر جيوفاني بيسانو في سانت أندريا. أصبَحَت أشكال التَّحطين الخشبي المُلونة أو المَنحوتة شائعة، خاصةً وأن الكنائس قد أنشَأت العَديد من المصليات الكنسية. كانَت اللَّوحات الهولَندية المُبكرة لفَنانين مثل يان فان إيك (ت 1441) وروجير فان در فايدن (المتوفى عام 1464) تنافس إيطاليا، كما فعلت المخطوطات الشمالية المضاءة، والتي بدأت في القرن الخامس عشر يتم جمعها على نطاق واسع بواسطة النخب العلمانية، الذين كلفوا أيضاً الكُتب العِلمانية، وخاصة التاريخ. من حوالي 1450 كتابًا مطبوعًا، أصبحت الكتب ذات شعبية كبيرة، رُغمَ أنَّها باهِظة الثمن. كانَ هُناك حَوالي 30,000 نُسخة مُختلفة من الأعمال المَطبوعة قبل عام 1500، في الوقت الذي كُلِّفت المَخطوطات المُضيئة فَقط من الملوك وعدد قليل من الآخرين. كانَت قطع الخشب الصغيرة جدًا ميسورة ومُتوفرة حَتى من قبل الفلاحين في أجزاء من شمال أوروبا من منتصف القرن الخامس عشر. وزودت النقوش الأكثر تكلفة سوقًا أكثر ثراءً مع مجموعة متنوعة من الصور.

## التَّصورات الحَديثة

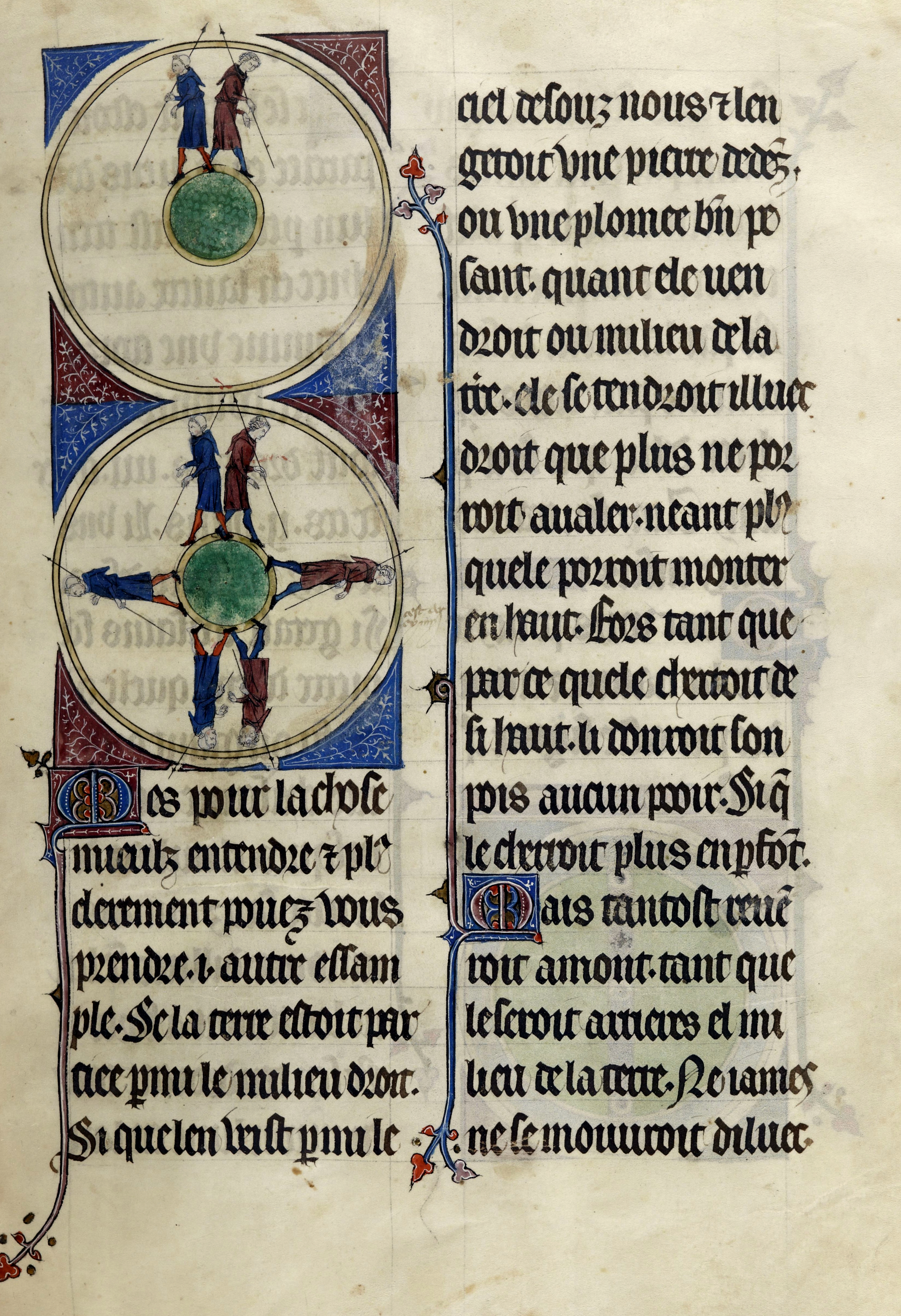
رَسم تَوضيحي مِن القُرون الوسطى لكروية الأرض
في نسخة من القرن الرابع عشر من L'Image du monde

غالبًا ما كانَ يَتِم تَصوير فترة العصور الوسطى عَلى أنها «زمن الجهل والخرافات» التي وَضعت «كلمة السُّلطات الدِّينية عَلى التَّجربة الشَّخصية والنَّشاط العقلاني». كان التراث من عصر النهضة والتنوير حينَما قارن العُلماء مَوقفا فكريًا مَع تلك الفَترة مِنَ القرون الوسطى. شَهِد علماء عصر النهضة العُصور الوسطى كَفترة انحِدار من الثقافة العالية والحضارة في الفَترة الكلاسيكية. رَأى عُلماء التنوير سَبباً أعلى من الإيمان، وبالتالي نظروا إلى العصور الوسطى بأنها مقتطعة من الجهل والخرافات.
يُجادِلُ آخرون بأنَّ العقل كان يوضع عموماً في مرتبة عالية خلال العصور الوسطى. كَتب المُؤرخ العِلمي إدوارد جرانت: «إذا تَمَّ التَّعبير عَن أفكار عقلانية ثورية في القرن الثامن عشر، فقد أصبَحت مُمكنة فَقط بِسبب تَقاليد القُرون الوسطى الطَّويلة التي أثَبتت استخدام العقل كأحد أهم الأنشطة البشرية». خِلافاً لِلاعتقاد السائد، كَتب ديفيد ليندبيرغ، «إن الباحِث في العُصور الوسطى المُتأخرة نادرًا ما عانى من القُوة القَسرية لِلكنيسة وكانَ مِنَ المُمكن أن يَعتبر نَفسه حُرًا (خاصَة في العُلوم الطَّبيعية) لِمُتابعة العقل والملاحظة في أي مكان يقوده».
يَعكس الكاريكاتير في هذه الفترة أيضًا في بَعض المَفاهيم الأكثر تحديدًا. هُناك اعتِقادٌ خاطِئ، انتشر لأول مرة في القرن التاسع عشر وما زال شائعا جدًا هُوَ أنَّ جَميع النَّاس في العُصور الوُسطى كانوا يَعتقدون أنَّ الأرض كانَت مُسطحة. هذا غير صحيح، حيث قال المُحاضرون في الجامعات في العُصور الوسطى أنَّ الأدلة أظهَرَت أنَّ الأرض اعتبرت كرويّة. يقول ليندبيرغ ورونالد نمبرز الباحث الآخر في تلك الحقبة، أنه «بالكاد كان هناك عالم مسيحي في العصور الوسطى لم يَعتَرِف بِكروية الأرض بل ويعرف محيطها التقريبي». مفاهيم خاطئة أخرى مثل «حظر الكنيسة للتشريح خلال العصور الوسطى»، و«صعود المسيحية قتل العلم القديم»، أو «الكنيسة المسيحية في العصور الوسطى قَمع نُمو الفَلسفة الطبيعية»، كلها استشهد بها كَنماذج الأساطير الشائِعة عَلى نِطاق واسِع والتي لا تَزال تُمَرَّر كحقيقة تاريخية، على الرُّغم مِن أنَّها لا تَدعَمها البُحوث التَّاريخية الحاليَّة.

## طالِع أيضاً
- التسلسل الزمني للعصور الوسطى
- عصور وسطى مبكرة
- عصور وسطى متأخرة
- عصور وسطى متوسطة
- مطبخ العصور الوسطى
- عمارة العصور الوسطى
- دور النساء في العصور الوسطى
- العلم الإسلامي في العصور الوسطى
- التأثير الإسلامي على أوروبا خلال العصور الوسطى

## هوامِش

### مُلاحظات
1. ↑  وهو تاريخ طَرْد آخر أباطِرة الرومان الغربيّة من إيطاليا.
2. ↑  كانَت الأعمال المَرجعيّة عام 1883 مَثلاً يُعادِل فيها لَفظ العصور المُظلمة مع العصور الوسطَى، ولكن بِدءاً مع ويليام باتون كير عام 1904، فإن مُصطَلح العصور المظلمة اقتَصَر استِخدامُه عادَةً على الجُزء الأوّل من فَترة العصور الوسطى. فعلى سَبيل المثال، موسوعة بريتانيكا الصادِرة عام 1911 تُعرّف العصورة المُظلِمة بهذه الطريقة.
3. ↑  يُعرَف هذا النِظام بالحُكمِ الرُباعي.
4. ↑  اندَلعت ثورة القوط بعدما صارَ القادَة الرومان يَبيعونَ الطعام والمُستلزمات الأُخرى للقوط بأسعارٍ عاليَة، وكانَت الشرارة حينما حاوَل أحد قادَة الرومان أسرَ قائِد قوطيّ كرهينَة.
5. ↑  أحيانَاً يُشار على أنّها انتَهت في 480 حيثُ أنّ يوليوس نيبوس كانَ ما يزال يعتَبر نَفسَه القيصر وكان مُستولي على دالماسيا.
6. ↑  تمَ اكتِشافُ قبره عام 1653، وكانَ يحوي على بضائع وأسلحة وكميّة كبيرة من الذهب.
7. ↑  كان هناك مُحاولة لإعادة توحيد المملكة من قِبَل تشارلز البدين في 884، وقد نجح في هذا ظاهرياً على الرغم من أنّ المدن الرئيسيّة والأدارات لم يتم دمهم فعليّاً. ثُم أطيحَ بتشارلز في 887 وتوفي في يناير 888.
8. ↑  يُعرف نمط الوراثة هذا بالبكورية.
9. ↑  في فَرنسا وألمانيا والدول المنخفضة، كانَ هُناك نَوعٌ آخر من "النبلاء" هم "الوزراء"، الذينَ كانوا في الواقِع فُرسانًا غير حصريين. يَنحدرون مِنَ الأقنانِ الذينَ خَدموا كَمحاربين أو مَسؤولين حكوميين، الأمر الذي زاد من مكانة سمح لأحفادهم بامتلاك الإقطاعيات.
10. ↑  بَقِيَ عَددٌ قَليلٌ مِنَ الفَلاحين اليَهود عَلى الأرض تَحت الحُكم البيزنطي في الشرق وكذلك البَعض تحت حكم البُندقية، وكانت الاستثناء في أوروبا
11. ↑  اتخذت هاتان المَجموعَتان - الألمان والإيطاليون - مَناهِج مُختلفة لِترتيبات التَّداوُل الخاصة بهما. تَعاونت معظم المُدن الألمانية في الرابطة الهانزية، على النقيض من دول المدن الإيطالية التي انخرطت في صراع داخلي.
12. ↑  غالبًا ما تسمى هذه المجموعة من الأراضي الإمبراطورية الأنجوية.
13. ↑  كانَت اليانور قَد تَزوجت مِن لويس السابع ملك فرنسا، ولكن تم إلغاء زواجهم في عام 1152.
14. ↑  أعلن القداسة لويس كان عام 1297 من البابا بونيفاس الثامن.
15. ↑  تم تشكيل الأوامر الدينية العسكرية مثل فرسان الهيكل وفرسان الإسبتارية ولعبوا دورًا مكملاً في الولايات الصليبية
.
16. ↑  انتشر إلى شَمال أوروبا بِمقدار 1000، وَوَصل إلى بولَندا بِحلول القرن الثاني عشر.
17. ↑  يَتِم بِبُطء إعادَة تَحميل الأقواس النائية، مما يحد من استخدامها في ساحات القتال المفتوحة. في حالات الحِصار، لا يَكونُ البطء عائقًا كبيرًا، حيث يمكن أن يختبئ crossbowman خلف التحصينات أثناء إعادة التحميل.
18. ↑  كان الإجماع التاريخي على مدى المائة عام الماضية هو أن الموت الأسود كان شكلاً من أشكال طاعون دملي، لكن بعض المؤرخين بدأوا في تحدي هذه النظرة "نظريات الموت الأسود" في السنوات الأخيرة.
19. ↑  إحدى المدن في ألمانيا، فقدت 90% من سكانها بالموت الأسود.
20. ↑  كما حدث مع عائلة باردي وعائلة بيروتسي في عام 1340 عندما تنكر الملك إدوارد الثالث ملك إنجلترا قروضهم له.
21. ↑  رُبما جاءَ لَقَب إدوارد مِن دِرعه الأسوَد، وكانَ أوَّل مَن استَخدمه جون ليلاند في 1530 أو 1540.
22. ↑  بقيت كاليه باللغة الإنجليزية حتى عام 1558.
23. ↑  كلمة "dunce" مشتقة من اسم Duns Scotus.
24. ↑  كانَت هذه العَجَلة لا تَزالُ بَسيطةً، لأنها لم تَقم بَعدُ بتضمين عَجلة بدواسة لتحريف وسحب الألياف. لَم يَتِم تحسينه حتى القرن الخامس عشر.